# Ботанічний сад імені академіка Олександра Фоміна
50°26′35″ пн. ш. 30°30′14″ сх. д. / 50.44306° пн. ш. 30.50389° сх. д.
Ботанічний сад імені академіка Олександра Фоміна Київського національного університету імені Тараса Шевченка — один із найстаріших ботанічних закладів України, заснований в 1839 році. Це науково-дослідна, навчальна, освітня, природоохоронна установа, яка має за мету збереження, вивчення та збагачення рослинних ресурсів регіону видами місцевої та світової флори шляхом створення, поповнення та збереження ботанічних колекцій. Парк-пам'ятка садово-паркового мистецтва загальнодержавного значення.
Сад розташований в історичному центрі Києва, за Головним корпусом КНУ, між бульваром Тараса Шевченка й вулицями Гетьмана Павла Скоропадського, Назарівською і Симона Петлюри. Площа саду складає 22,5 гектари, де розміщено 17 теплиць і 12 оранжерей. Відвідувачі можуть потрапити до саду увійшовши крізь колонади обабіч вестибюлю станції Університет з бульвару Тараса Шевченка на партер ботанічного саду; через північні та південні колонади входу до провулка, який відділяє сад та університет; з перетину Назарівської та вулиці Льва Толстого на алею, що простягається від низини саду до його вершини повз паркан, який розділяє територію саду на дві частини. Східна частина є відкритою для відвідувачів, а західну можна відвідати лише в складі екскурсійної групи у супроводі працівників саду, оскільки вона є науковою зоною і на її території окрім адміністративних будівель та господарських споруд розташовуються оранжереї та розсадники з унікальними рослинами, яким потрібен постійний догляд з боку наукових спеціалістів та яким постійний доступ сторонніх може зашкодити.

## Колекція
У колекціях ботанічного саду налічується близько 10 тисяч видів, форм і сортів різних рослин. В оранжерейному комплексі зібрано велику кількість тропічних і субтропічних рослин — понад 4 тисячі видів. У 2015 році вона отримала статус національного надбання. Для найстарших й найвищих в колишньому Радянському Союзі екземплярів пальм 1977 року збудовано найвищий у світі 30-метровий кліматрон. Колекція кактусів та інших сукулентів налічує близько 2 тисяч видів і є найбільшою в колишньому Радянському Союзі. Експозиція орхідей налічує понад 80 видів. У шести оранжереях зібрано унікальні колекції чужоземних рослин: ріжкове дерево, лаврові дерева, фейхоа, мушмула, бамбук, фінік канарський, японський субтропічний банан, юбея чилійська, хамеропс, пальма Вашингтонія, стрелітція королівська, благородна орхідея, брунфельзія, каучуконосний фікус, хлібне дерево, кавове дерево,  маракуя, папая, інжир, перець чорний, що в'ється як ліана, та гуави, які цвітуть лише один раз. В тропічній оранжереї мешкає вирощений із насіння баобаб, у суккулентній, — ще один, подарований саду. Усього ж у колекції понад 60 видів пальм: фінікова пальма, сагова пальма, середземноморська акація карат та інші. Кільком видам рідкісних пальм понад сто років. Субтропічної флори з усієї Землі у ботанічному саду понад 250 видів. Багато хто з них є найстарішими не лише в Україні, а й у Європі.
У відкритому ґрунті росте багато реліктових і ендемічних видів рослин з різних районів світу. На території дендрарію Ботанічного саду налічується 30 екземплярів старих дерев дуба звичайного віком від 60 до 100 років і більше. Упродовж останніх 50 років у саду зібрали колекцію рододендронів, яка налічує понад 170 видів, різновидів, гібридів та культиварів та включає вічнозелені рододендрони, напіввічнозелені та листопадні. У саду висаджені крокуси та тюльпани, яблуні та груші, ялівці, сербська сосна, церцис, калина боднантенська і калина запашна, айва японська, прінсепія китайська і дереза китайська, керія японська, таволга Тунберга, жимолость, рододендрон сіхотинський, садові троянди, сакури, форзиція та магнолії — їх кількість сягає 300 дерев, а найстаріша була посаджена в саду ще в 1934 році та квітне донині.

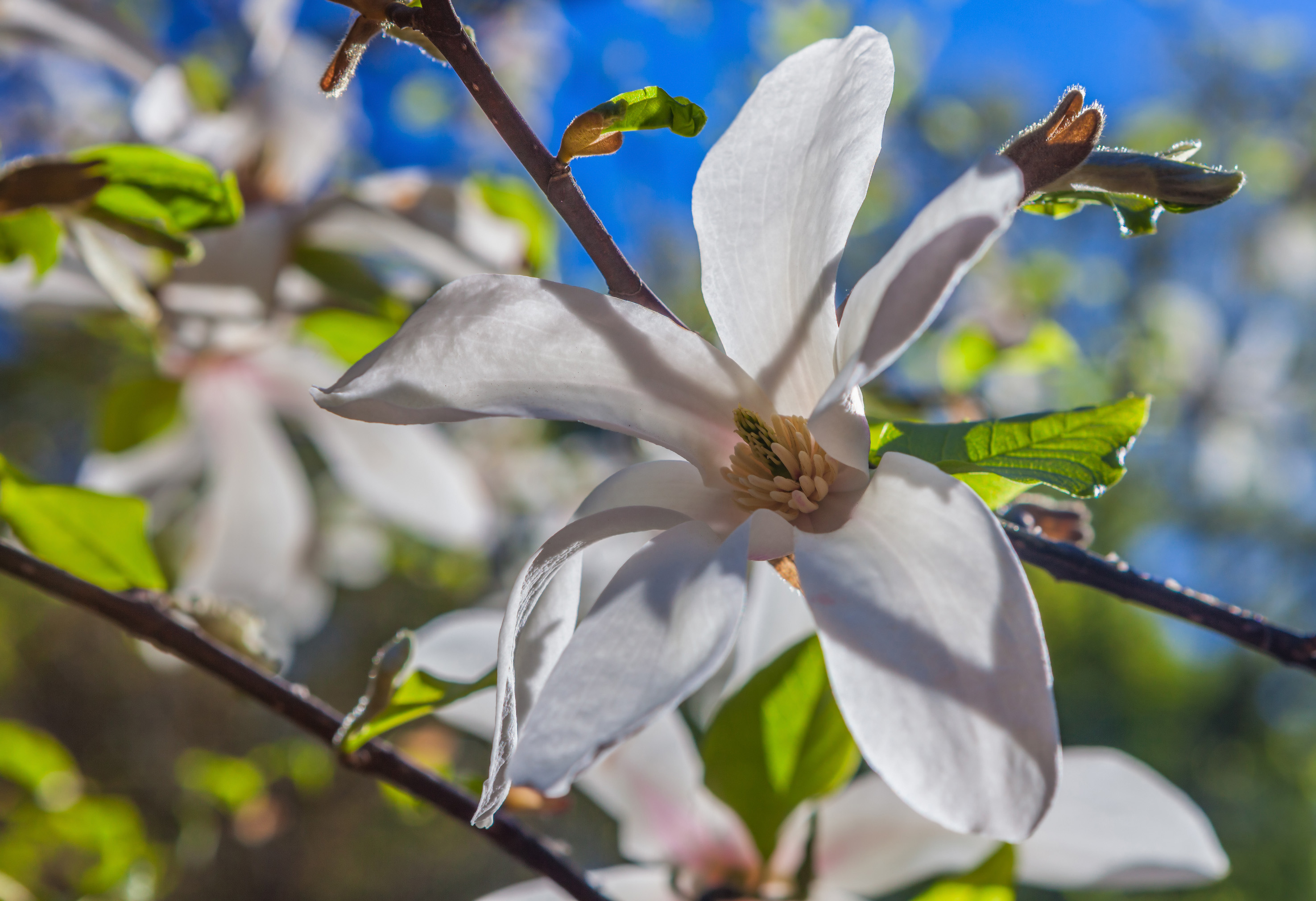
Магнолія кобус
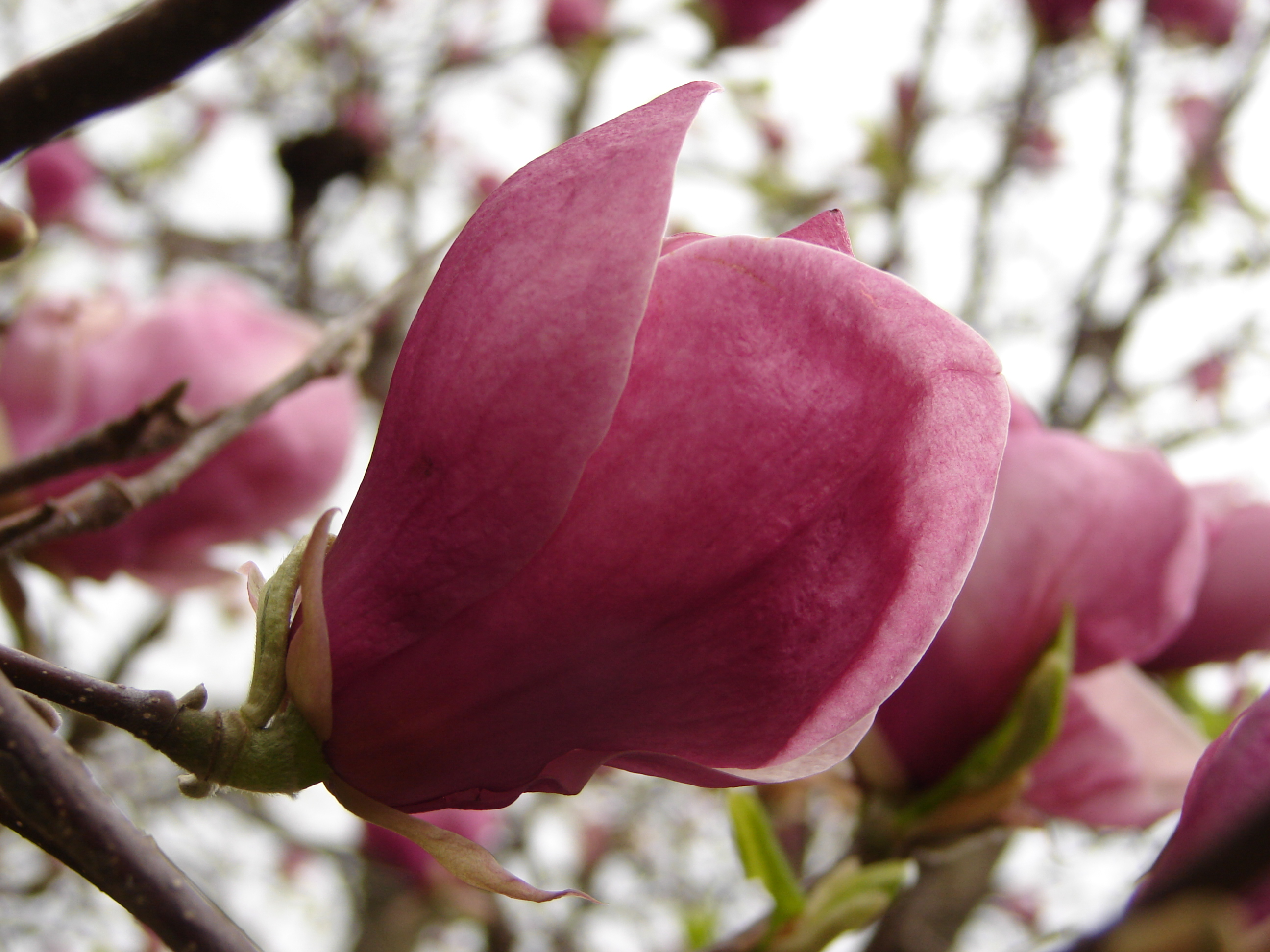
Магнолія лілієквітна
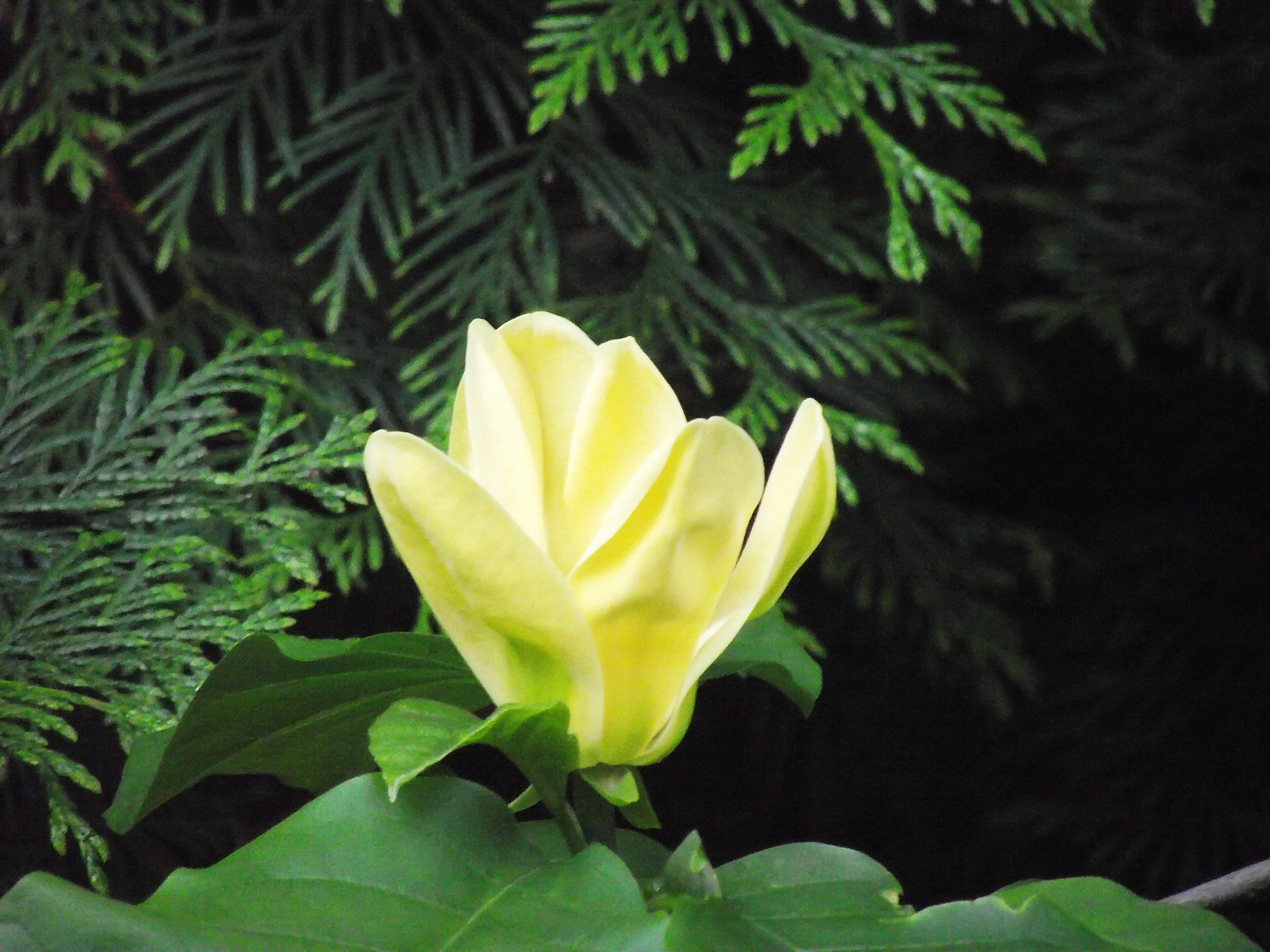
Магнолія чампака
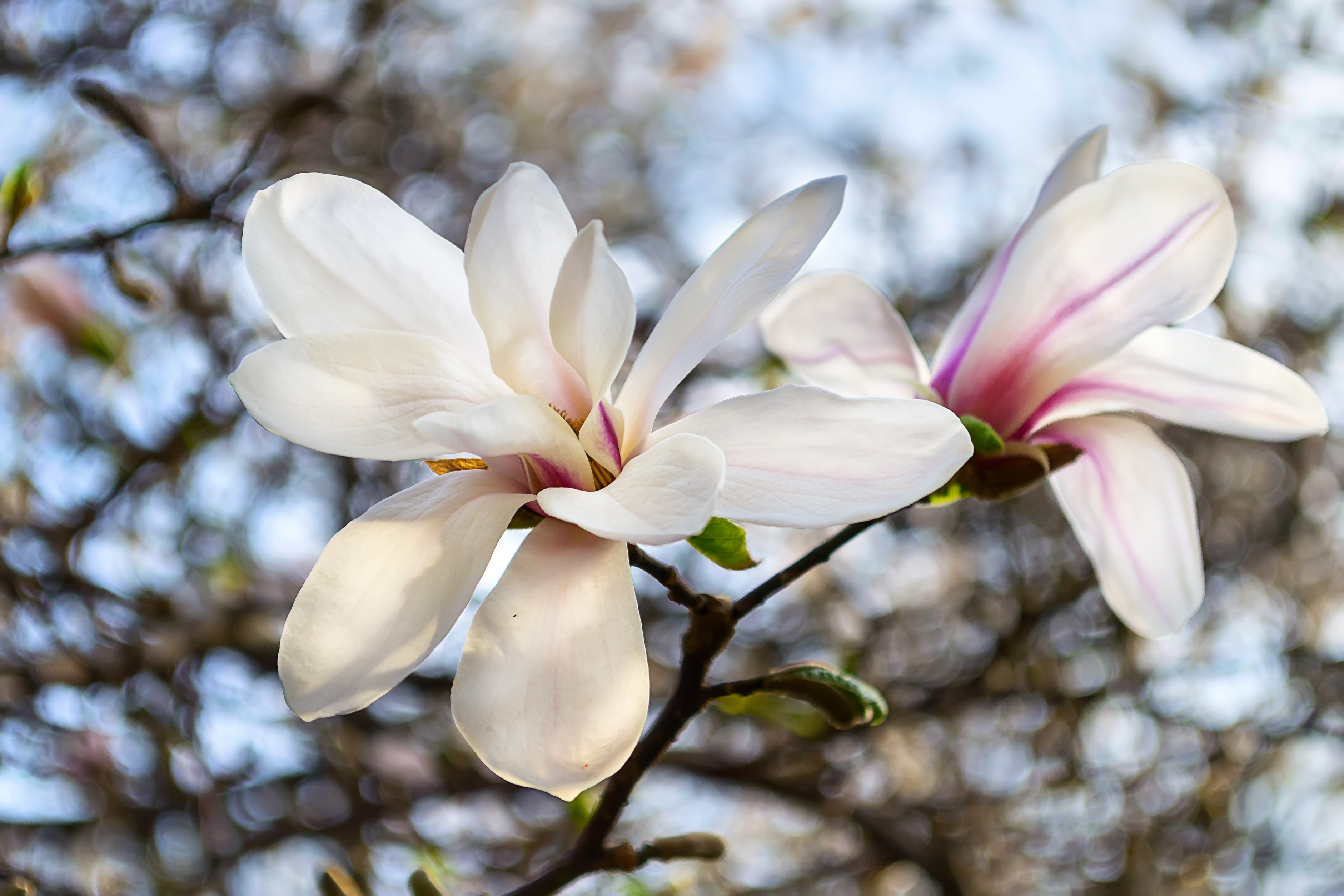
Magnolia zenii
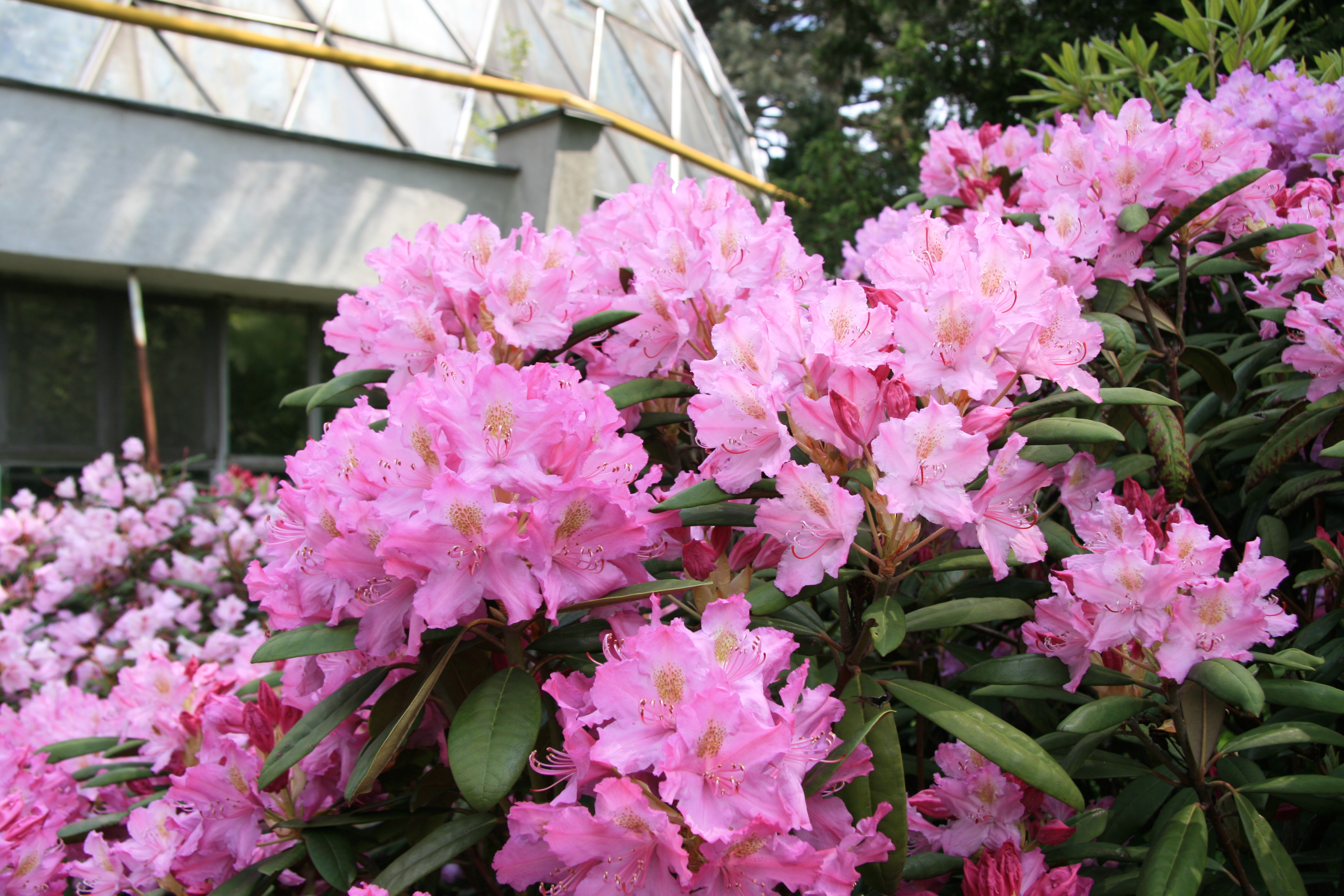
Рододендрон понтійський
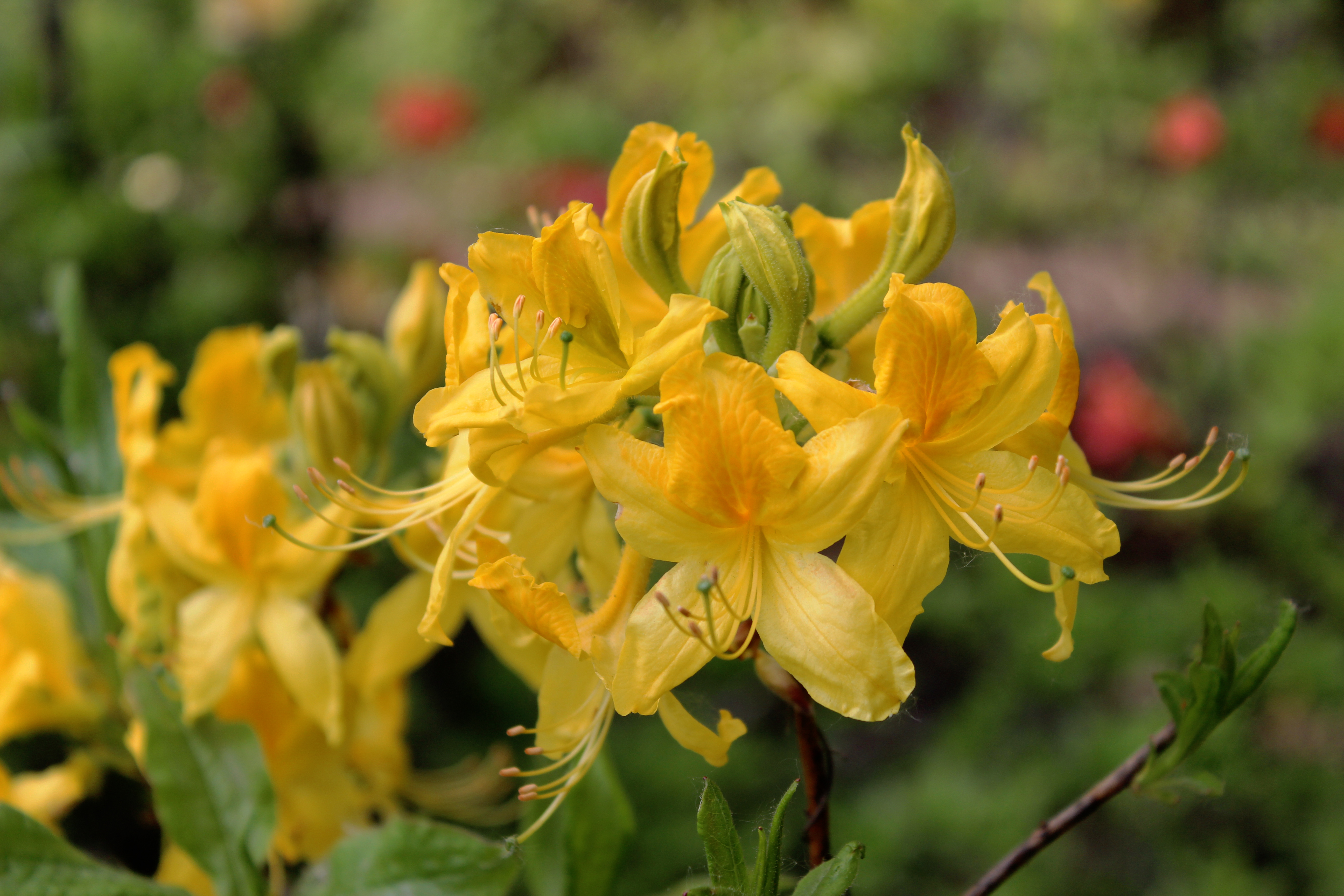
Рододендрон жовтий
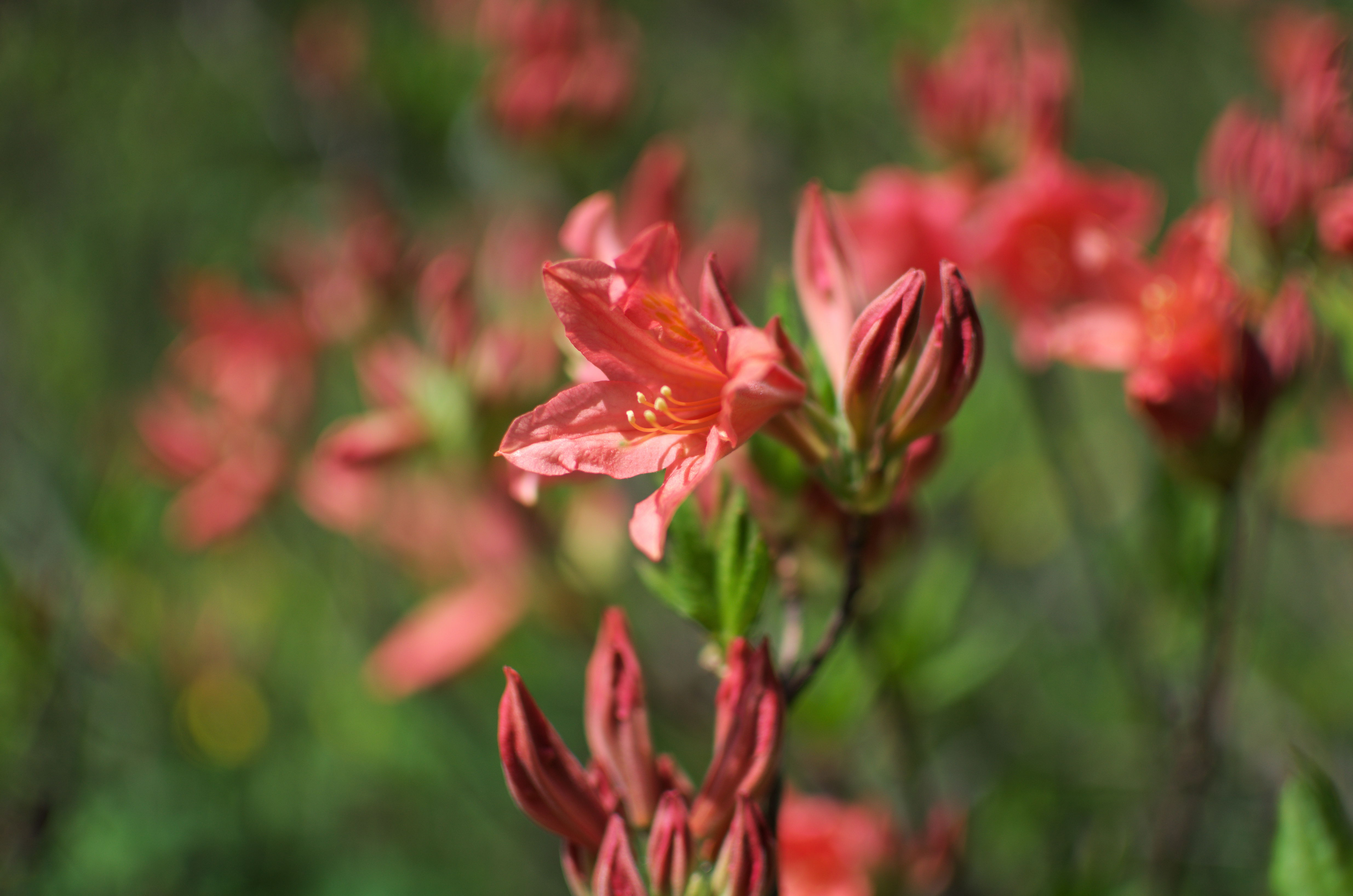
Рододендрон японський
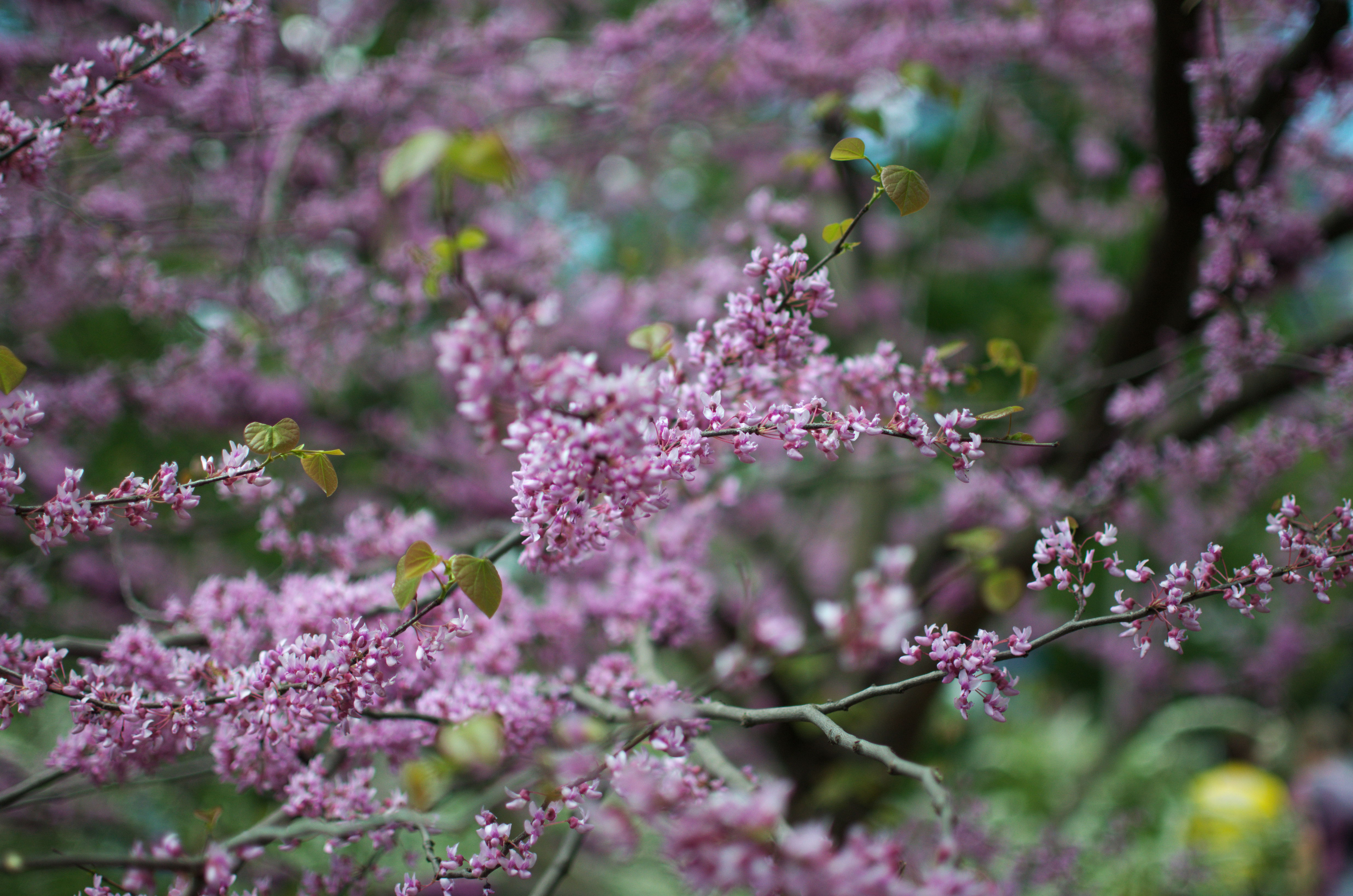
Церцис європейський

Найстарішим деревом в колекції саду являється пальма Лівістона, яка була перевезена з Кременецького ботанічного саду, де провела 20-30 років, у столицю до відкриття ботанічного саду. Її  висота складає близько 30 метрів, а гілки торкаються стелі теплиці. Її вік складає понад 200 років. Пальма є окрасою колекції субтропічних рослин, має статус національного надбання. У 70-х роках минулого століття для неї була проведена реконструкція оранжереї, висоту було збільшено до 35 метрів. Нові умови виявилися настільки сприятливими, що у 1979 році пальма вперше зацвіла. Нарівні з нею височить лише 30-метрова араукарія (як її називають, "чилійська сосна") — також найстаріша в Україні. Під ногами далеко внизу — суцільний килим із крон десятків субтропічних дерев, пальм та чагарників.

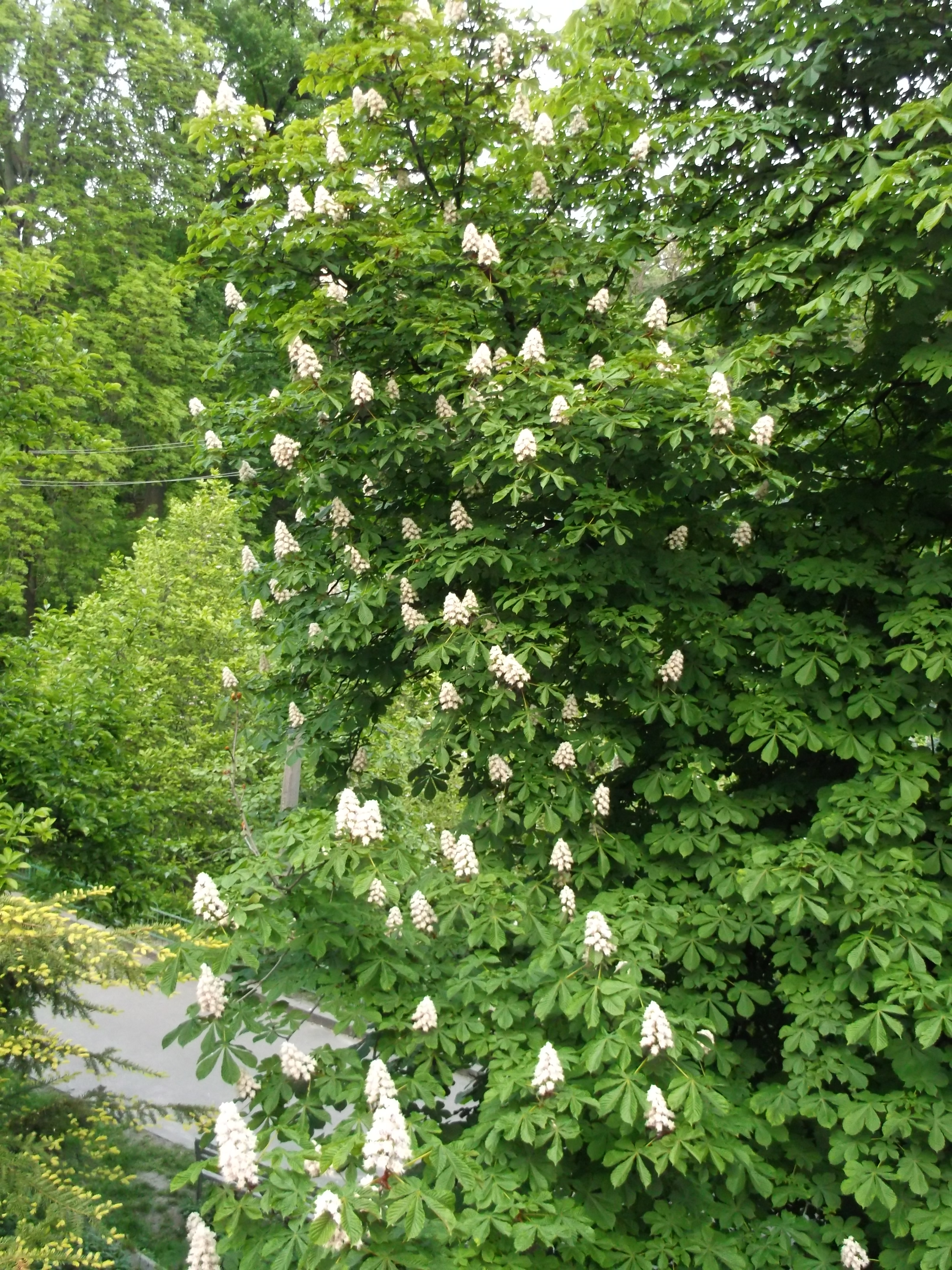
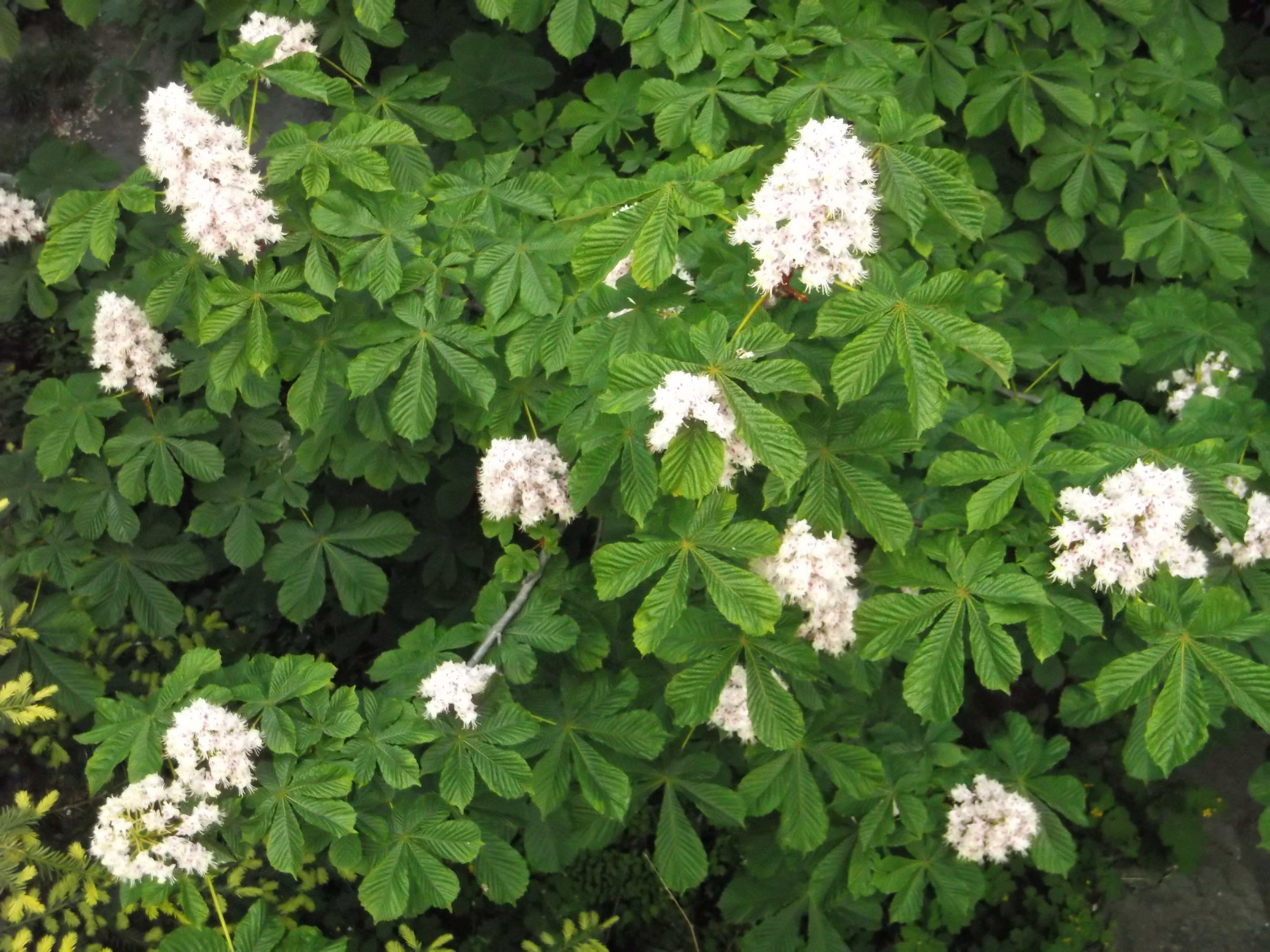
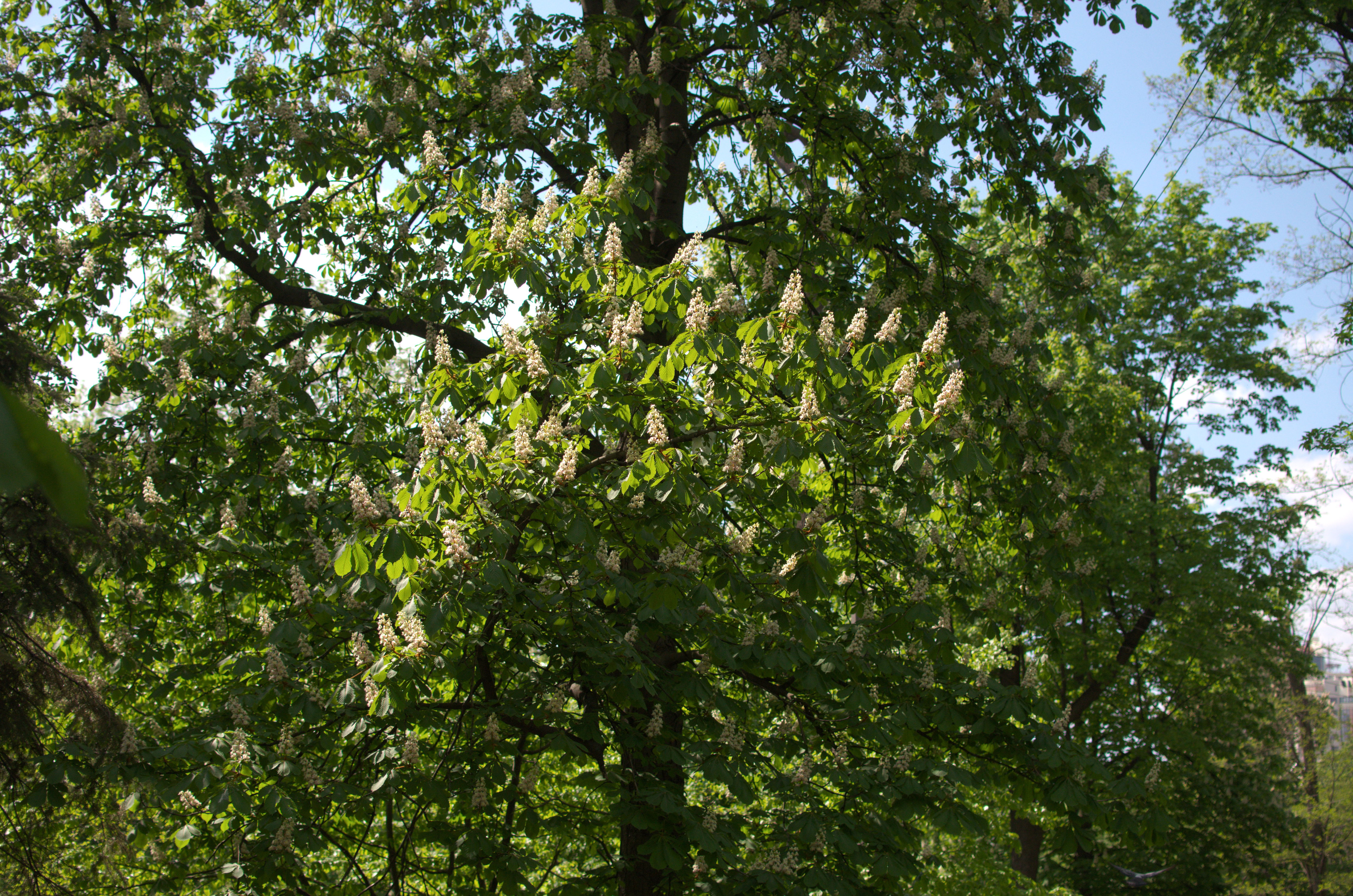
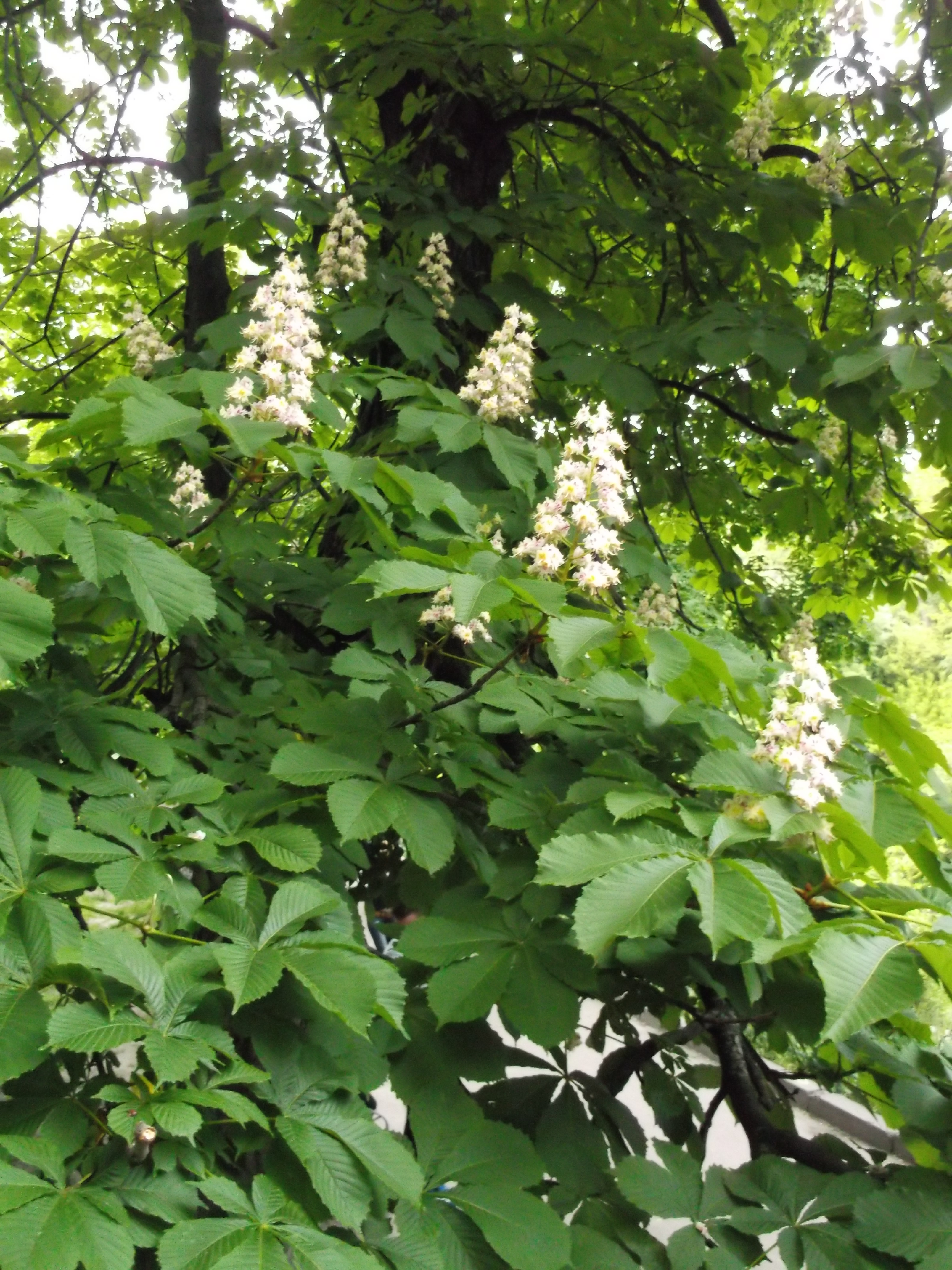

У ботанічному саду ростуть й найстаріші київські каштани. Вони були посаджені ще наприкінці XIX століття.
Енцефалертос колючий – пальмоподібний чагарник, одна з найдавніших рослин ботсаду. Їй більш як 250 років і вона не квітує, але раз на рік викидає шишки з насінням. Особливість рослини в тому, що вона вкрита товстим шаром рослинного воску. Кажуть, до Києва "восковик" привіз відомий магнат-цукрозаводчик Микола Терещенко з Африки, куди їздив на полювання.
На плодах чорного горіха один з директорів Ботанічного саду Сергій Навашин зробив видатні відкриття в галузі цитоембріології рослин (довів існування подвійного запліднення у покритонасінних рослин), що принесли ботсаду всесвітню славу. Самі горіхи дуже тверді, київські майстри їх збирають і роблять всілякі вироби-сувеніри. А зелену шкірку чорного горіха використовують як сировину для виготовлення ефірних олій.
Кактус "Цариця ночі" — одна з найромантичніших рослин саду. Він цвіте тільки вночі, розпустивши свої білі пелюстки, а його аромат під час цвітіння нагадує запах ванілі. У природі саме цей кактус запилює найменша пташка на планеті – колібрі.
Лікувальний гінкго, це вид рослин, що унікальний тим, що відноситься до практично вимерлих в природі, його ще називають "живим викопним". У природі ці дерева залишилися тільки в горах Східного Китаю, а в київському ботанічному саду воно з'явилося в 1880 році. Максимальна висота дерева – 40 метрів, яке росте більше тисячі років. Насіння гінкго використовують в китайській медицині, а буддисти вважають його священним і впевнені, що воно приносить удачу.
Один з найдавніших представників флори, ровесник динозаврів — цикас, колись привезла з Африки одна з директорів Ботанічного саду — Марина Миколаївна Гайдаржи, з великої колекції цикадових в Дурбані.
В непримітній кімнаті, у вузенькій секції сукулентної оранжереї росте вільвічія дивна — ендемік Намібії, який належить до рідкісних і загрожених видів. Це єдиний екземпляр в Україні. Ззовні вона нагадує голову гвинторогого козла з двома довгими та закрученими листками. 

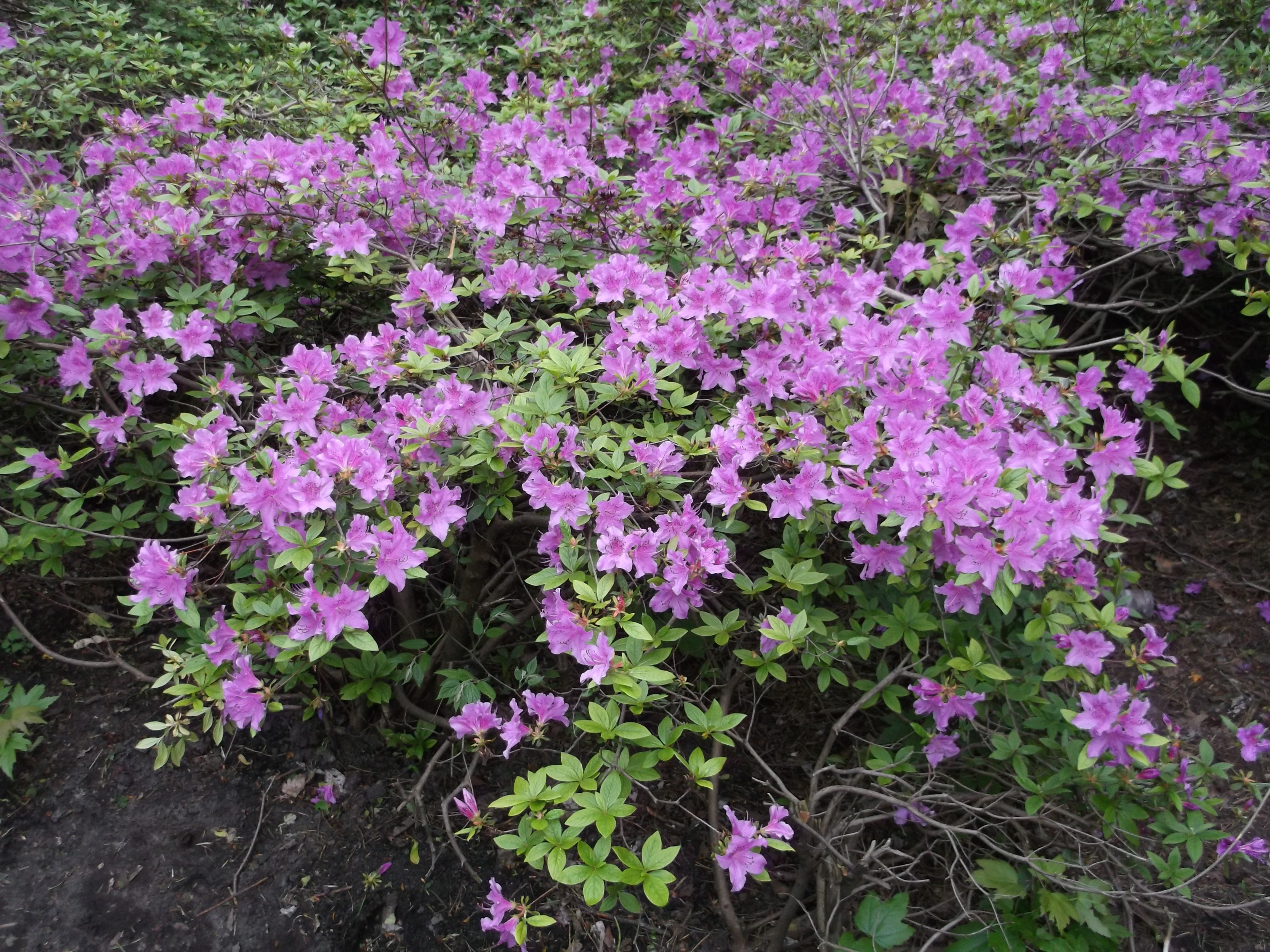
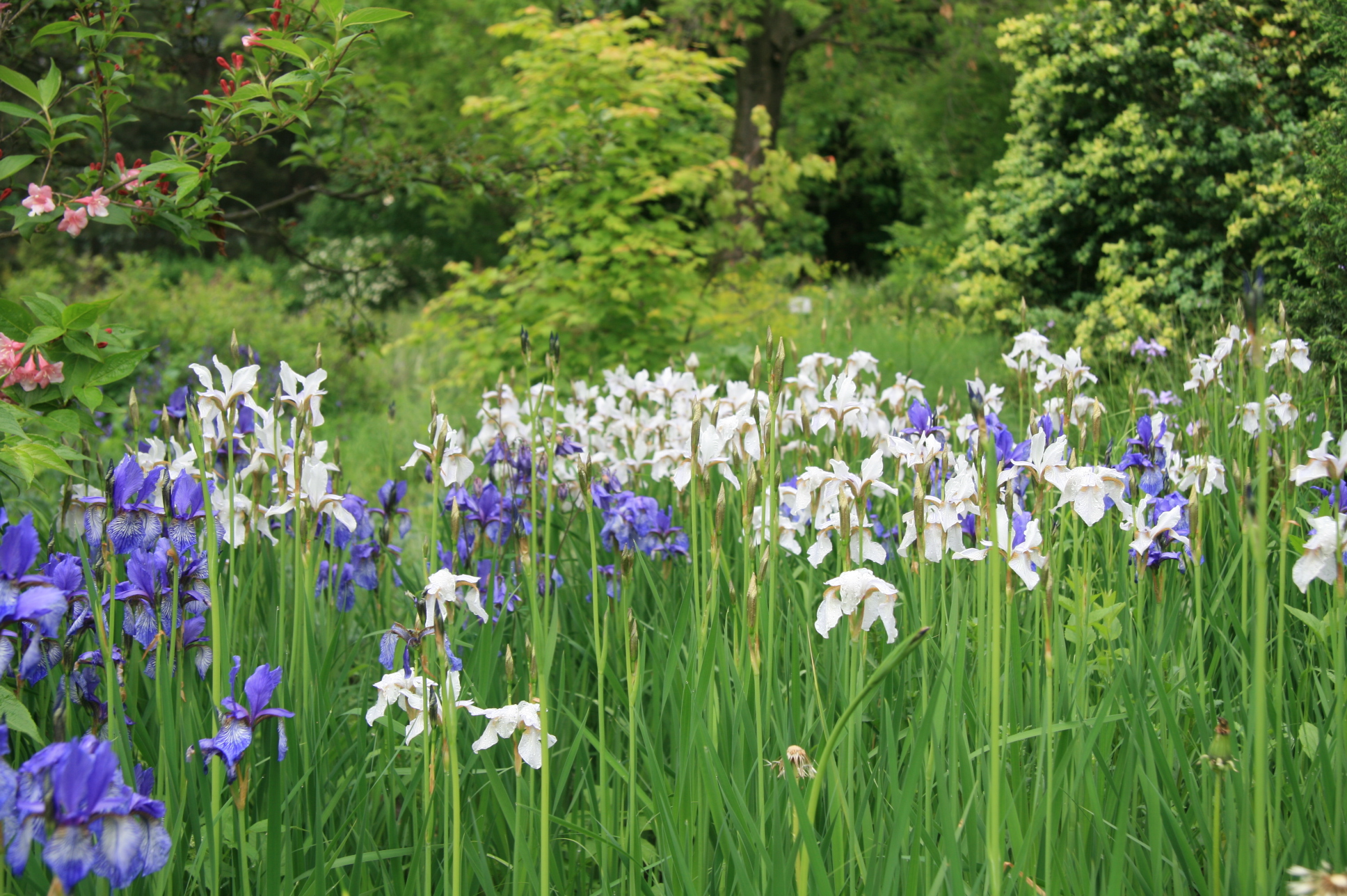
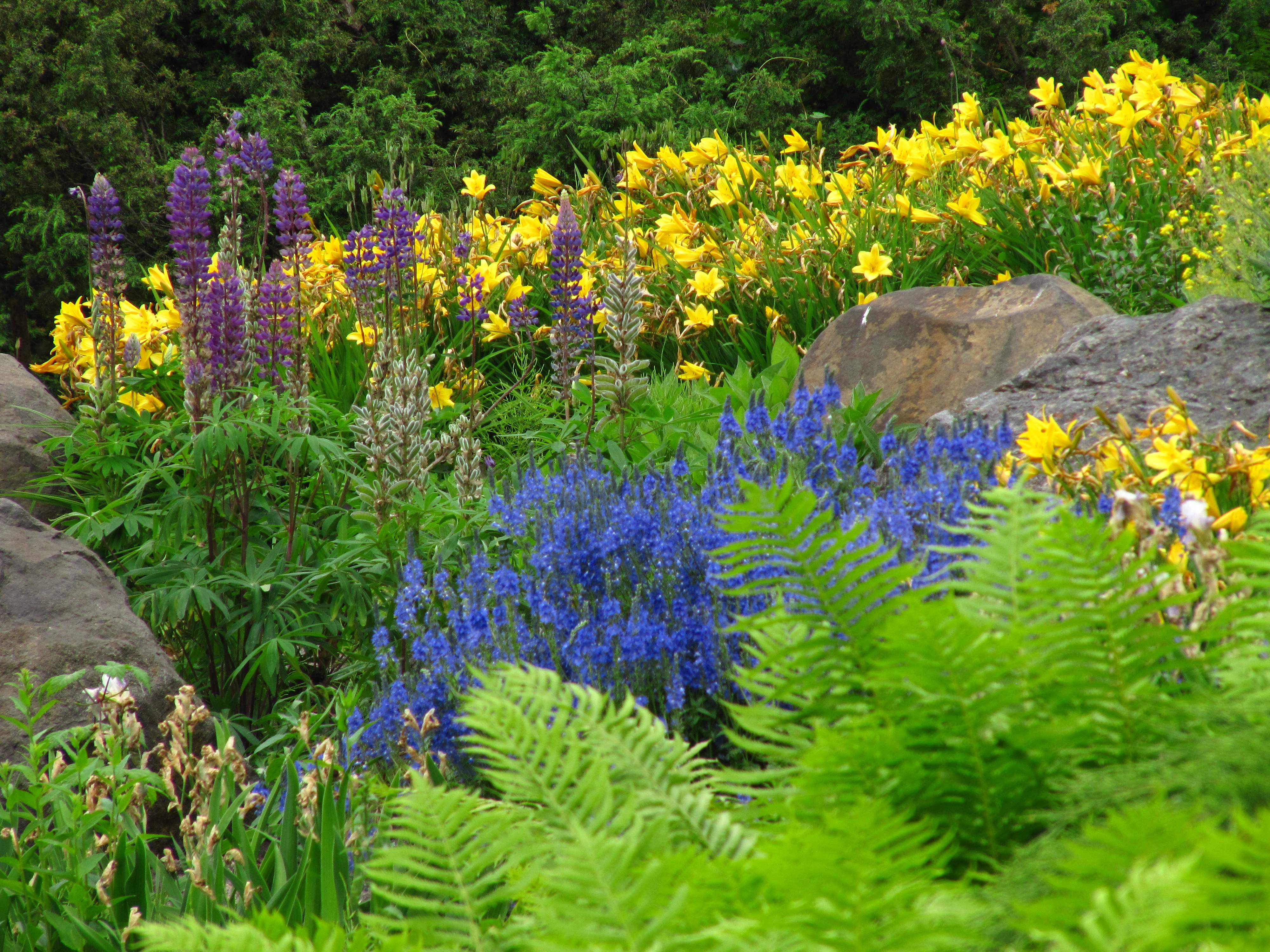
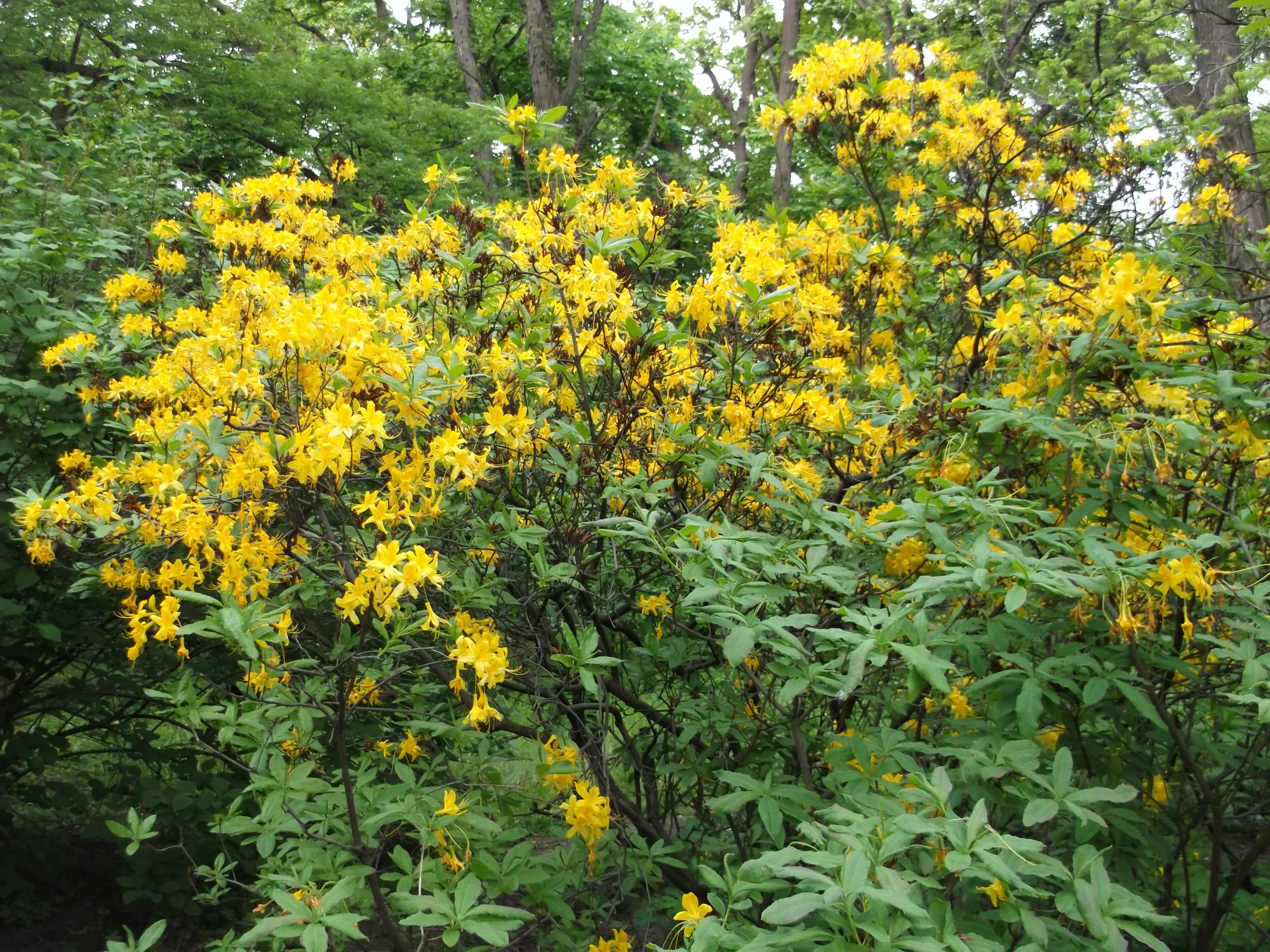

### Сад магнолій
Вирощування представників роду Magnolia L. у ботанічному саду розпочато ще у 1905 році, з 1968 року проблемами інтродукції магнолій займалась Т.П. Коршук, а вже протягом 17 років — Р.М. Палагеча. Нині колекція листопадних магнолій ботанічного саду є найбільшою в Україні і нараховує понад 70 видів, гібридів та сортів. У 1976 році, наукова співробітниця та дослідниця Тамара Коршук разом з архітекторами зеленого будівництва Емілією Шараповою та Ольгою Міщук заклала «Сад магнолій», який нині є головною окрасою ботанічного саду та візитівкою Києва навесні. Ці квіти з приємним запахом починають розпускатися, коли температура піднімається вище 15 градусів і квітують близько місяця.
До квітучих дерев щорічно шикуються величезні черги з охочих їх сфотографувати. В «Саду магнолій» представлено декоративне дерево магнолії Суланжа, що було виведено у Франції в 1820 році колишнім дипломатом французької армії Етьєн Суланж-Боденом, який після поразки під Ватерлоо у 1815 році залишив службу, організував та очолив Королівський інститут садівництва, де створив гібрид із двох різних магнолій. У Києві акліматизацію в більш суворому кліматі магнолій розпочато з 1905 року академіком Олександром Фоміним.
Сад знаходиться у центральній частині ботанічного саду, в низині яка являє собою долину між пагорбами, через яку простягається алея, обабіч якої висаджені рослини родини магнолієвих, які від тротуару відділяє декоративний паркан та жолоб дощової каналізації. Алея має вигин, який за формою нагадує відкриту петлю, завдяки чому з тротуару відкривається панорамний огляд на дерева.

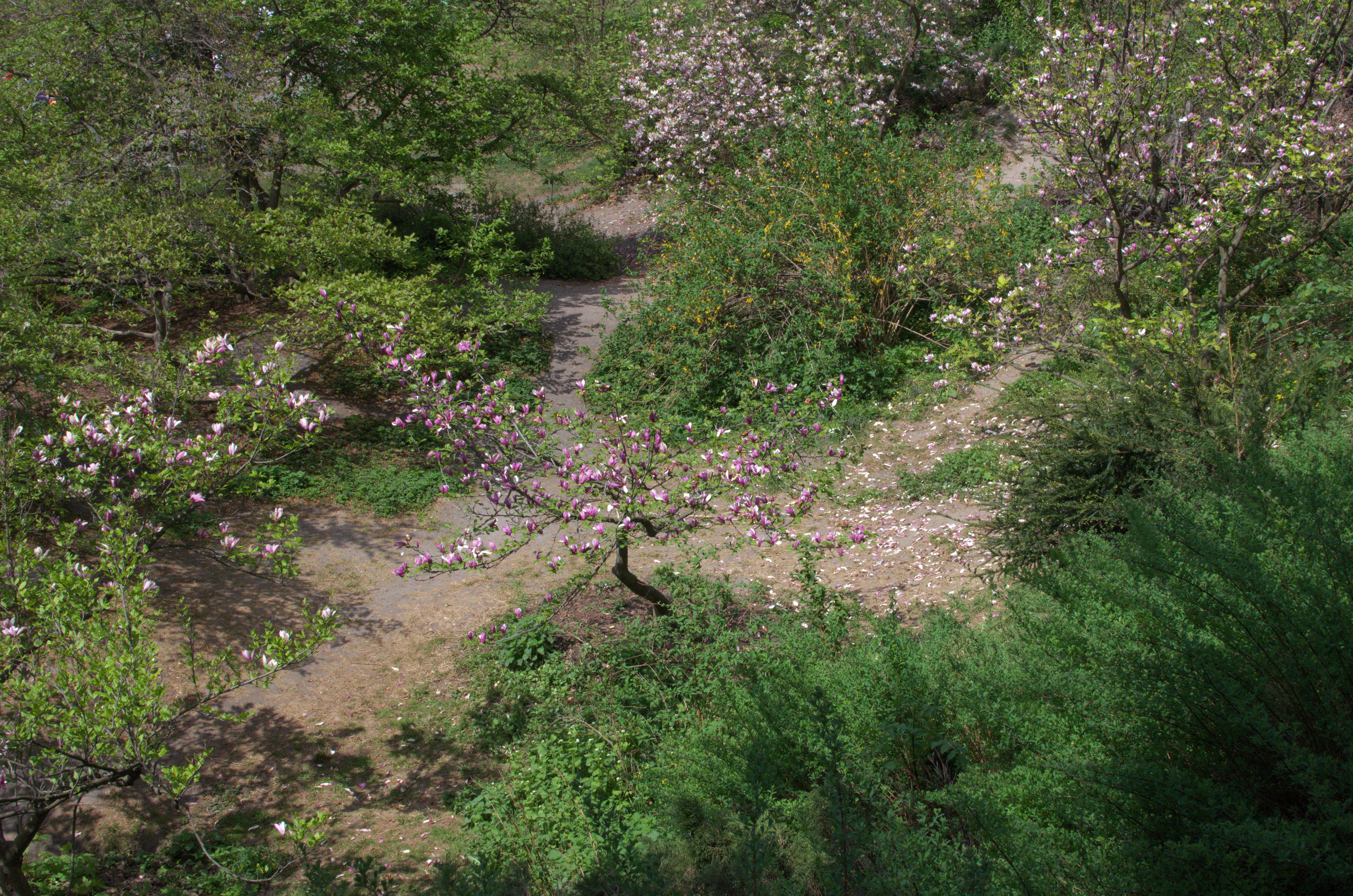
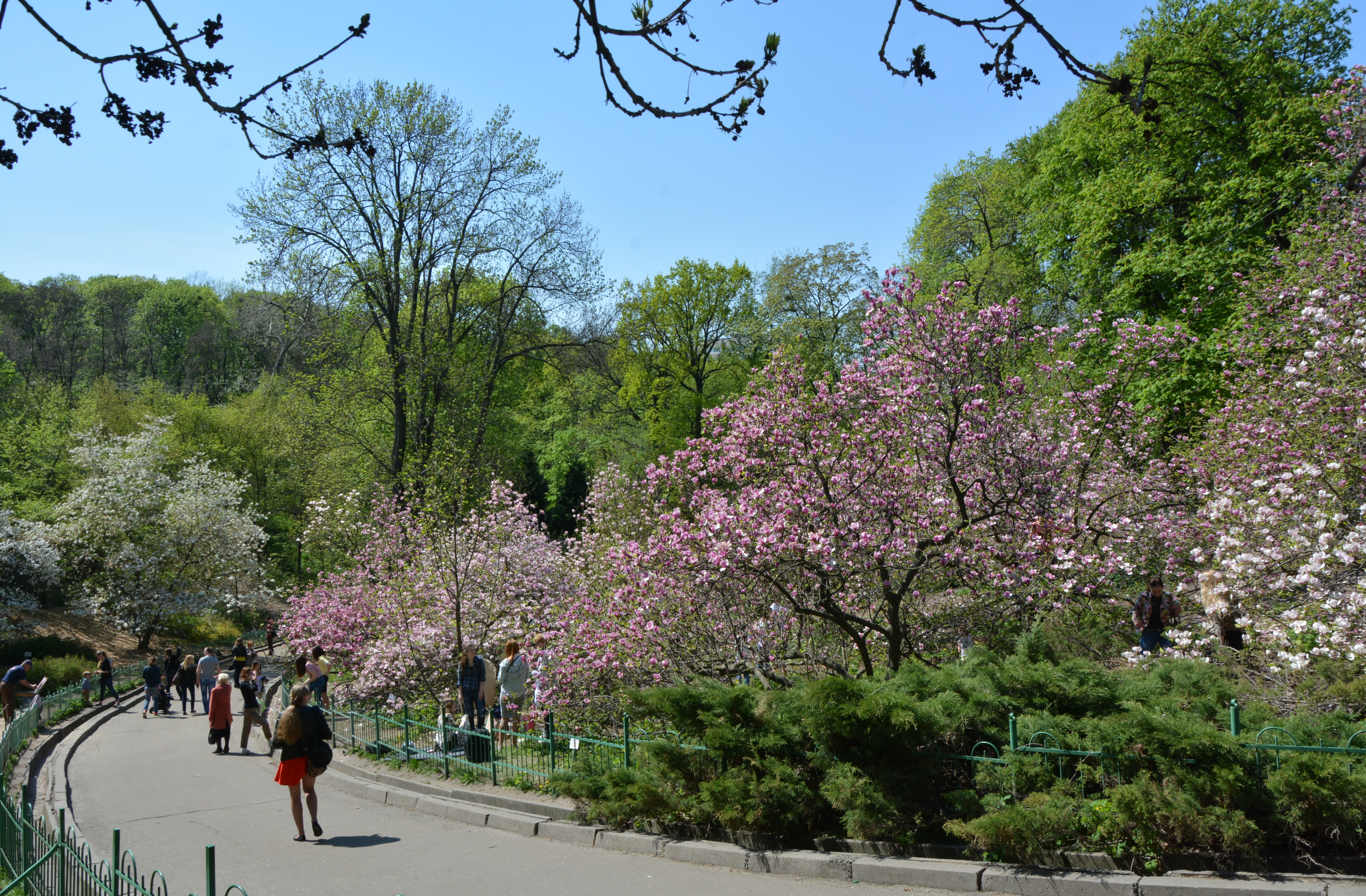
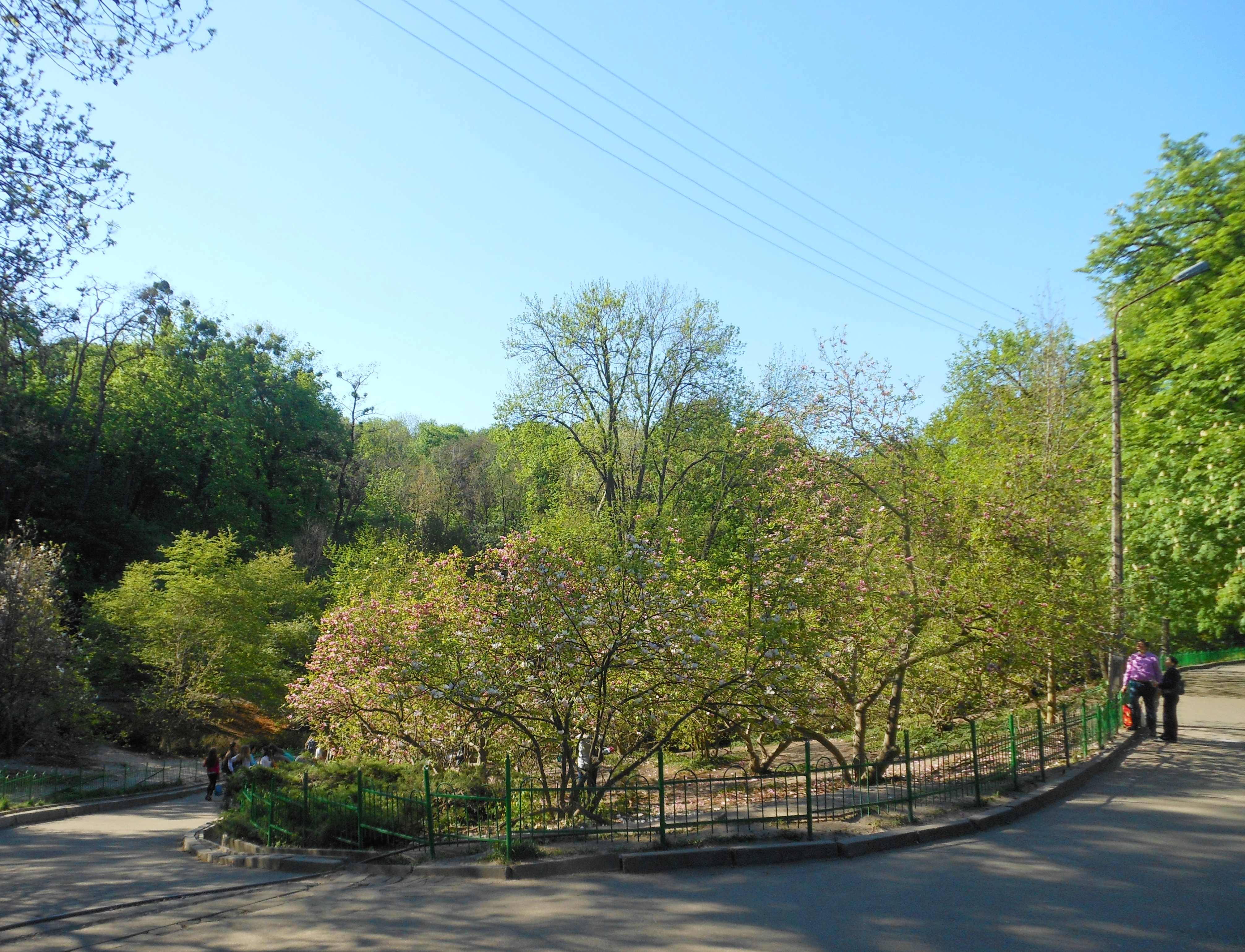
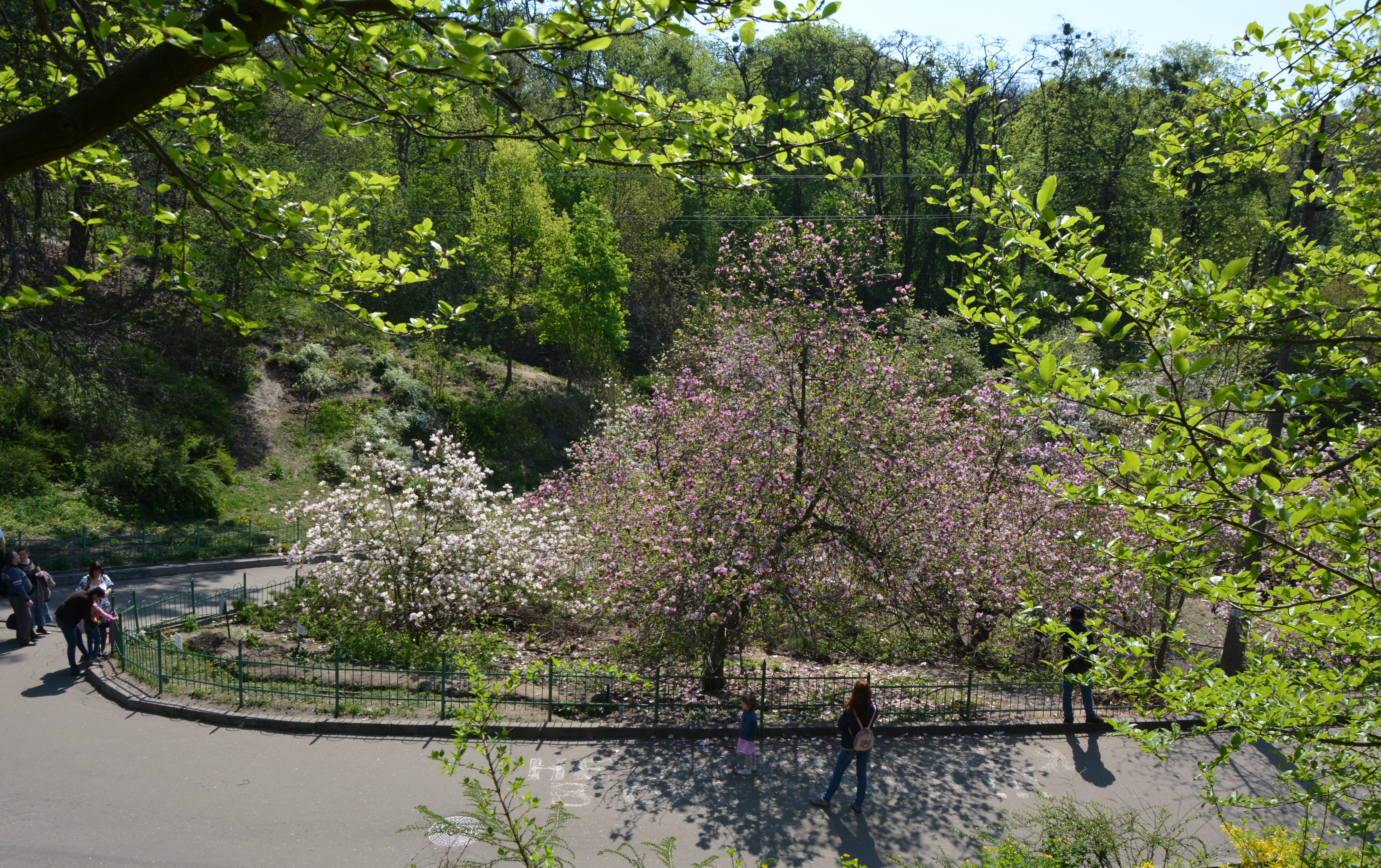

## Відділи
При ботанічному саду існує 8 наукових відділів, що проводять дослідження в галузі інтродукції й акліматизації рослин, займаються питаннями охорони, збагачення та раціонального використовування рослинних ресурсів тощо, є групи ландшафтної архітектури, захисту рослин від хвороб і шкідників, насіннєва лабораторія. В Ботанічному саду в різні часи працювали такі відомі вчені, як Ернст-Рудольф Траутфеттер, Йоганн Гайнріх Гохгут, Панас Рогович, Іван Шмальгаузен, Олександр Фомін, Сергій Навашин, Микола Холодний, Дмитро Зеров, Віра Протопопова та інші.
До структури Ботанічного саду входить ботанічний музей, створений у 1934 році. На сьогодні в його фондах налічується понад 20 000 гербарних зразків, а в експозиціях представлено більш як 2 000 натурних експонатів вищих і нижчих рослин. У музеї також експонуються наукові праці, рослинні препарати, гербарні зразки та інші предмети, якими користувався академік С. Г. Навашин.
Одночасно із заснуванням Ботанічного саду була започаткована наукова бібліотека, у фондах якої тепер налічується понад 40 000 книг та журналів з питань ботаніки та інших напрямків біології (завідувач бібліотеки — Г. М. Северин).

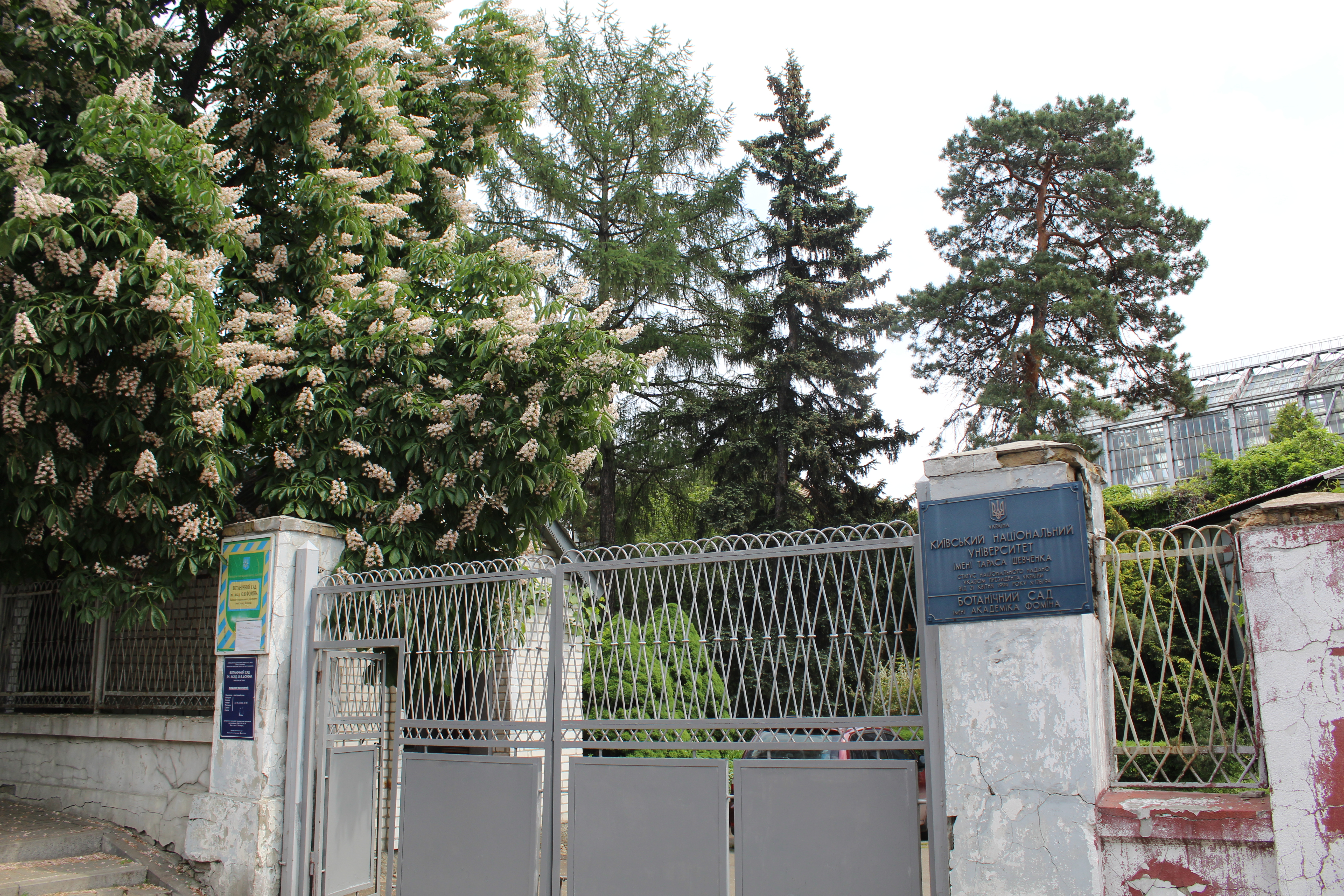
Службовий вхід до саду з вулиці Симона Петлюри
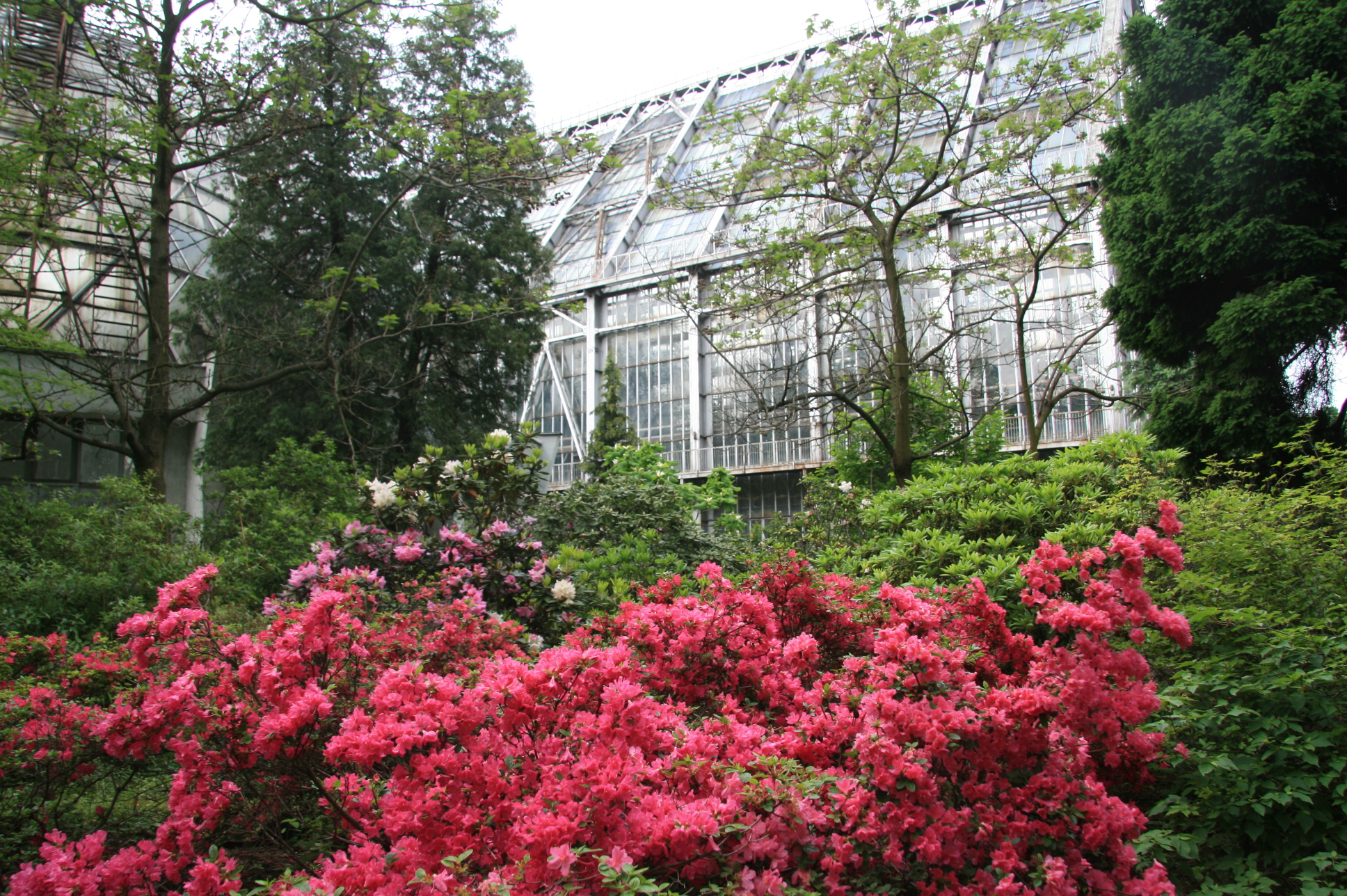
Рододендрони між оранжереями саду
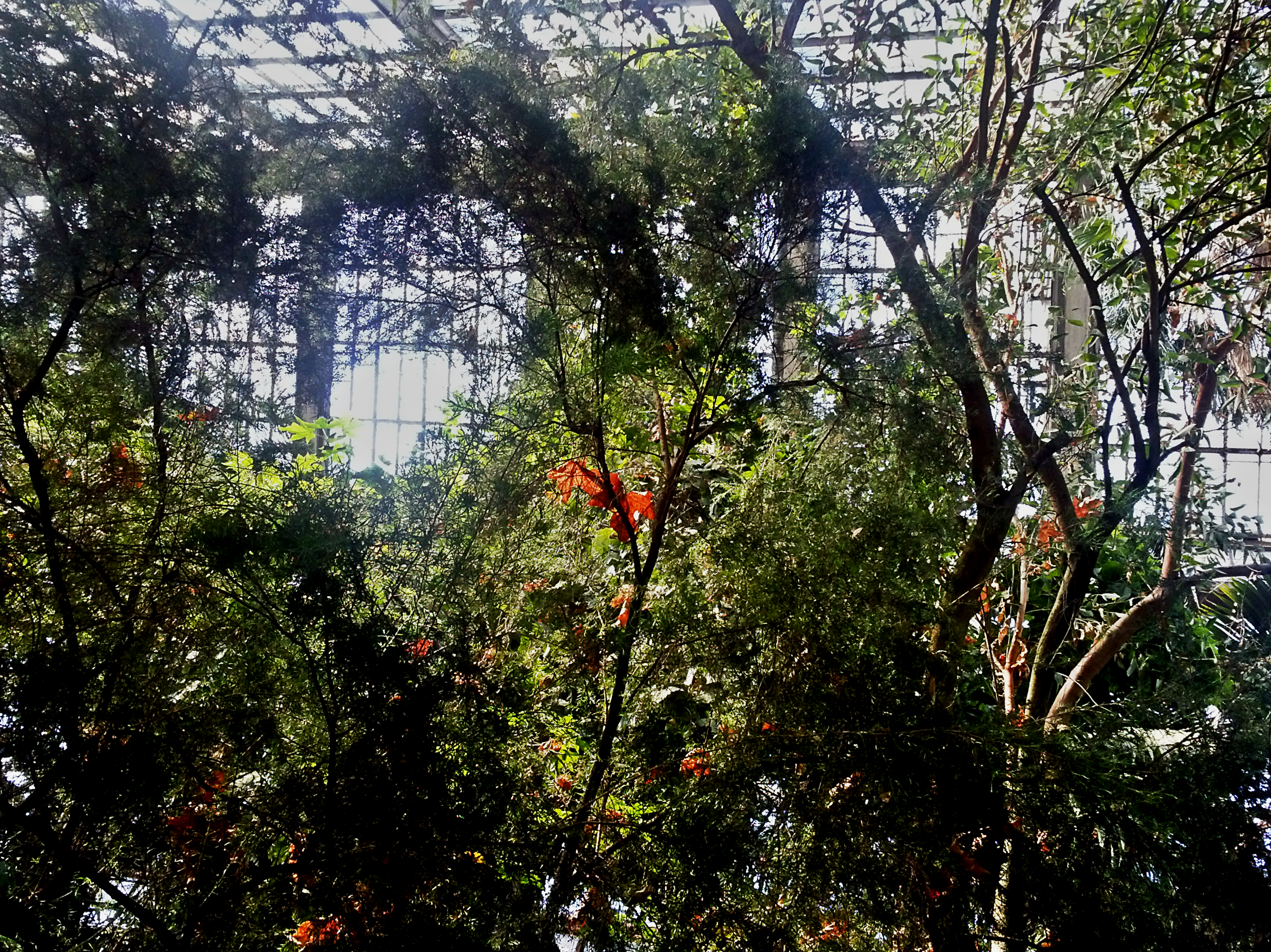
Розведення рослин у теплиці
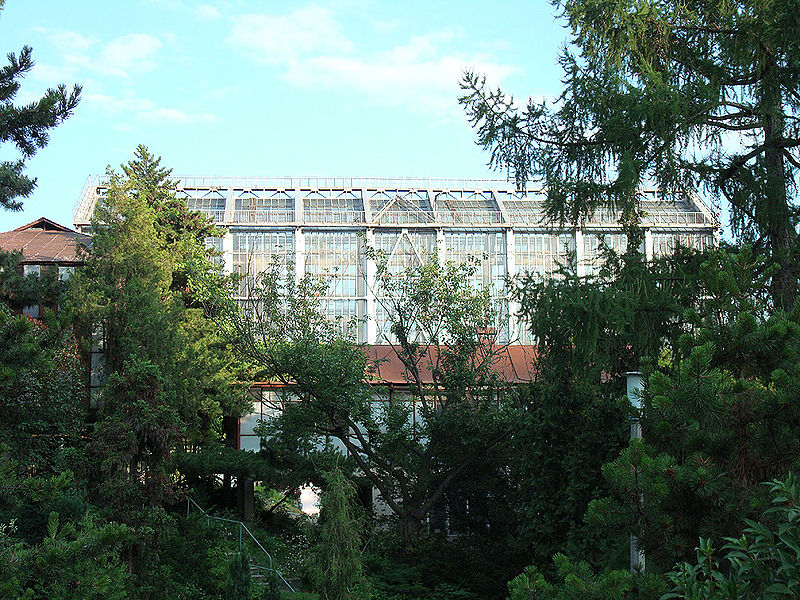
Насадження хвойних між оранжереями саду
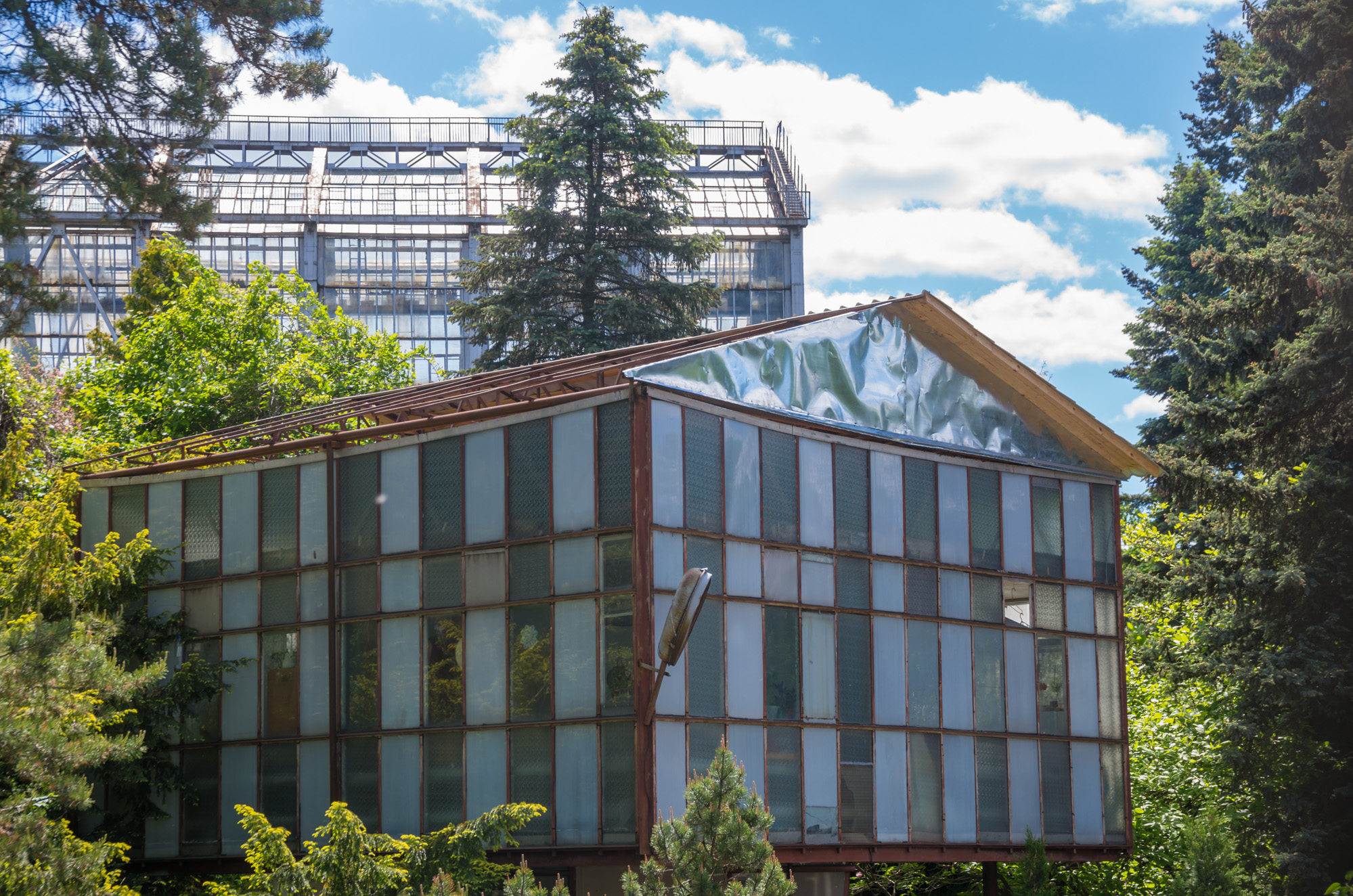
Теплиця для розсади
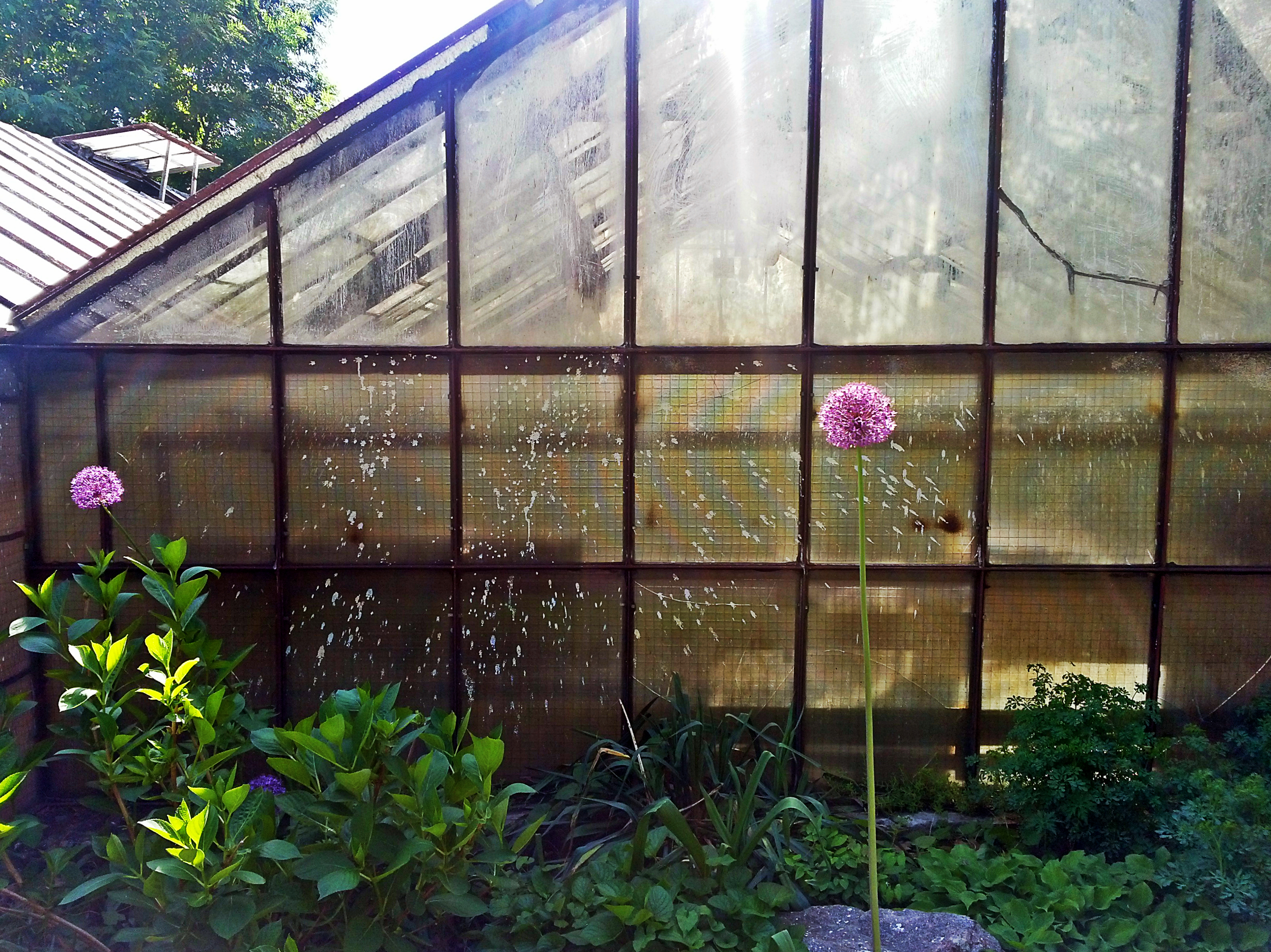
Теплиці для розведення рослин
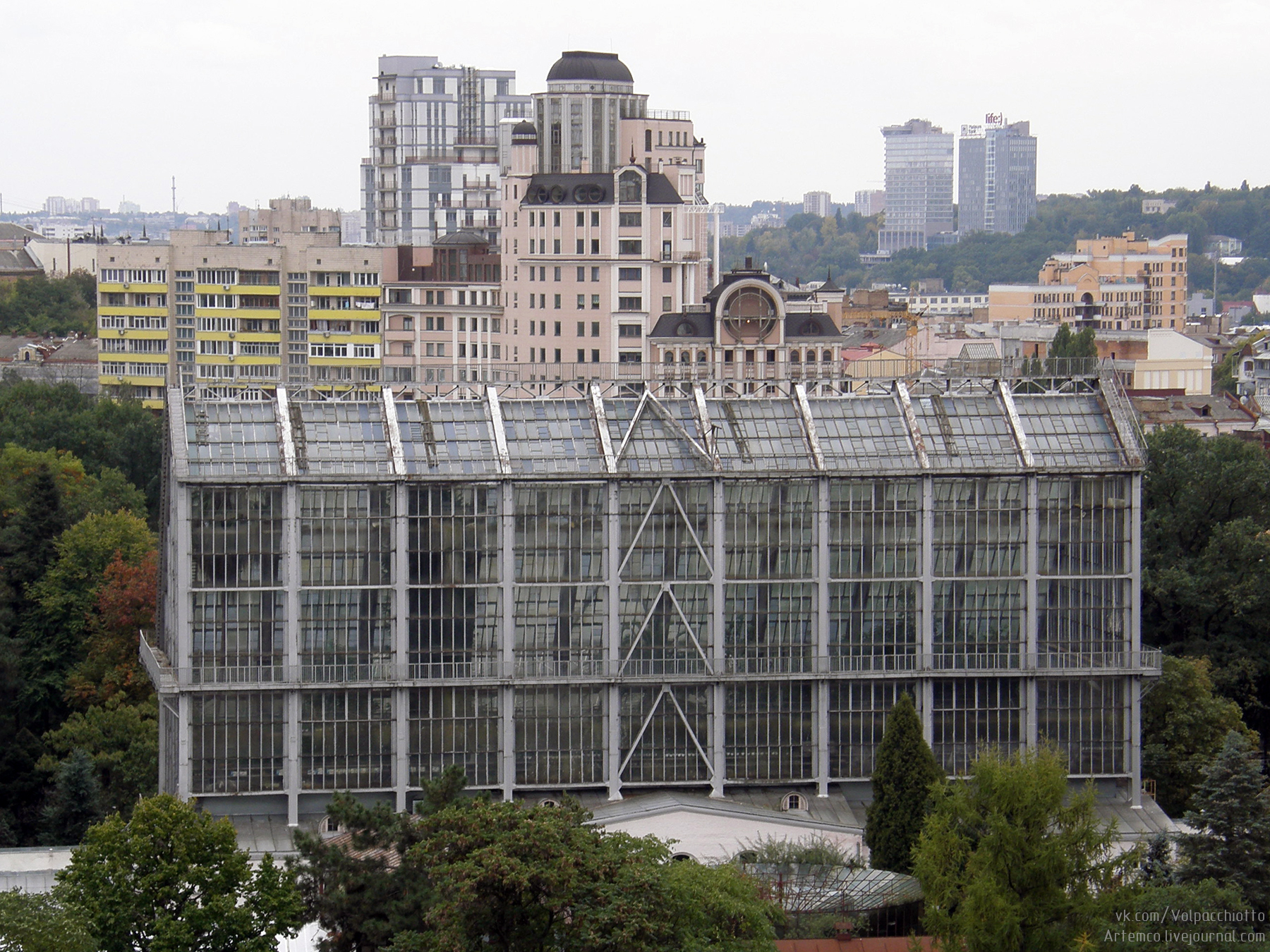
Кліматрон ботанічного саду
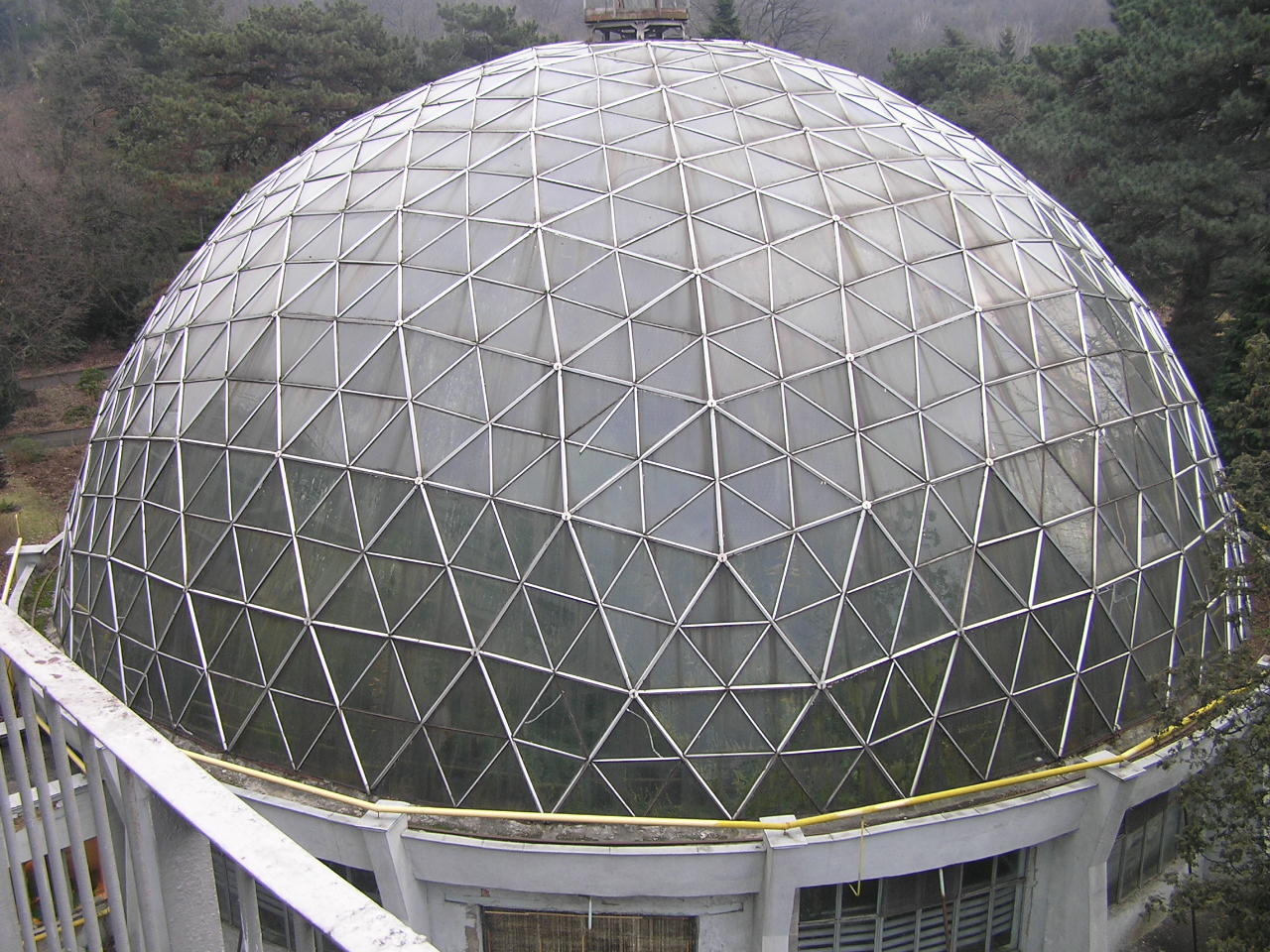
Кругла оранжерея зі скляним куполом

## Історія
Архітектор Вікентій Беретті, за проєктом якого зводився університет, запропонував розташувати сад на пустирі, що прилягав до споруджуваного корпусу. Основою колекції саду мали стати рослини, які у 1833 р. було вирішено перевезти до Києва з Кременецького (Волинського) ліцею (тепер Кременецька обласна гуманітарно-педагогічна академія імені Тараса Шевченка) після його розформування, також використано рослини, вирощені з насіння, надісланого вітчизняними та європейськими ботанічними садами. Через відсутність коштів створення ботанічного саду затрималось. За реєстром 1834 р. з Кременця було прийнято 513 рослин 34 видів, які довелося розмістити в Царському саду (нині це місце є частиною Центрального парку культури й відпочинку). У 1839 р. Київський навчальний округ дав дозвіл на закладення тимчасового ботанічного саду під керівництвом завідувача кафедри ботаніки університету професора Р. Траутфеттеру, який з 1838 р. перебував на посаді директора саду. Садовником працював Й. Х. Гохгут.

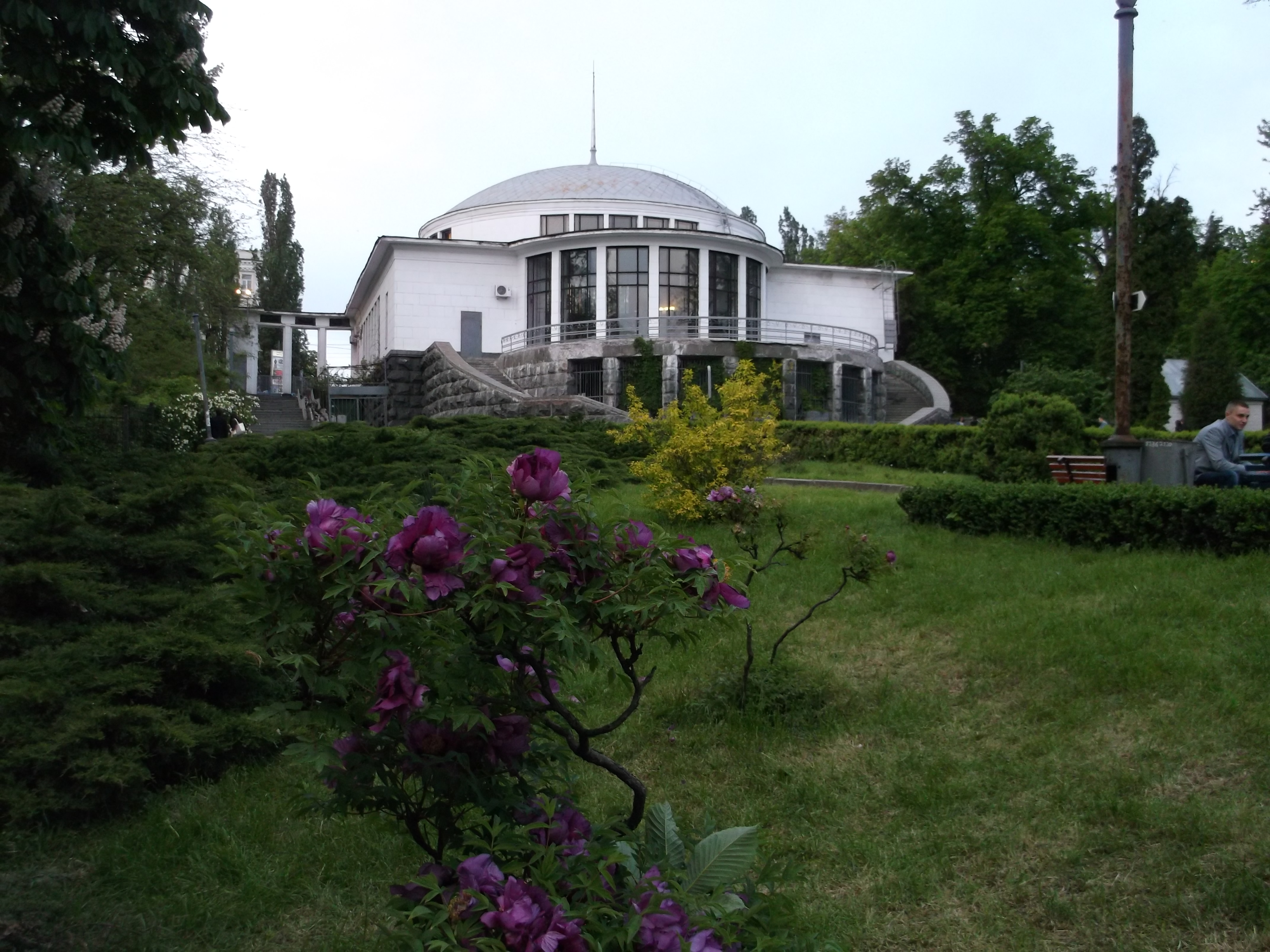
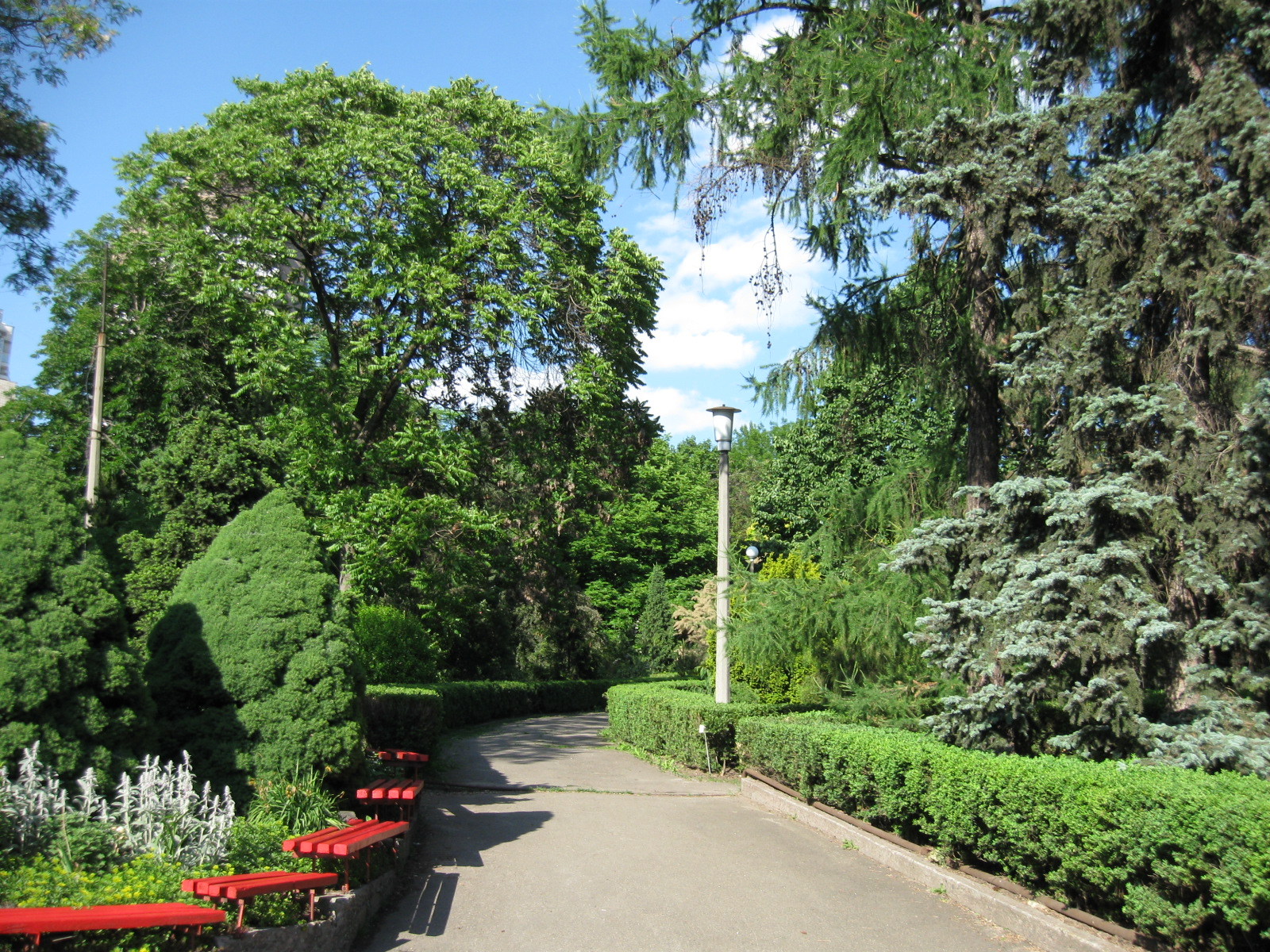
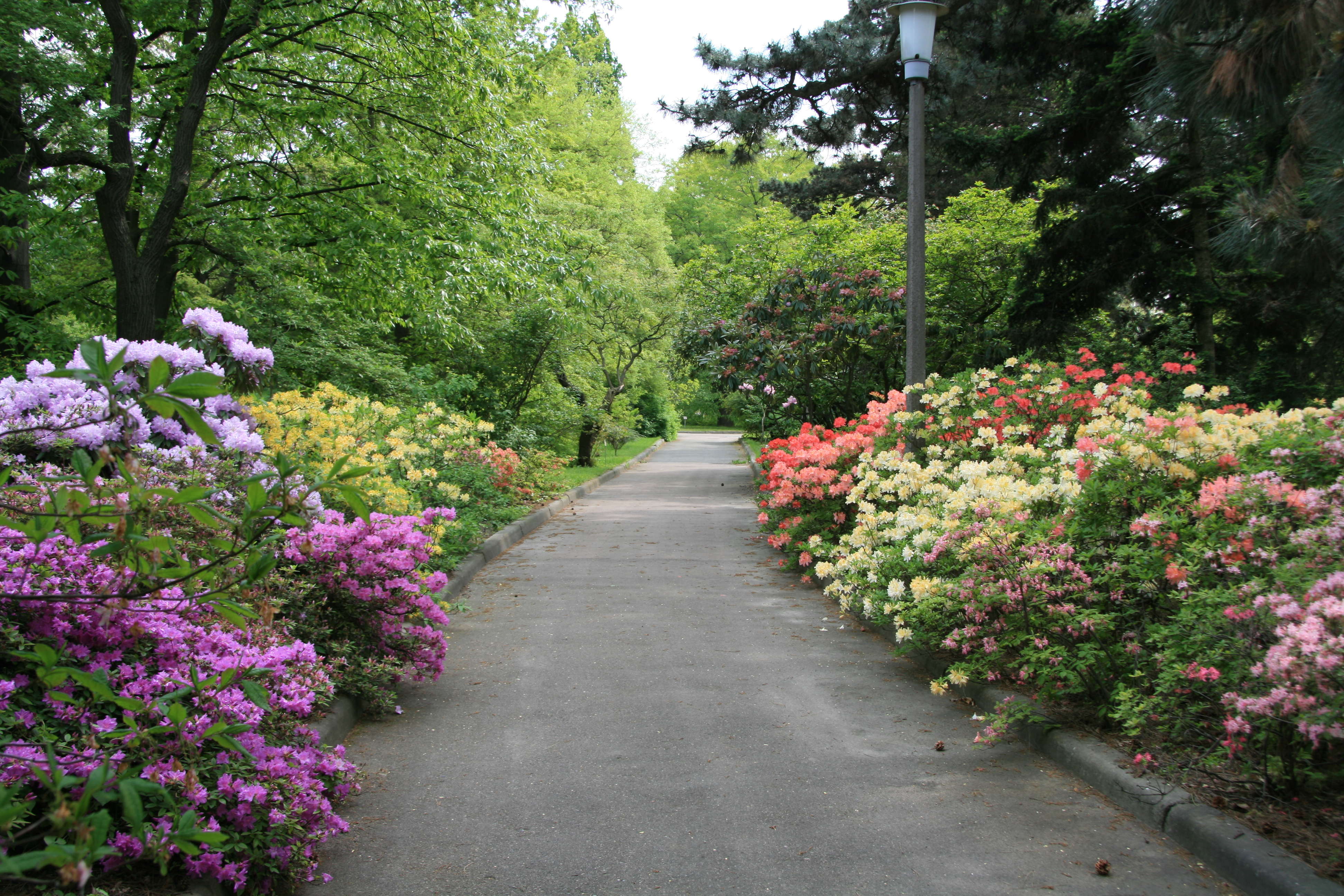
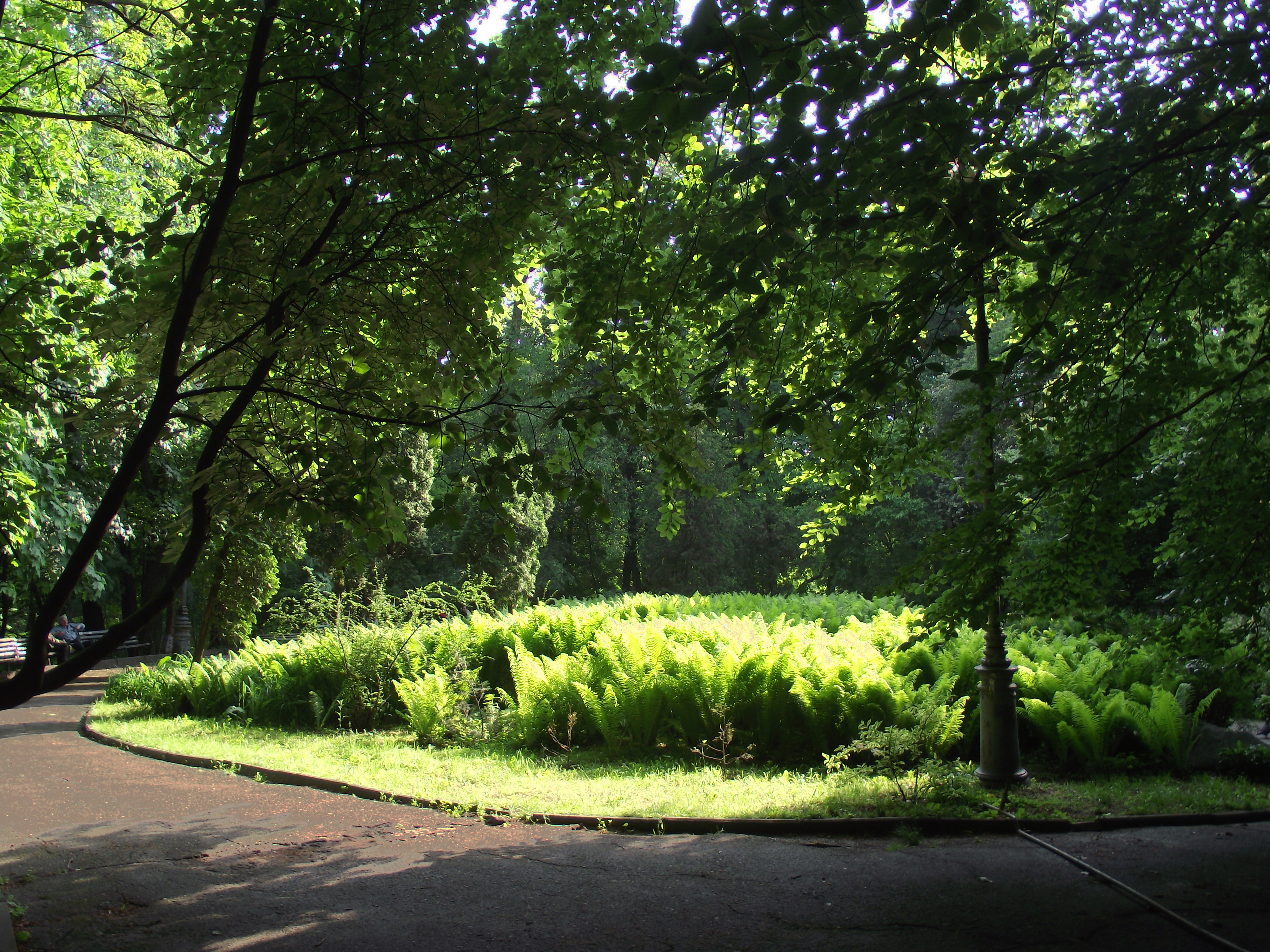
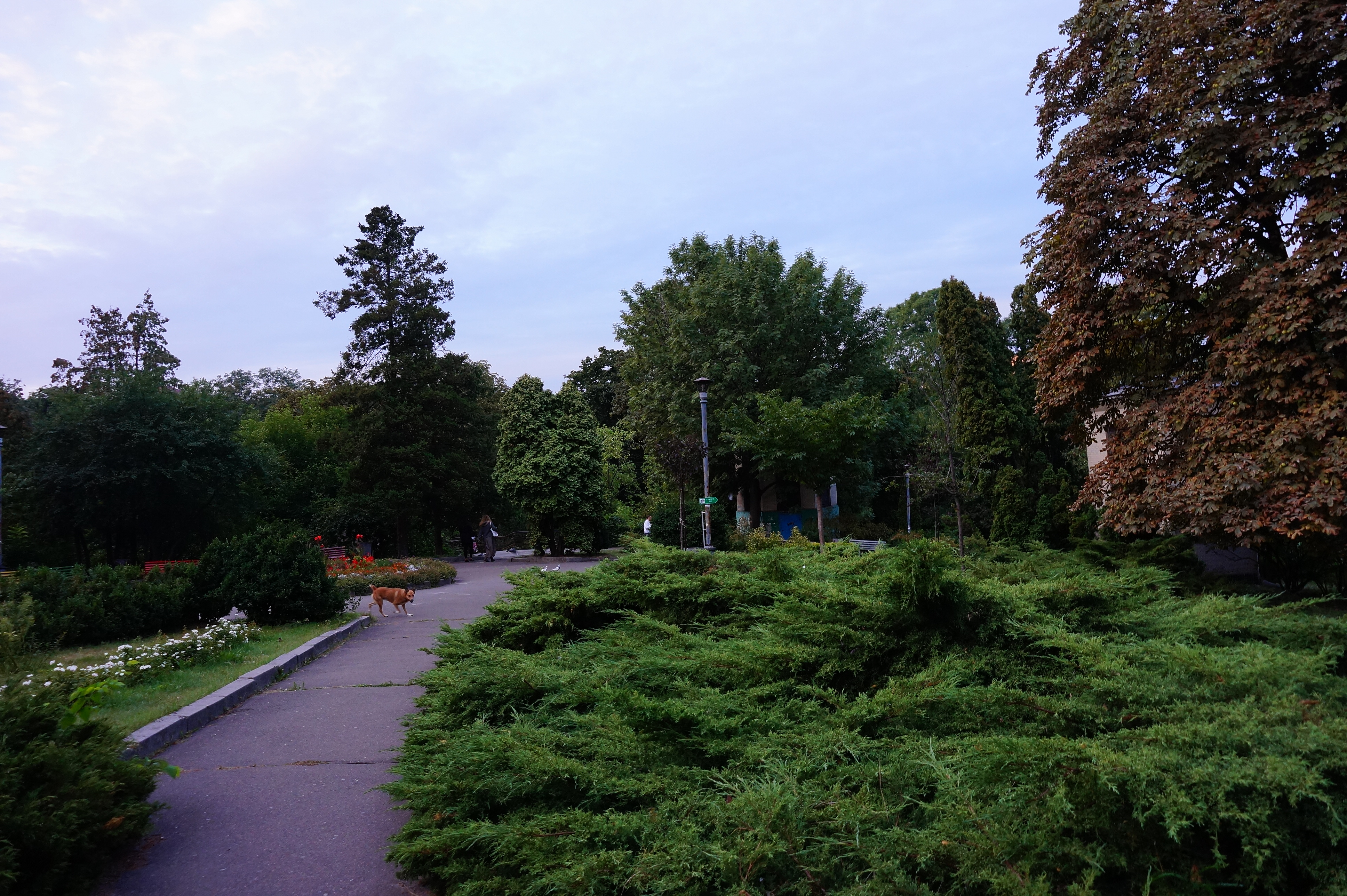
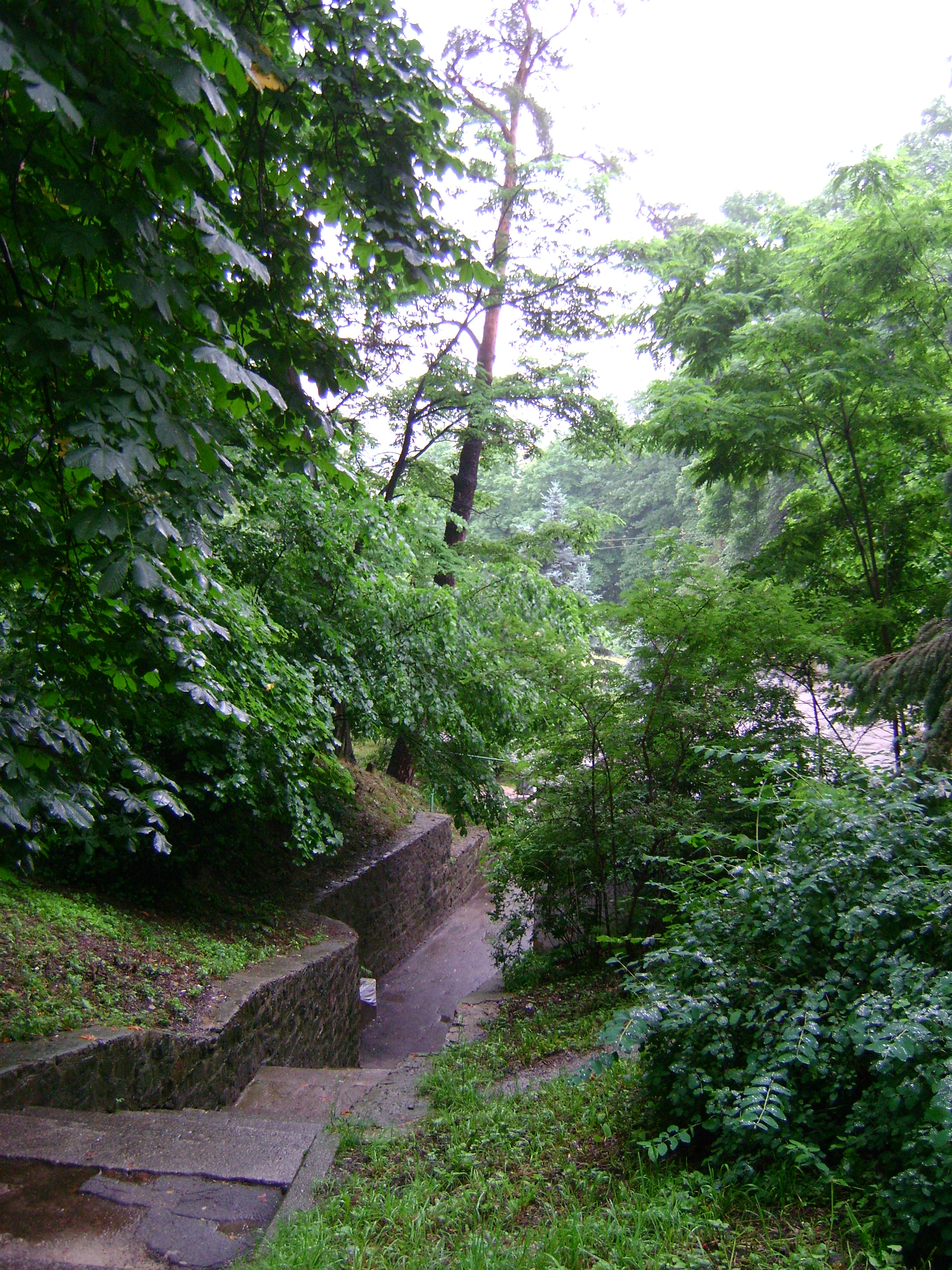
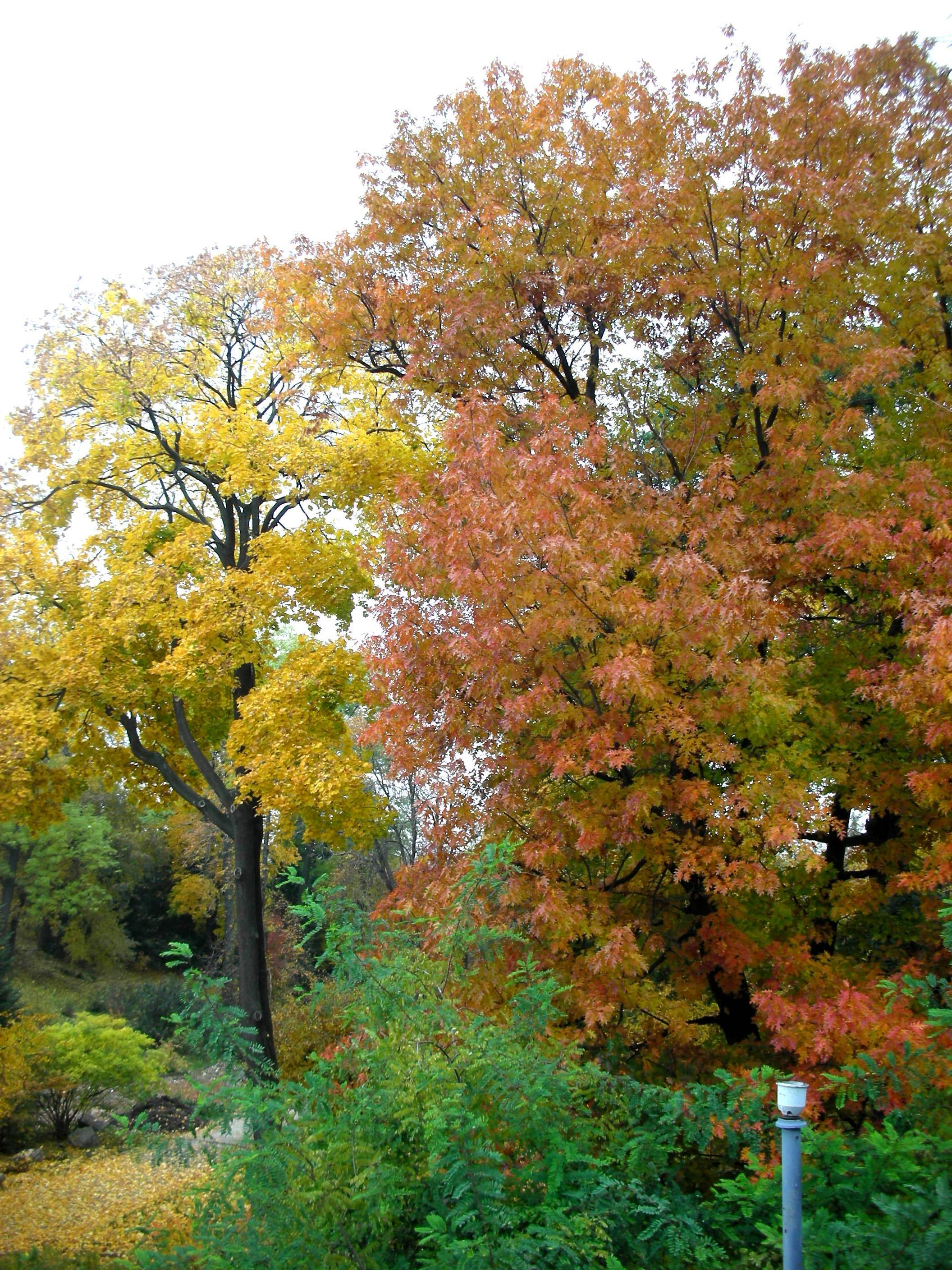
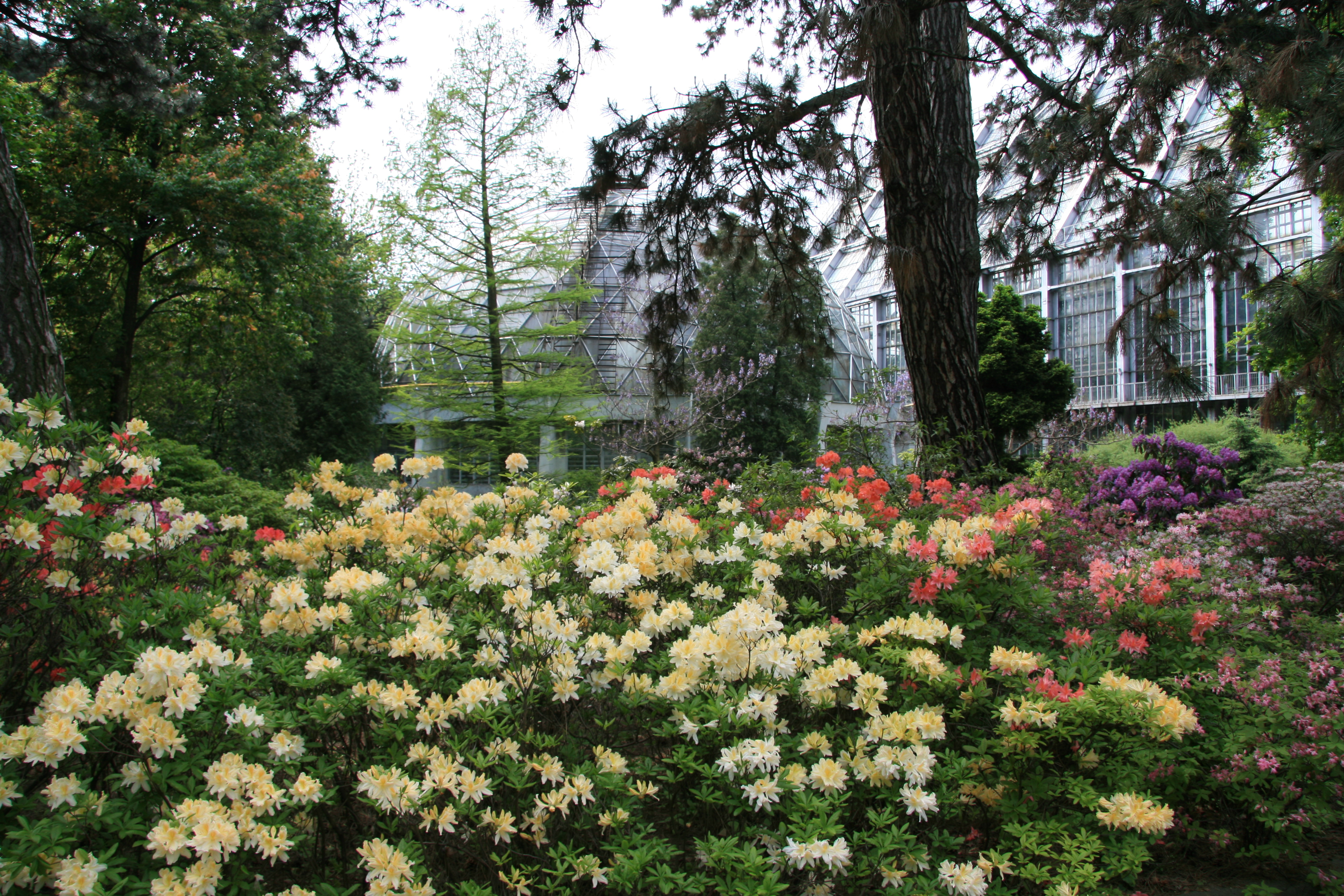

Датою заснування Київського ботанічного саду вважається 22 травня 1839 р. коли Р. Е. Траутфеттер зробив перші посадки. На кінець 1841 р. сад одержав статус постійного. За планом архітектора Лауфера споруджено оранжерейний комплекс, а також тераси, які збереглися до наших днів. До 1850 р. остаточне впорядкування саду було завершено. У 1852 р., коли на посаду директора заступив професор університету О. С. Рогович, у саду налічувалось 25 416 дерев і 419 видів кущів, та понад чотири тисячі видів інших рослин. Протягом двадцяти років з 1894 до 1914 року директором Ботанічного саду був Сергій Гаврилович Навашин. З його ім'ям пов'язані світові відкриття в галузі цитоембріології і, у першу чергу, — подвійне запліднення у покритонасінних рослин, що принесли всесвітню славу Київському університету та його Ботанічному саду. З 1914 р. по 1935 р. директором Ботанічного саду був О. Фомін. У 1935 р., після смерті О. В. Фоміна, Ботанічний сад було названо його ім'ям.

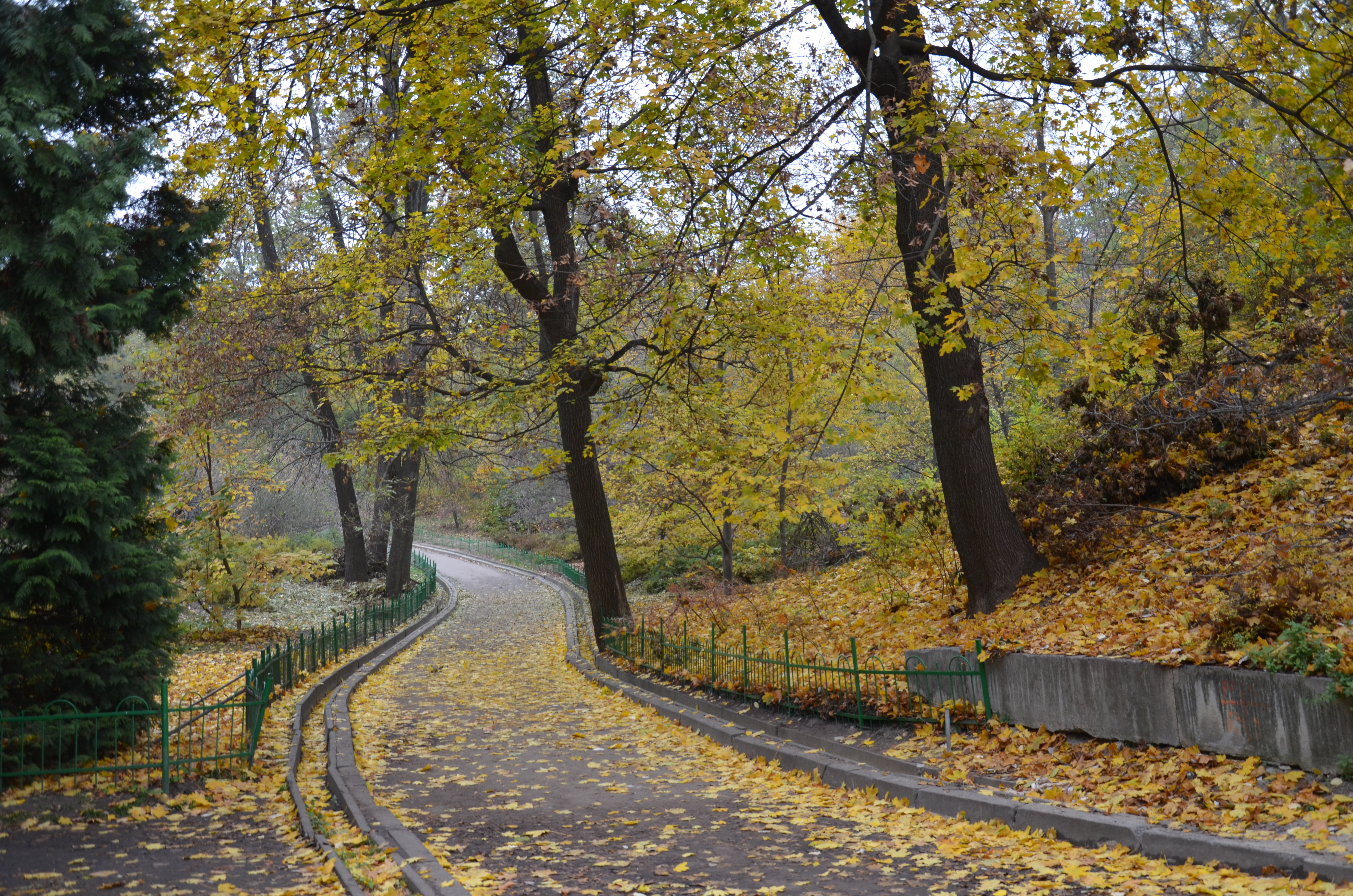
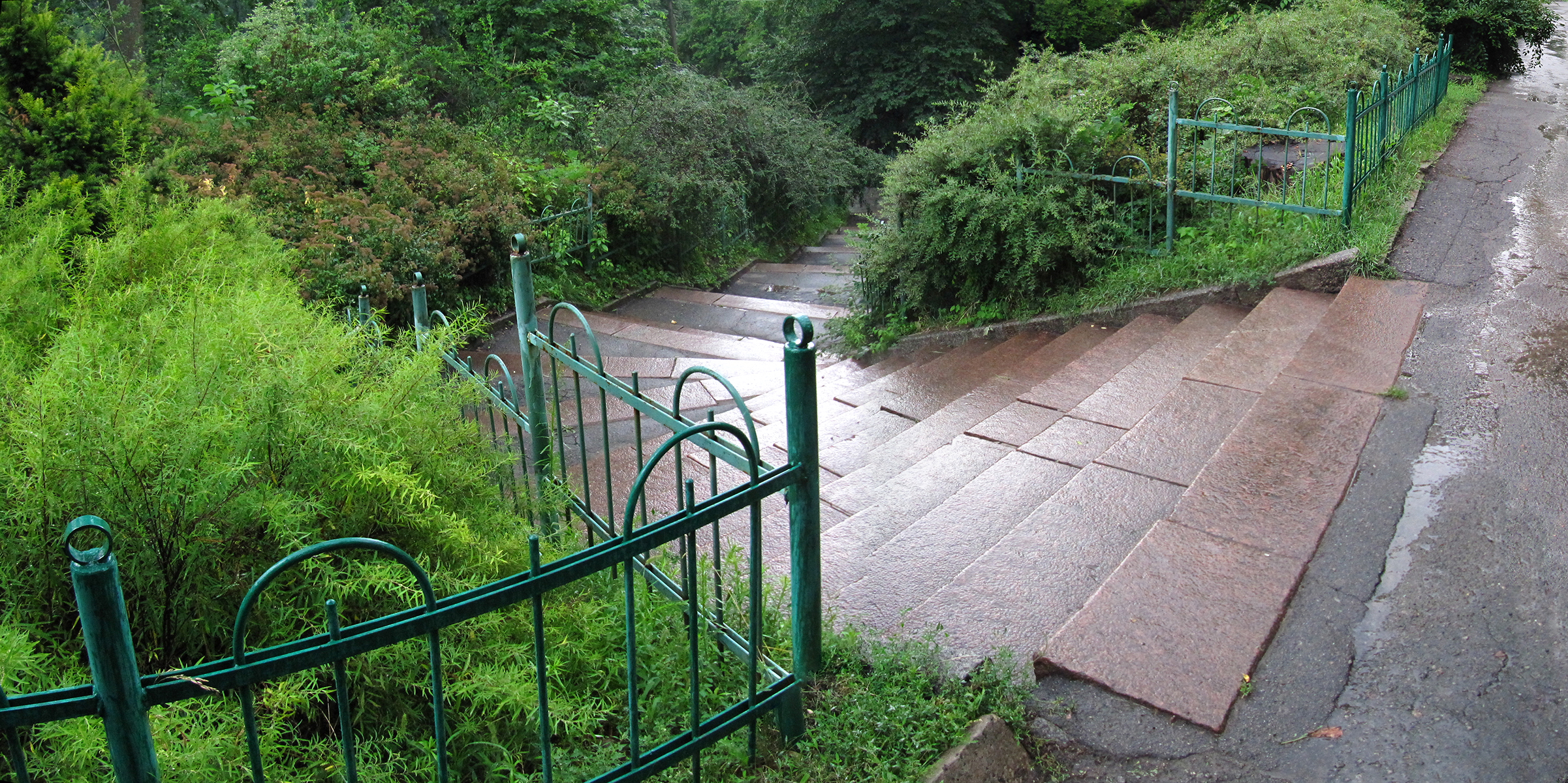
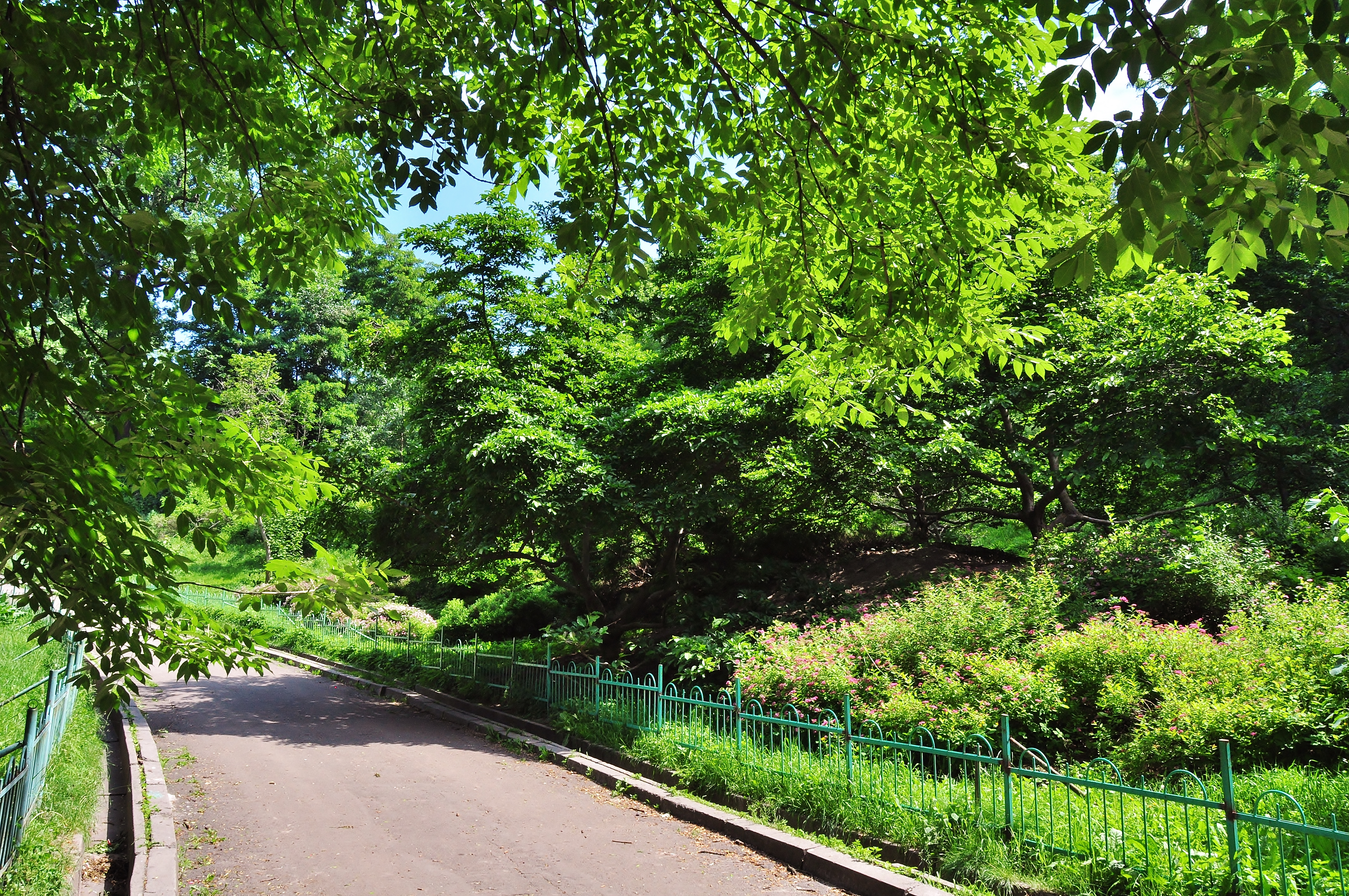

Восени 1935 року до Києва із Закавказзя було завезено 7 тисяч лимонних дерев, які розмістили у Ботанічному саду імені Фоміна та в оранжереях плодоінституту. Було вирішено таким чином створити матковий фонд для квартирного розведення цитрусових культур у Києві. Нові теплиці ботанічного саду, в яких лимони росли в діжках з особливо підготовленим ґрунтом, отримували гарячу воду із першої київської ТЕЦ. Тут збиралися вирощувати не лише лимони й апельсини, а й різноманітні екзотичні види — від тропічних водоростей до гігантського латаття. Усього збиралися побудувати 8 оранжерей, 3 теплиці та незліченну кількість фонтанів-басейнів із тропічною рослинністю. 
Відкриття саду для відвідувачів відбулося в травні 1944 року. У наступні роки керуючим садом був призначений Д. П. Проценко, цей період ознаменувався відновлювальними роботами в саду, зокрема капітальним відремонтом головної оранжереї. У 1960-1970 роках, завдяки І. П. Білоконю були створені експозиції спорових рослин, альпінарій, колекція рододендронів, магнолій, кизильників. За рішенням влади в 1960 році сад отримав звання Пам'ятника садово-паркового мистецтва республіканського значення, з 1969 року Ботанічний сад став науково-дослідною установою. 
Тільки в 1974 році столична влада розпорядилася провести реконструкцію саду. Була відновлена дренажна система, спланований рельєф, висаджені нові дерева. 

### Події з 1985
У 1985 році на території Ботанічного саду імені академіка О. В. Фоміна на честь студентів та викладачів Київського університету, що загинули 1941 року захищаючи Київ було встановлено пам'ятник «Навала» авторства скульптора Валентина Селібера.
У квітні 2008 року повідомлялося що вхід до вільної частини ботанічного саду стане платним після травневих свят. Про це розповіла секретар ботсаду Алла Гавриленко. За її словами, це пов'язано з тим, що багато відвідувачів погано поводяться, зокрема, зранку працівникам саду доводилося прибирати купи сміття, багато відвідувачів кривдять рослини, зривають квіти та ламають гілки дерев, та донині вхід до загальнодоступної паркової частини саду лишається безоплатним.
У 2010 році в басейн водної оранжереї поселили десяток піраній. Їх годують раз на два-три дні яловичим серцем чи мороженою рибою.
25 лютого 2012 року о пів на шосту ранку до Головного управління МНС України в місті Києві надійшло повідомлення про те, що в Шевченківському районі на вулиці Симона Петлюри, 1, на території ботанічного саду виникла пожежа. За повідомленнями офіційного сайту столичного МНС, за чотири хвилини вогнеборці прибули за викликом. Було встановлено, що загоряння виникло в господарчому приміщенні біля теплиць з розсадою квітів. Рятувальники діяли двома відділеннями: одне – гасило безпосередньо пожежу, інше – забезпечувало захист сусідніх теплиць від вогню. Завдяки оперативним діям МНСників за п'ятнадцять хвилин пожежу було повністю ліквідовано. Внаслідок загоряння рятувальники розібрали 60 квадратних метрів згорілих дерев'яних конструкцій оранжереї та пошкоджено розсаду квітів.
13 жовтня 2012 року у ботанічному саду пройшов традиційний захід Eco Chic Party програми Ukrainian Fashion Week.
20 травня 2013 року голова Київської міської державної адміністрації Олександр Попов замовив у ботанічного саду експертизу щодо сорту каштанів, висаджених на Хрещатику. За його словами, ця експертиза коштувала йому близько 2 тисяч гривень. На наступний день, 21 травня радник голови КМДА Олександр Мазурчак повідомив, що відповідно до результатів експертизи науково-дослідної лабораторії Ботанічного саду імені Фоміна, із 289 висаджених каштанів лише два виявились сорту «Бріоті».
У квітні 2017 року в рамках святкування 25 річниці дипломатичних відносин України і Японії за підтримки Посольства Японії в Україні в ботанічному саду було висаджено 20 сакур.
У вересні 2017 року дизайнери Lake Studio Анастасія Рябоконь та Олеся Кононова у рамках Ukrainian Fashion Week вирішили влаштувати на території саду показ нової колекції.
У грудні 2017 року на території Ботанічного саду була встановлена скульптурна композиція «Ворота душі. Діалог Тараса Шевченка і Ду Фу».
16 вересня 2018 року у рамках святкування Дня батька, головні герої комедійного телесеріалу Папаньки разом зі своїми дітьми висадили вербову алею з 25 дерев. Близько тисячі гостей свята взяли участь в розважальній програмі ICTV у саду.
З 16 по 22 травня 2019 року на території наукової частини Ботанічного саду пройшов фестиваль «Ландшафтна весна-2019».
9 жовтня 2019 року за відбулося урочисте відкриття «Поетичної галявини». З привітальним словом до гостей та присутніх звернувся ректор КНУ Леонід Губерський і Надзвичайний і Повноважний Посол КНР в Україні Ду Вей.
10 жовтня 2019 року Посольство Республіки Корея в Україні в рамках культурної співпраці двох країн урочисто відкрило у саду пам'ятник корейському поетові Кіму Со Волю, в церемонії відкриття якого взяли участь посол Республіки Корея в Україні Квон Кі Чанг, ректор КНУ Леонід Губерський, професор Корейського університету пан Хо Сун Чьол, українські та корейські професори Київського національного університету інші почесні діячі культурно-освітньої галузі. Проєкт зведення пам'ятника поетові ініційований професором Корейського університету Хо Сун Челем, за підтримки голови фонду Sunny Korea Welfare Foundation, пана Гі Мун Йонга, та українського скульптора Михайла Іщенка.
29 жовтня 2019 року стало відомо що за підтримки мобільної мережі 4G від Київстар українське представництво Huawei до 180 річчя ботанічного саду забезпечило на «Поетичній галявині» вільний Wi-Fi, а 20 серпня наступного року на тому ж місці компанія підписала з Київським національним університетом імені Тараса Шевченка Меморандум про взаєморозуміння. Відкрив захід проректор Петро Бех.

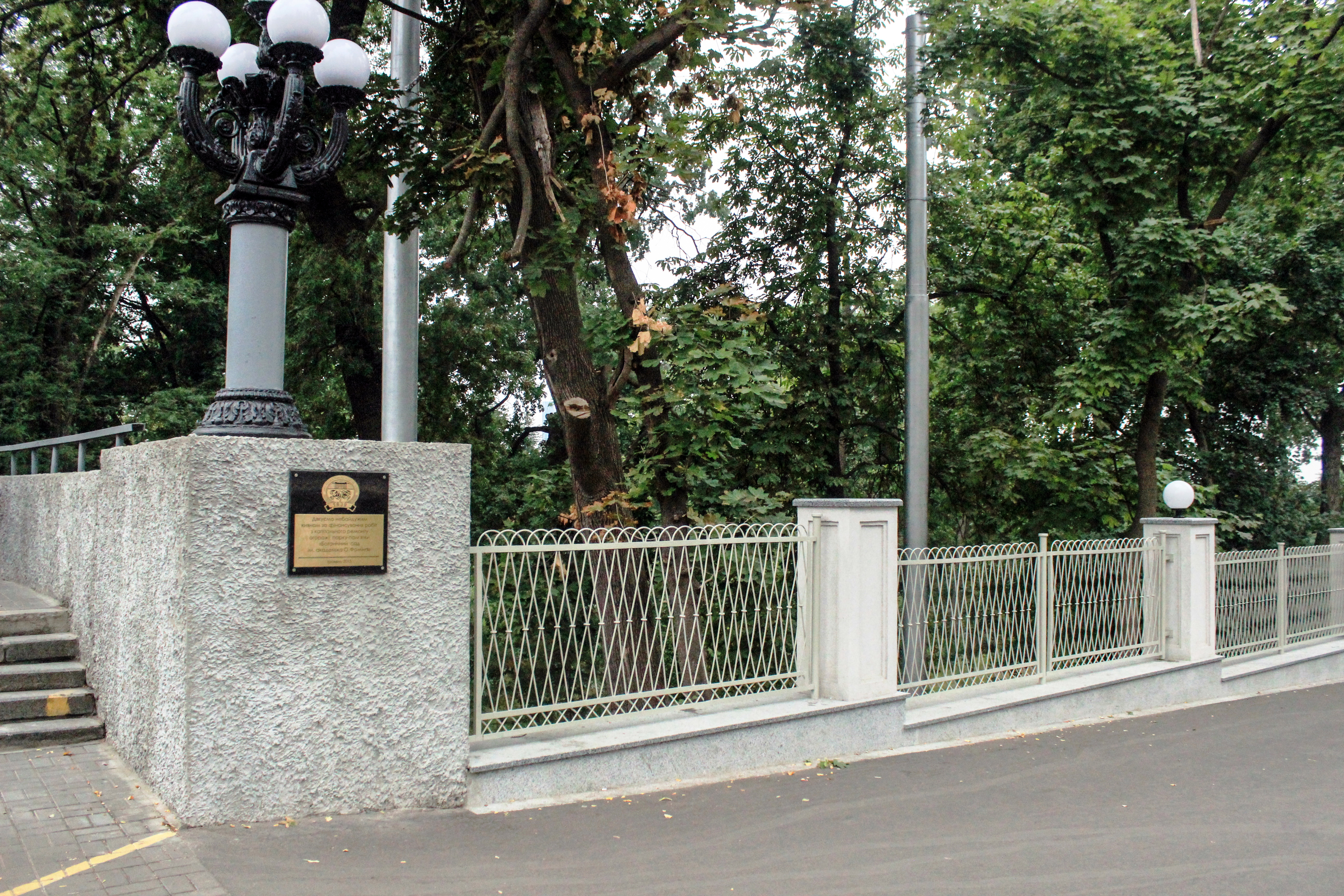
Нова огорожа саду
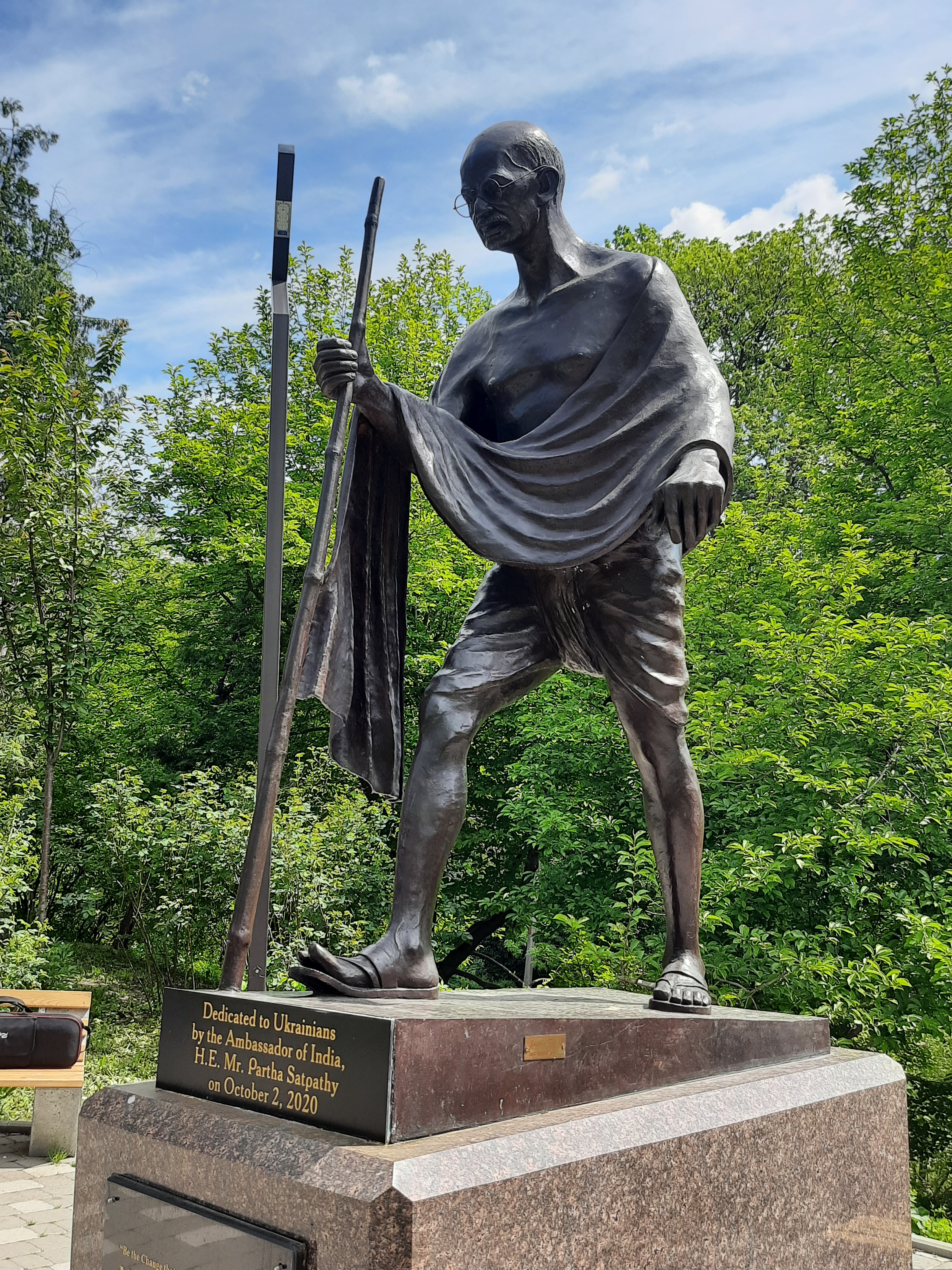
Пам'ятник Махатмі Ганді
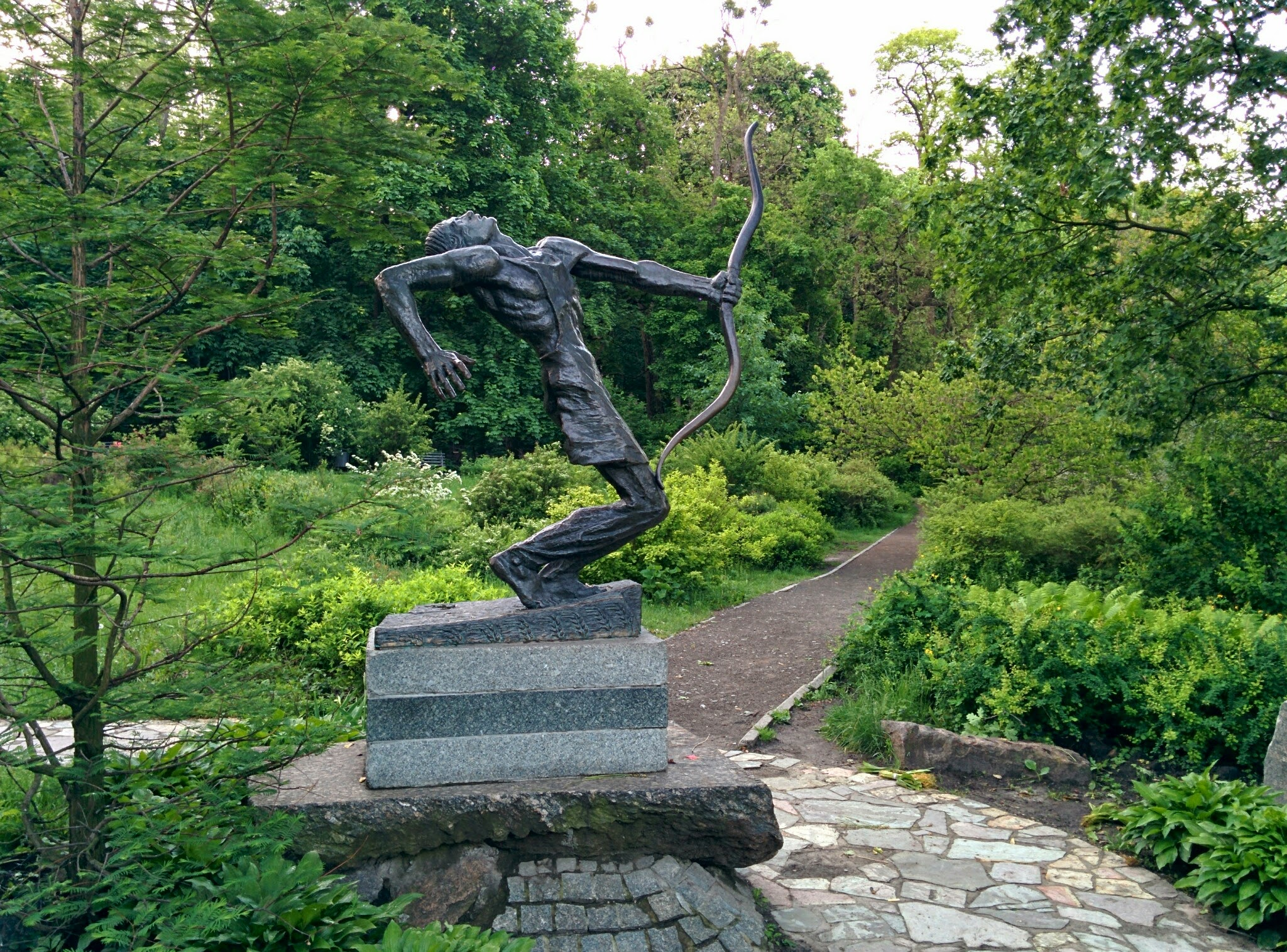
Статуя Навала
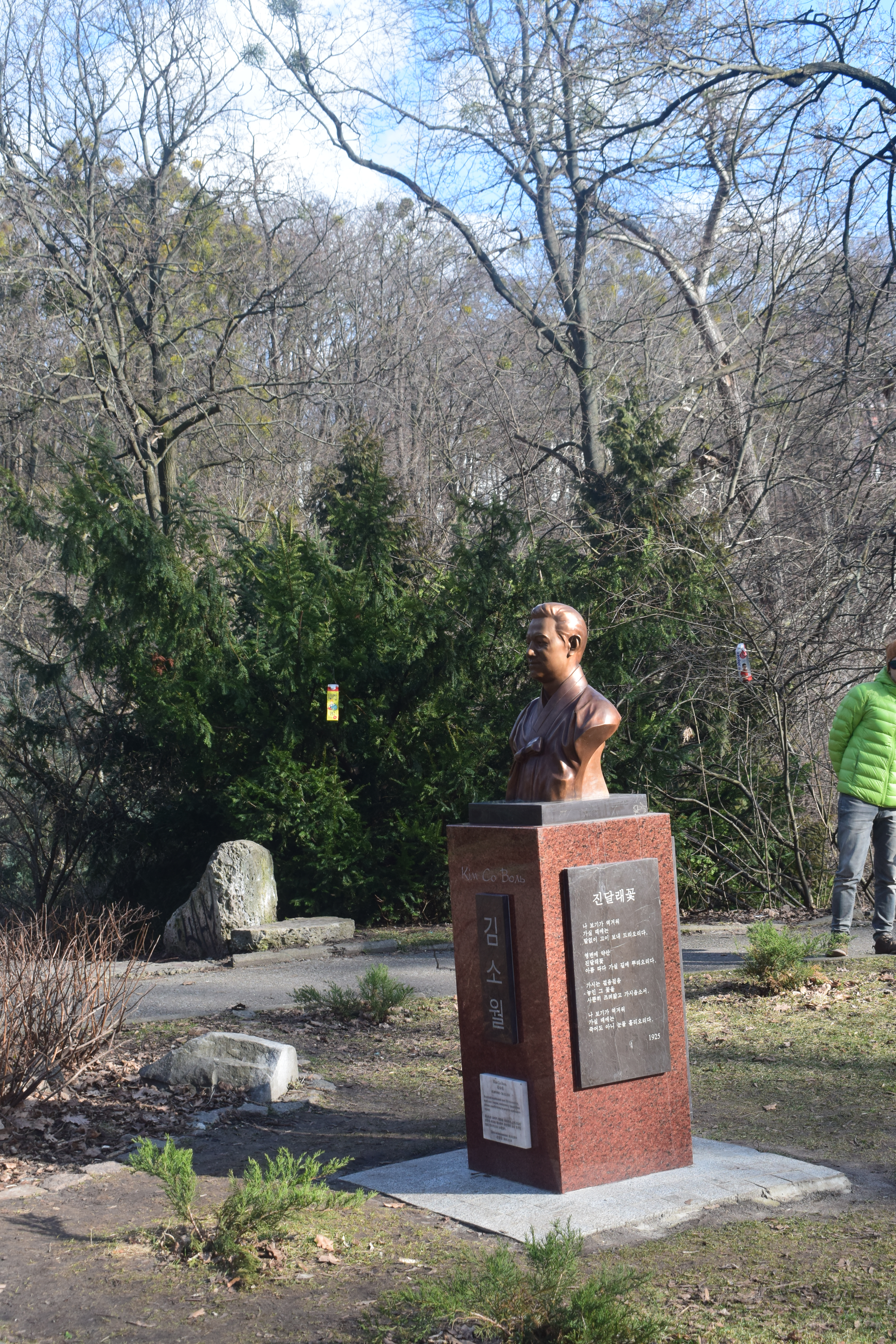
Пам'ятник Кім Со Волю
Статуя Флори

2 жовтня 2020 року за співпраці посольства Індії в Києві з Київським національним університетом імені Тараса Шевченка відкрили пам'ятник на згадку про Міжнародний день ненасильства, з нагоди 151-річчя Махатми Ганді. Простір навколо пам'ятника названо «Оазисом світу» на честь філософії Махатми.
У червні 2021 року в рамках проєкту «Шукай» на фасаді житлового будинку 23 по вулиці Назарівській було встановлено 30-ту ювілейну бронзову скульптуру, присвячену Київській пальмі Лівістона.
Із 24 лютого 2022 року Ботанічний сад імені академіка О.В. Фоміна реорганізував деякі напрями своєї роботи, а співробітники скоригували графіки навантаження. Зі 100 постійних співробітників ботсаду донедавна працювало 35-40, а з першого понеділка квітня того ж року – більше 60, тобто до 20-25 людей щодня.
25 липня 2022 року на фасаді центрального корпусу саду урочисто відкрили пам'ятну дошку Василю Васильовичу Капустяну, який упродовж 25 років очолював Ботанічний сад та за ініціативи якого було створено Музей історії саду.
Внаслідок масованого ракетного обстрілу Києва та ще 14 регіонів 10 жовтня 2022 року зазнали пошкоджень оранжереї саду, де розташована унікальна колекція тропічних та субтропічних рослин, яка має статус Національного надбання України.
14 березня 2024, в День добровольця, в саду відкрили меморіальну скульптуру «Стіч», присвячену воїну-добровольцю, студенту Київського національного університету імені Тараса Шевченка Ігорю Воєводіну (2003—2023). Стіч постає на скульптурі у нехарактерному для нього образі — мультиплікаційний персонаж одягнений у бронежилет і військову амуніцію. Ігор постійно носив із собою фігурку Стіча. Коли знайшли тіло, вона була єдиним, що лишилося неушкодженим.

## Стан
Територія ботанічного саду довгий час не ремонтувалася, ландшафтна архітектура паркової частини не реставрувалася та частково була розфарбована вандалами, асфальтне покриття не латалося та перебувало у занедбаному стані, освітлення подекуди було відсутнє або не працювало, система водовідведення була засміченою та неналежно функціонувала. Оранжерейний комплекс наукової частини давно потребує капітального ремонту. Деякі приміщення частково перекрили полікарбонатом десять років тому, але цього замало, враховуючи, що зводили оранжереї в 1970-х — 1980-х роках і відтоді не ремонтували. Через щілини в корпусі субтропічної оранжереї приміщення втрачає дорогоцінне для рослин тепло. Воно фактично неефективно використовується. За словами директорки ботанічного саду, Марини Гайдаржи, ремонт оранжерей — це великі гроші, а в саду і без того брак фінансування. Наразі ботанічний сад перебуває у власності Київського національного університету. Кілька років поспіль міськрада звертається до Верховної Ради та Кабміну з проханням передати сад громаді столиці. Наприкінці 2020 року проректор з науково-педагогічної роботи КНУ Володимир Бугров переконував що університет у найближчі роки приведе сад до ладу.

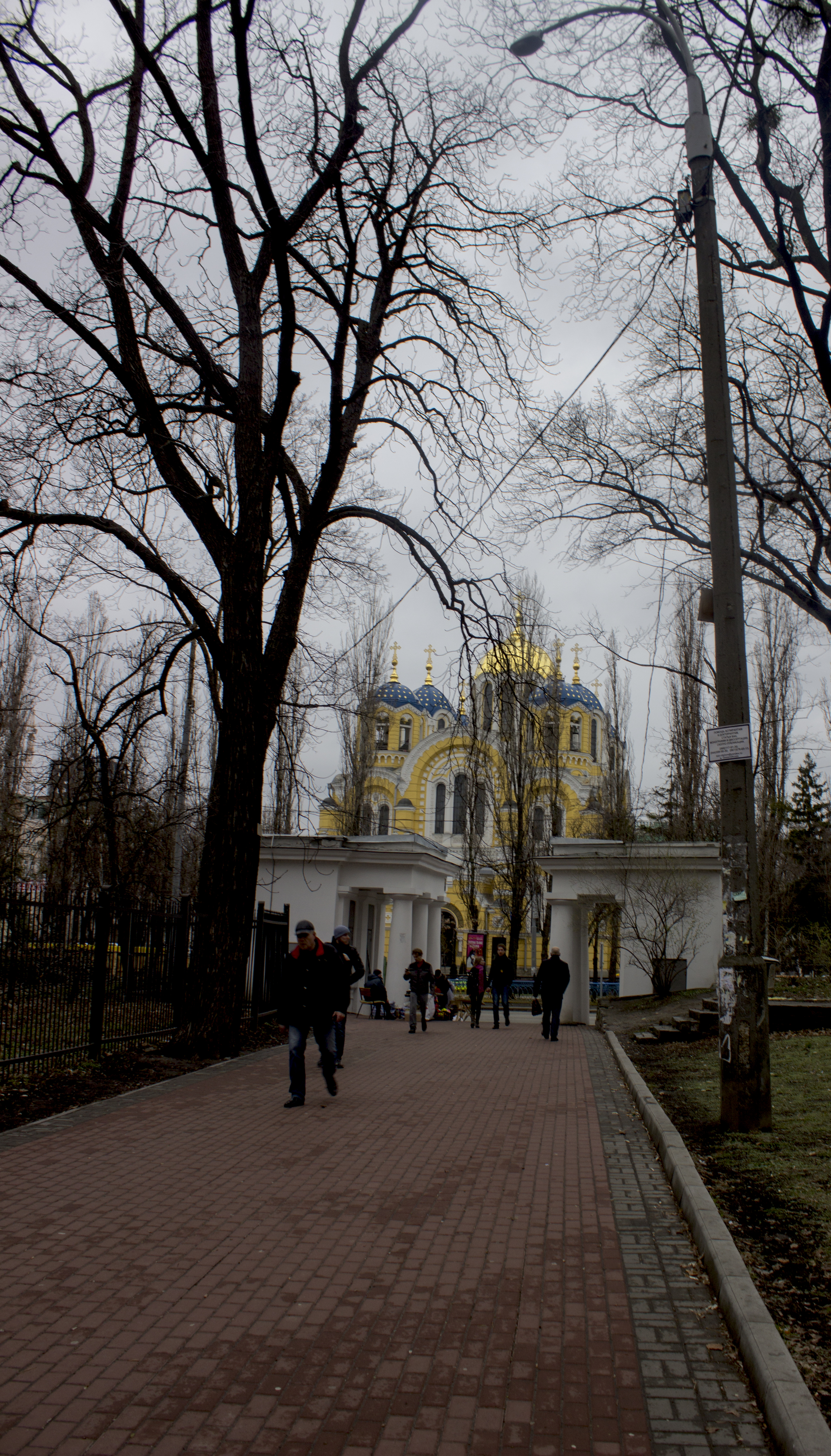
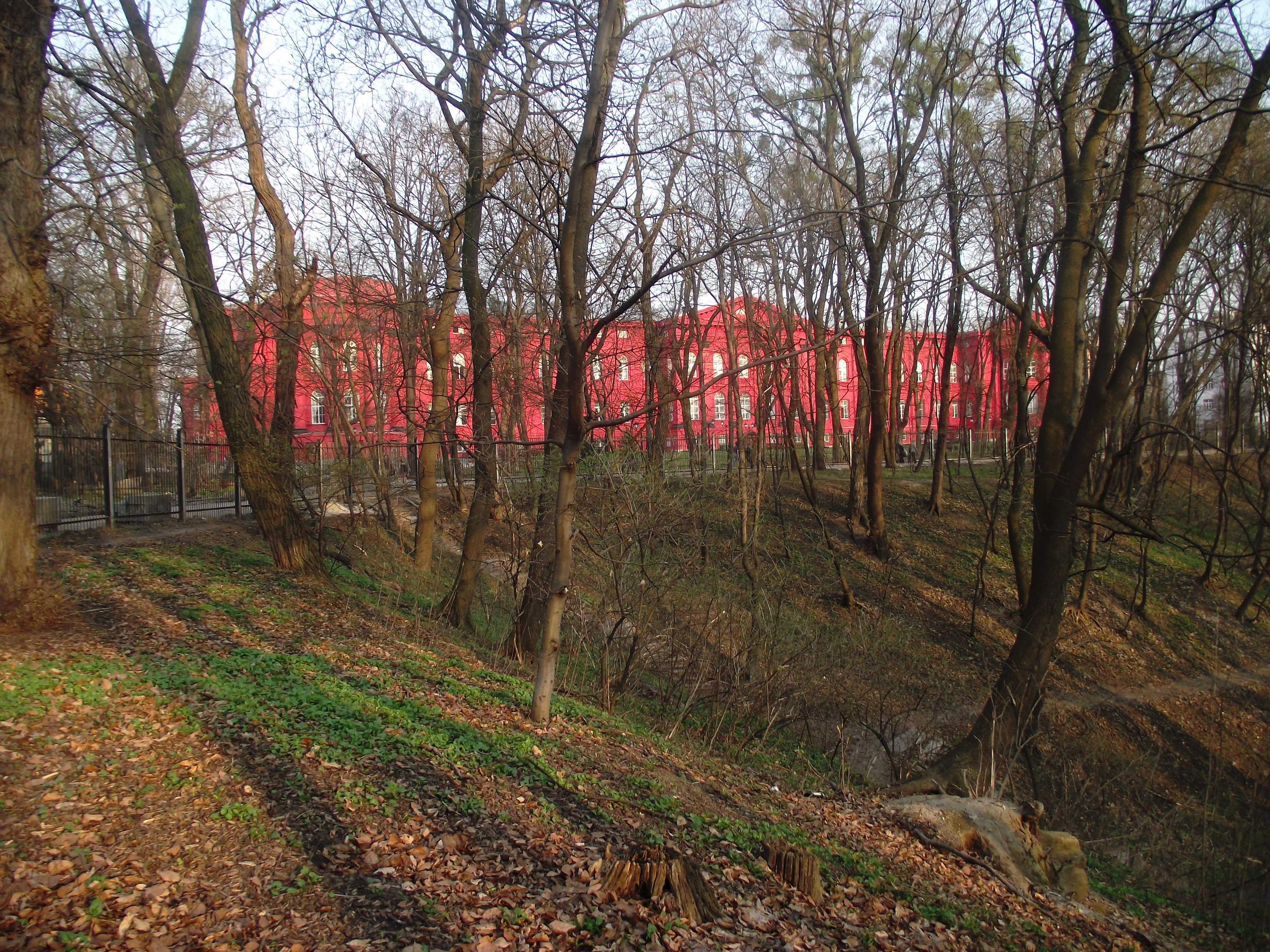
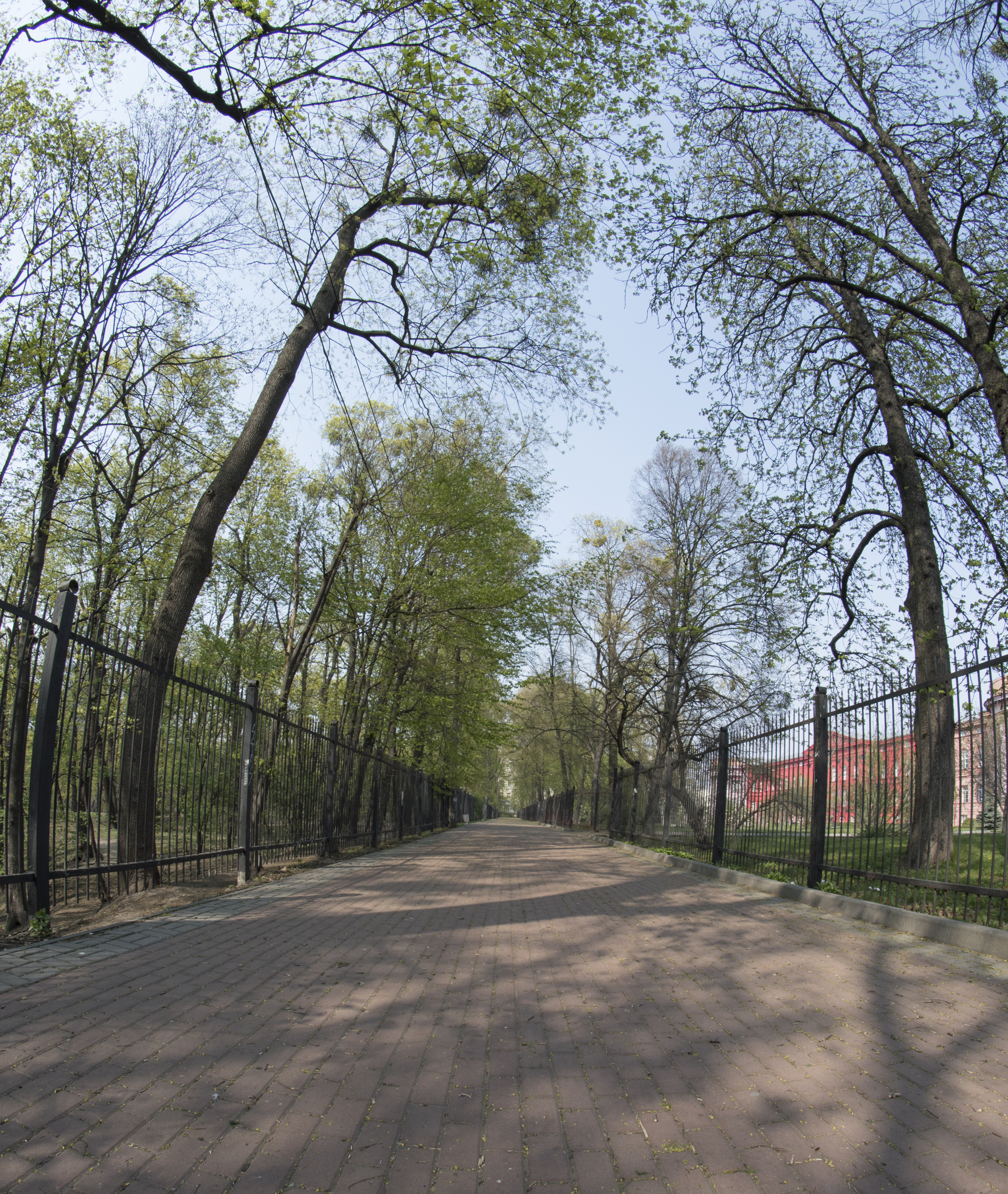
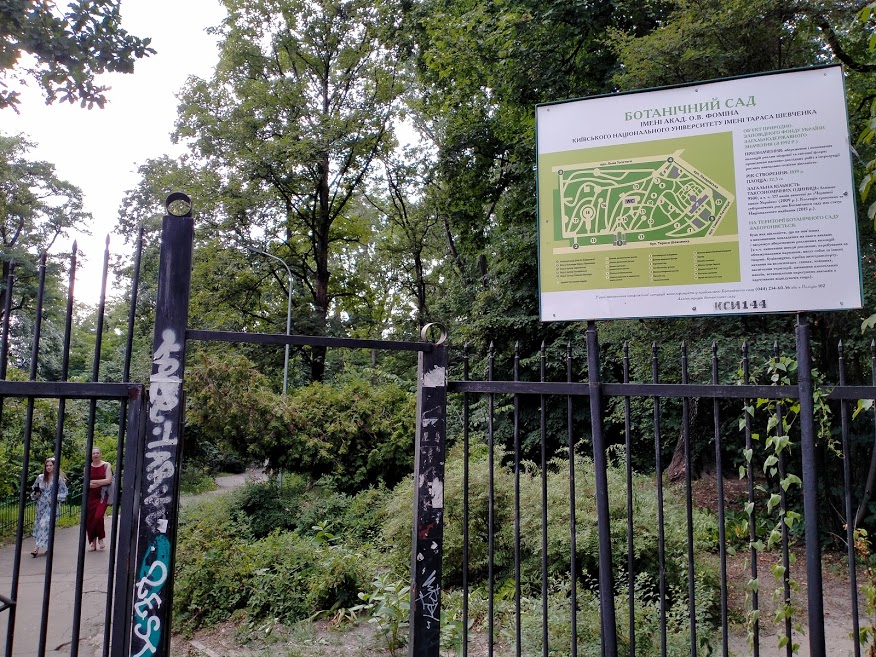
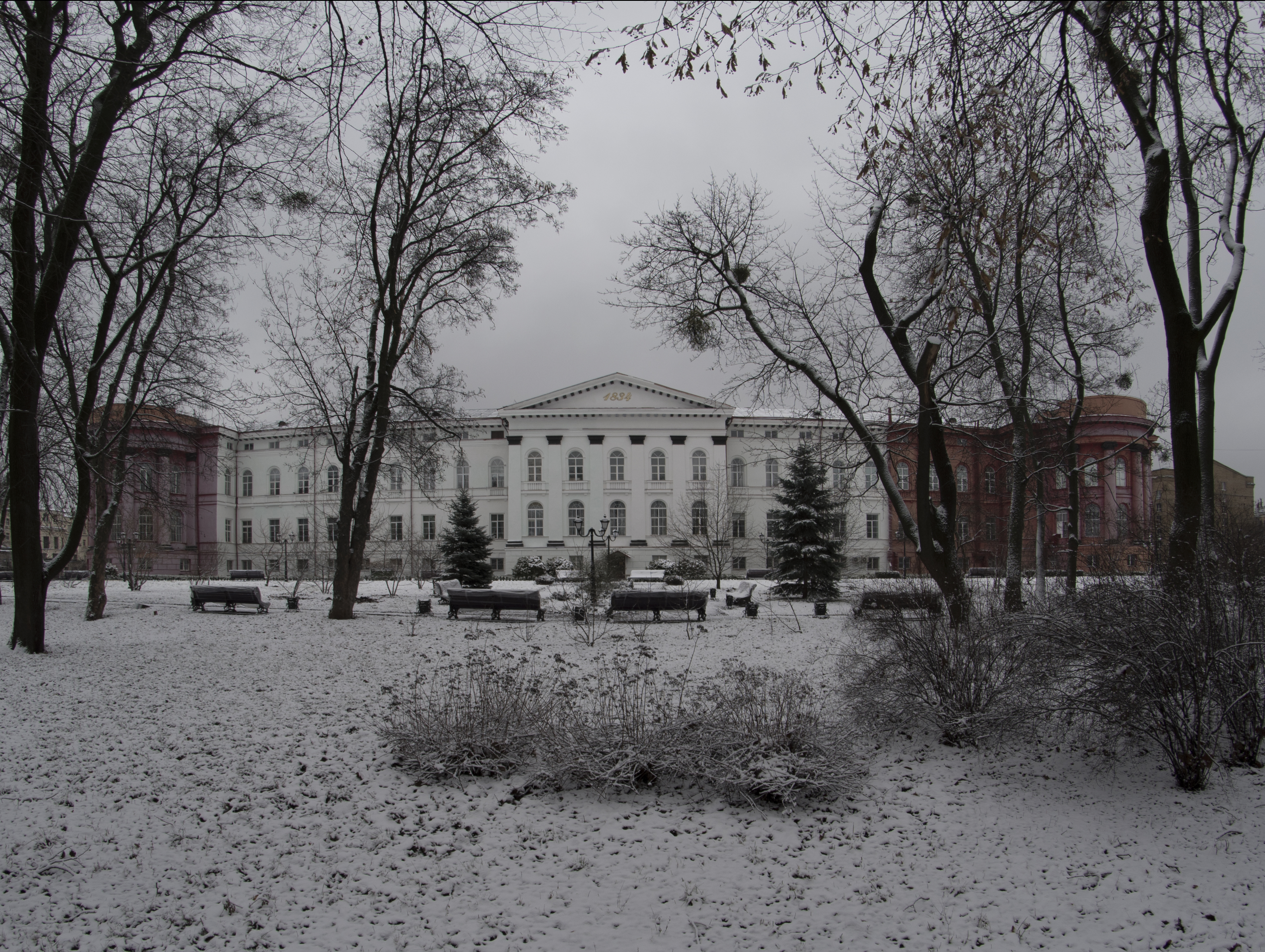

На початку липня 2007 року ботанічний сад закрили через утворення тріщини на великому альпінарії. Там зняли 80% кам'яних брил, які могли обсипатися на відвідувачів саду, залишалося заліпити тріщини глиною та зробити підпірки. Але постала інша проблема: через тиждень-другий сад міг залишитися зовсім без огорожі, принаймні з боку вулиці Льва Толстого, де відвідувачі, які не бачать ніякої небезпеки і скорочують шлях через старий паркан. За словами працівників саду, паркан сипався як картковий будиночок. Заступник директора ботанічного саду з наукової роботи Роман Палагеча зазначив що з боку вулиці Льва Толстого паркан він вже не підлягав ремонту — там падали цілі секції, паркан потрібно міняти. Очікувалося що гроші на нову огорожу можуть взяти із виділених Кабміном двох мільйонів на ремонт саду після аварії.
У 2016 році в сервісі електронних петицій Київської міської ради було зареєстровано клопотання з проханням про сприяння покращенню стану публічної території ботанічного саду, та петиція не набрала достатньої кількості голосів для розгляду. У січні 2017 року директор ботанічного саду Олександр Сенчило підтвердив, що у ботанічного саду проблеми є і з омелою, та немає коштів навіть на ремонт доріжок.

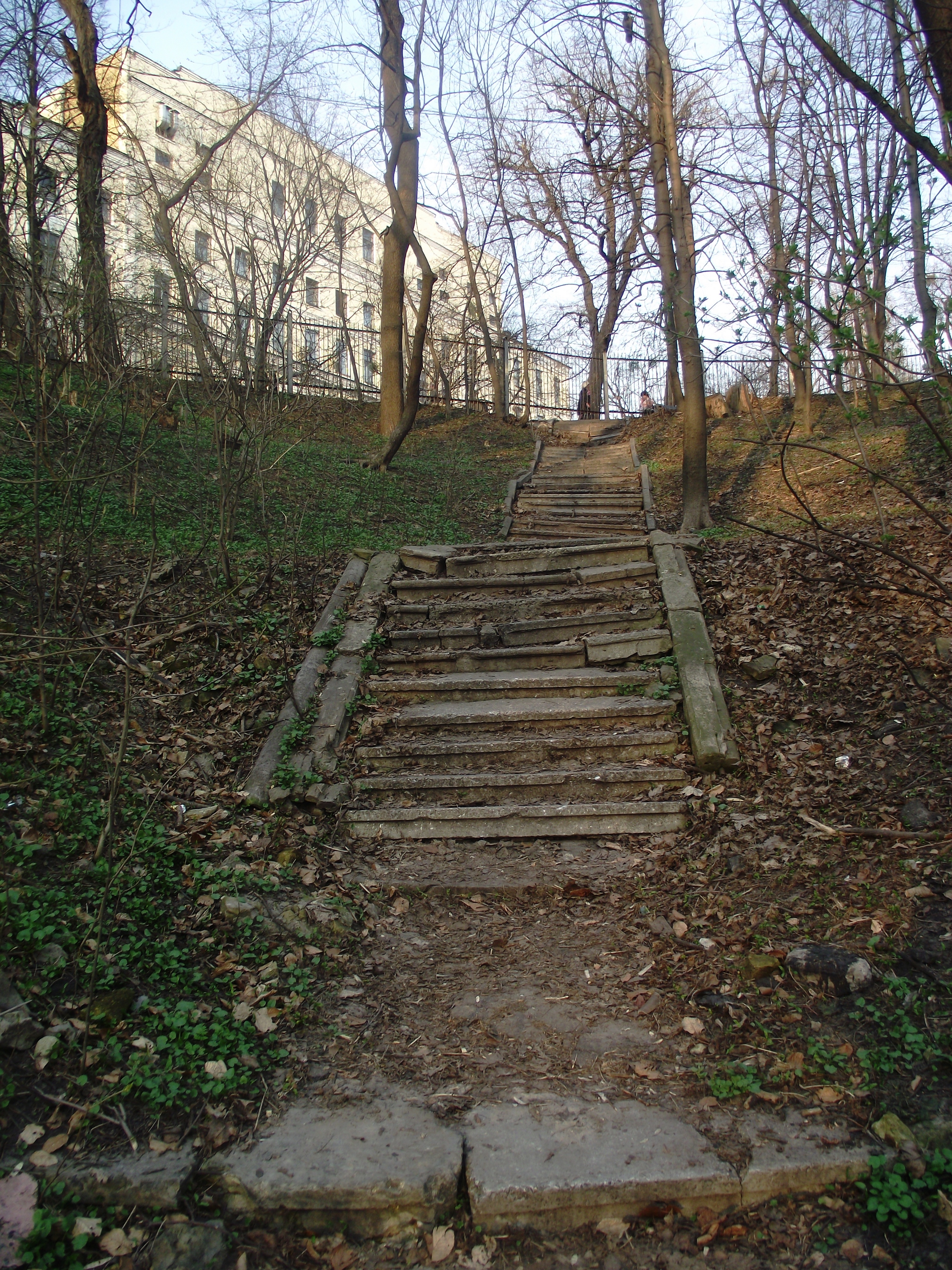
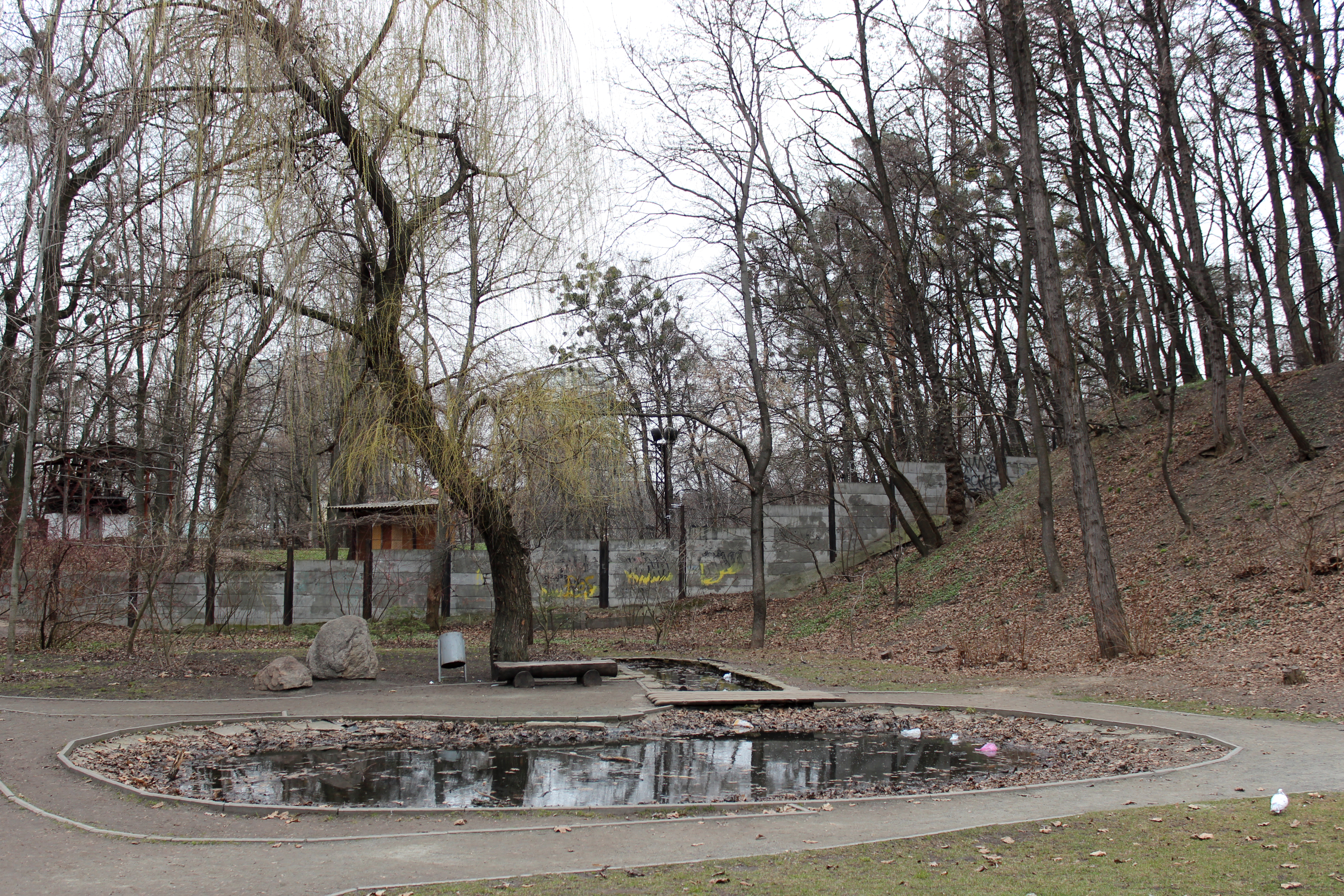
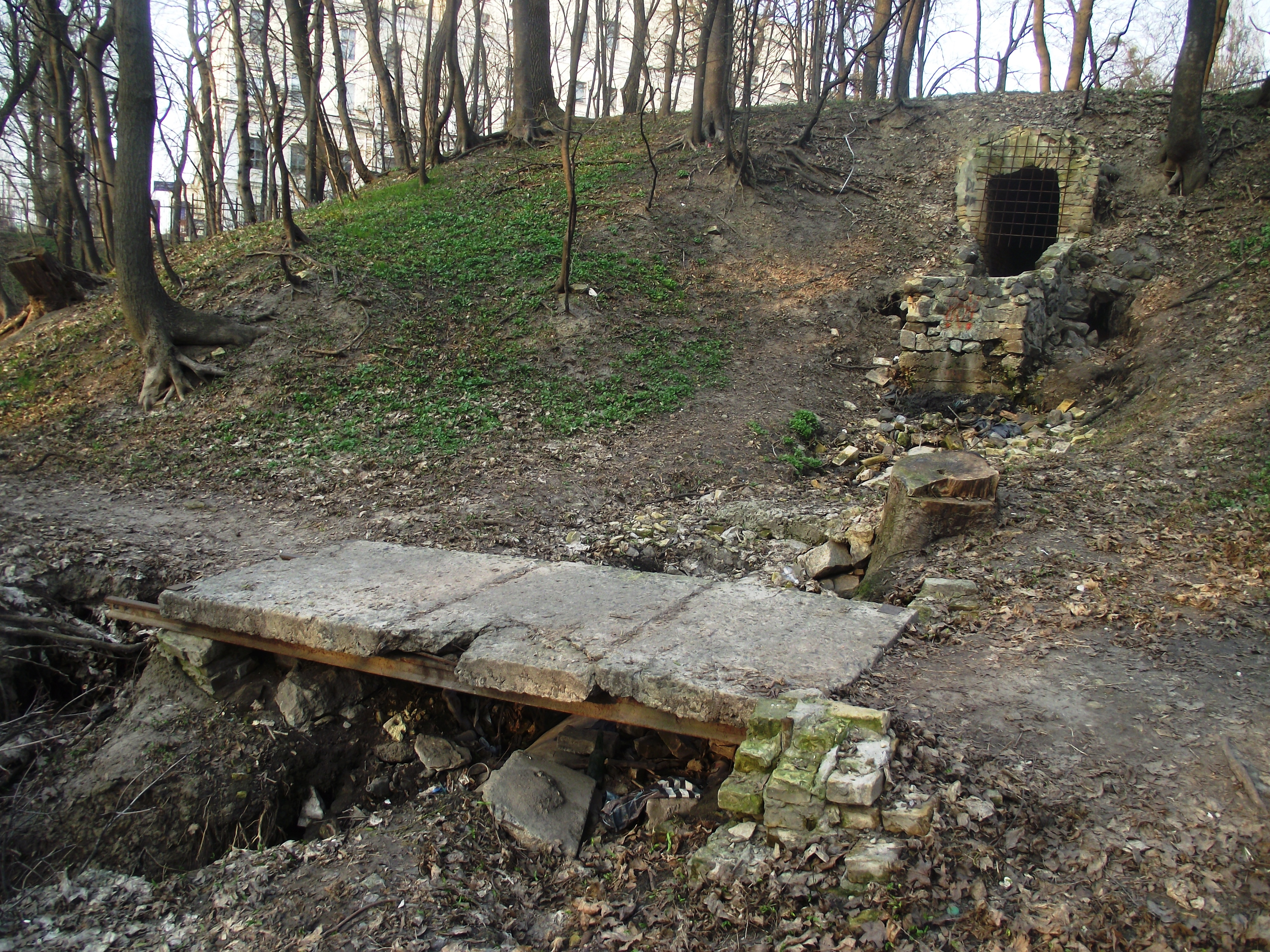
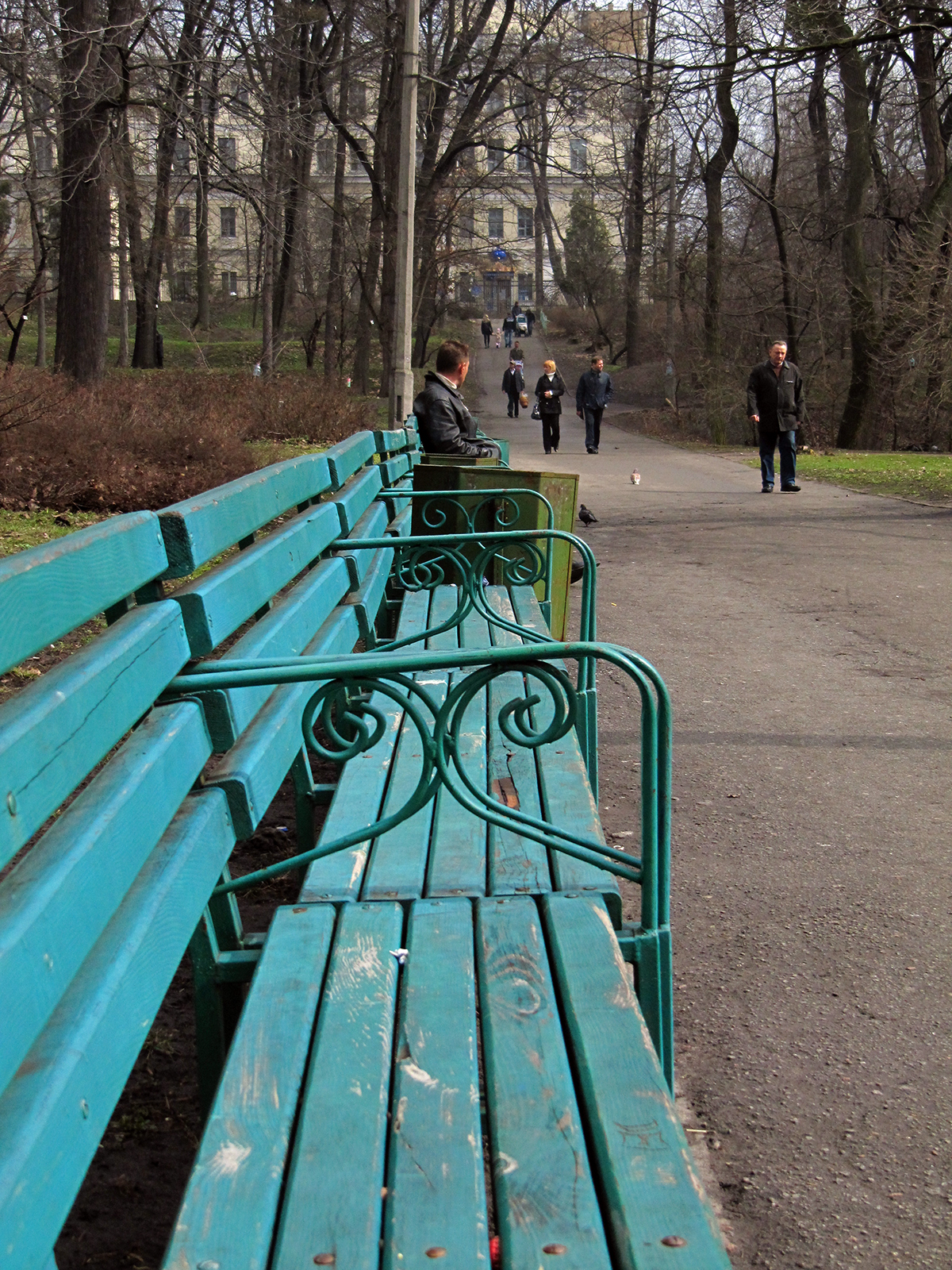
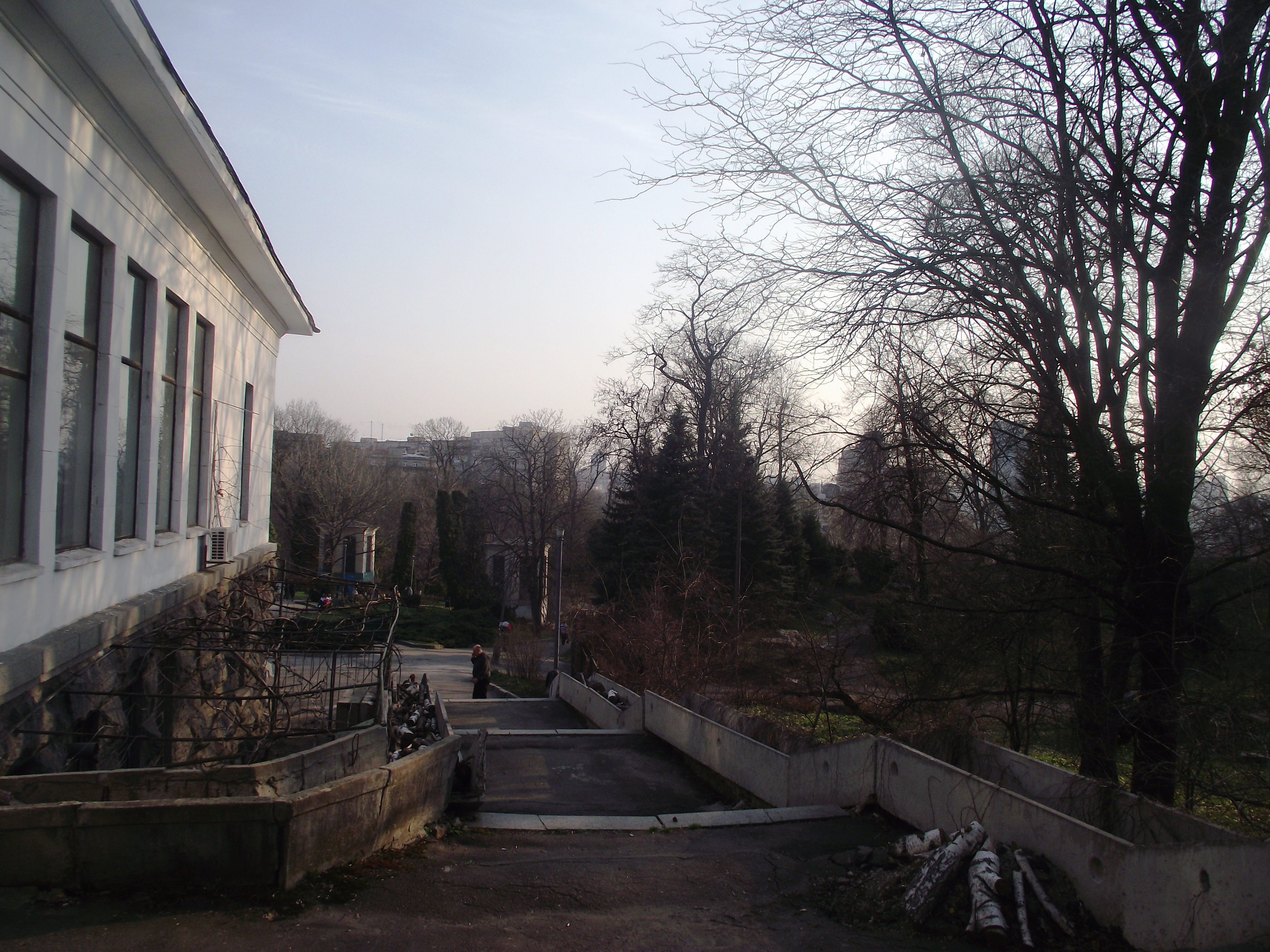
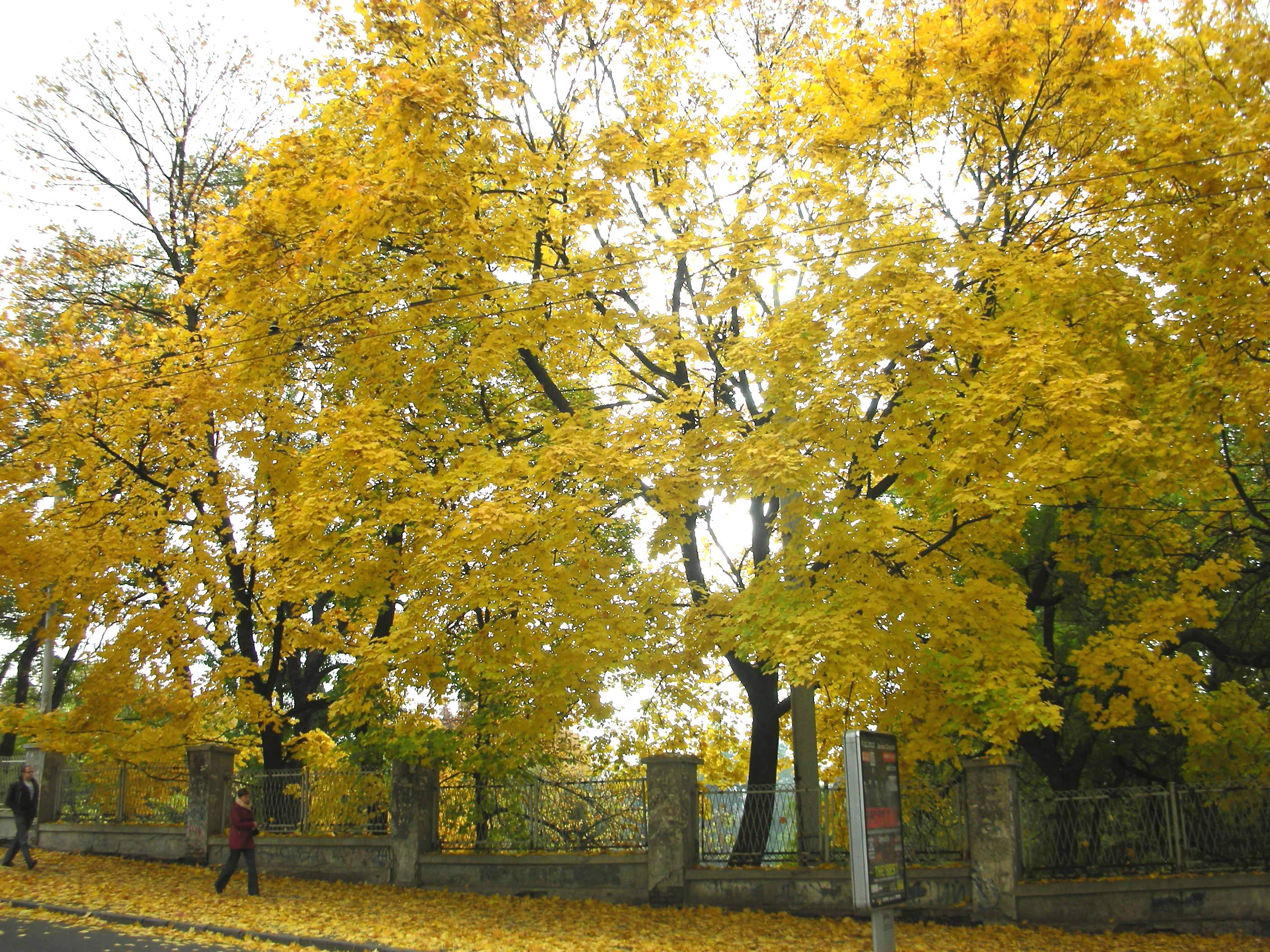
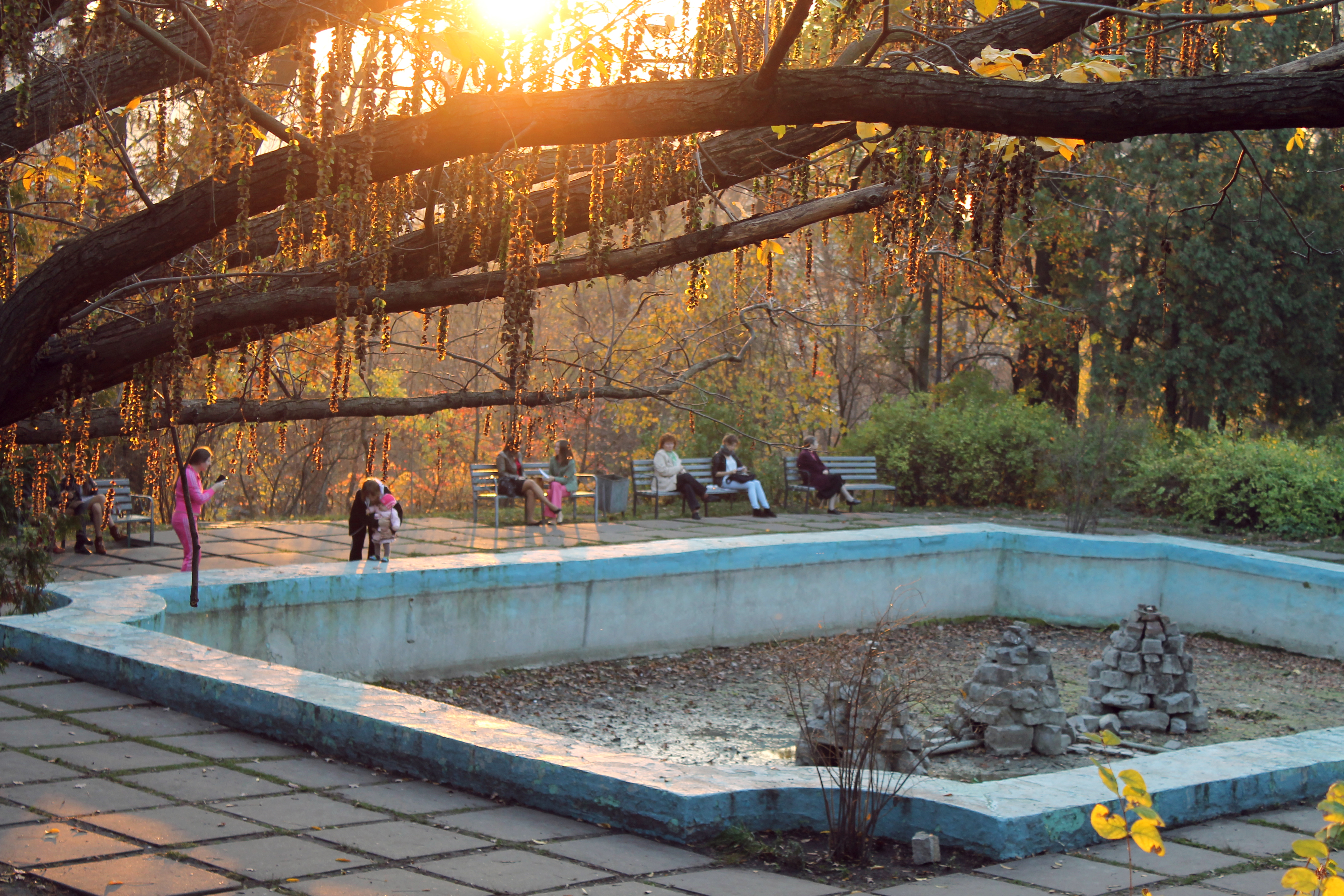
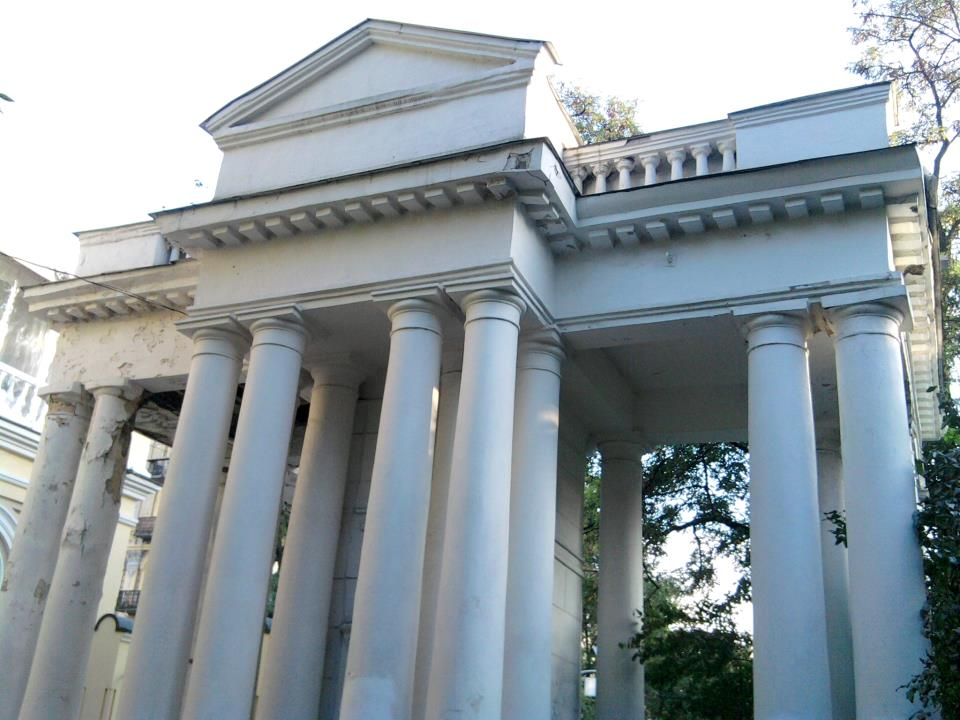

### Оновлення
27 червня 2006 року заступник київського міського голови з житлово-комунальних питань Валерій Пустовойтенко повідомив що на реконструкцію Ботанічного саду міська влада виділять близько 3 мільйонів гривень. Він зазначив, що університет може виділити до 1 мільйону гривень. Зокрема, зробить капітальний ремонт системи опалення, загального освітлення, ремонт тротуарів та огорожі. За його словами, кошти на ремонт громадських вбиралень і реконструкцію зовнішньої території саду КНУ просить у місцевої влади. Пустовойтенко пообіцяв, що усі роботи будуть завершені до 1 вересня 2006 року.
5 липня 2007 року стало відомо що у ботанічному саду на верхівці великого альпінарію, висота якого сягає 25 метрів, тріснула земля. За словами провідної наукової співробітниці ботанічного саду Галини Терентіївни, тріщина утворилася ще два роки тому. Тоді вона була ледь помітною, всього близько 5 міліметрів. Того літа було прийнято рішення не поливати частину альпійської гірки, де розташовані кизильники. Ґрунтові води залягають на 65 метрів в глибину, коріння не дотягується, а вода рослинам потрібна, тому згодом полив відновили і земля "розійшлася швом" ще більше, до сантиметра. Побачивши "зростання" тріщини, дирекція саду за свої гроші "пригнала" будівельний кран і зняла половину каміння з верхівки альпінарію. Хотіли зробити ще й підпірку, але забетонували лише кілька метрів опалубки. На початку липня 2007 року тріщина досягала 20 сантиметрів завширшки і кілька метрів завдовжки. Її збільшення помітили співробітниці, які доглядають рослини на цій території.

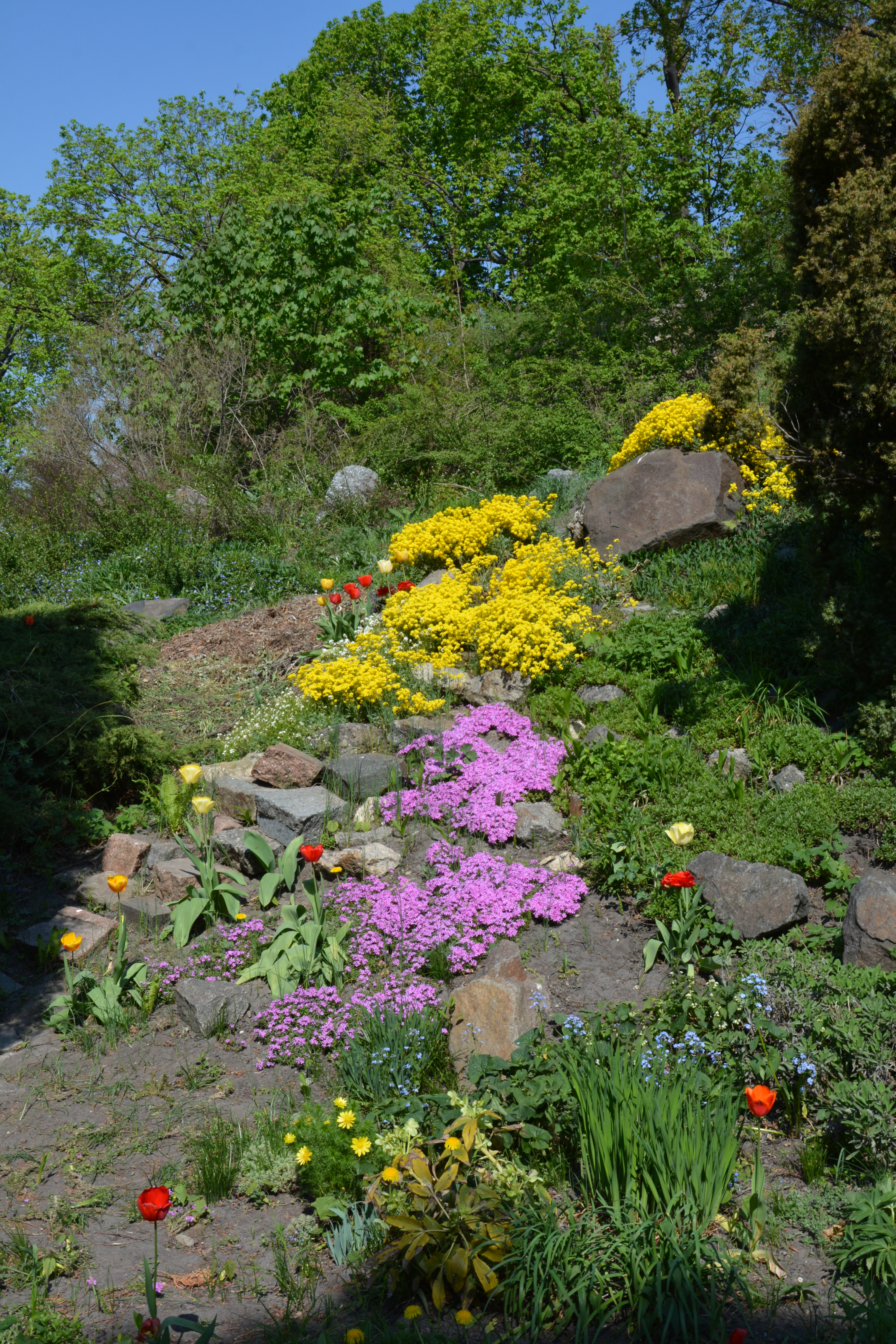
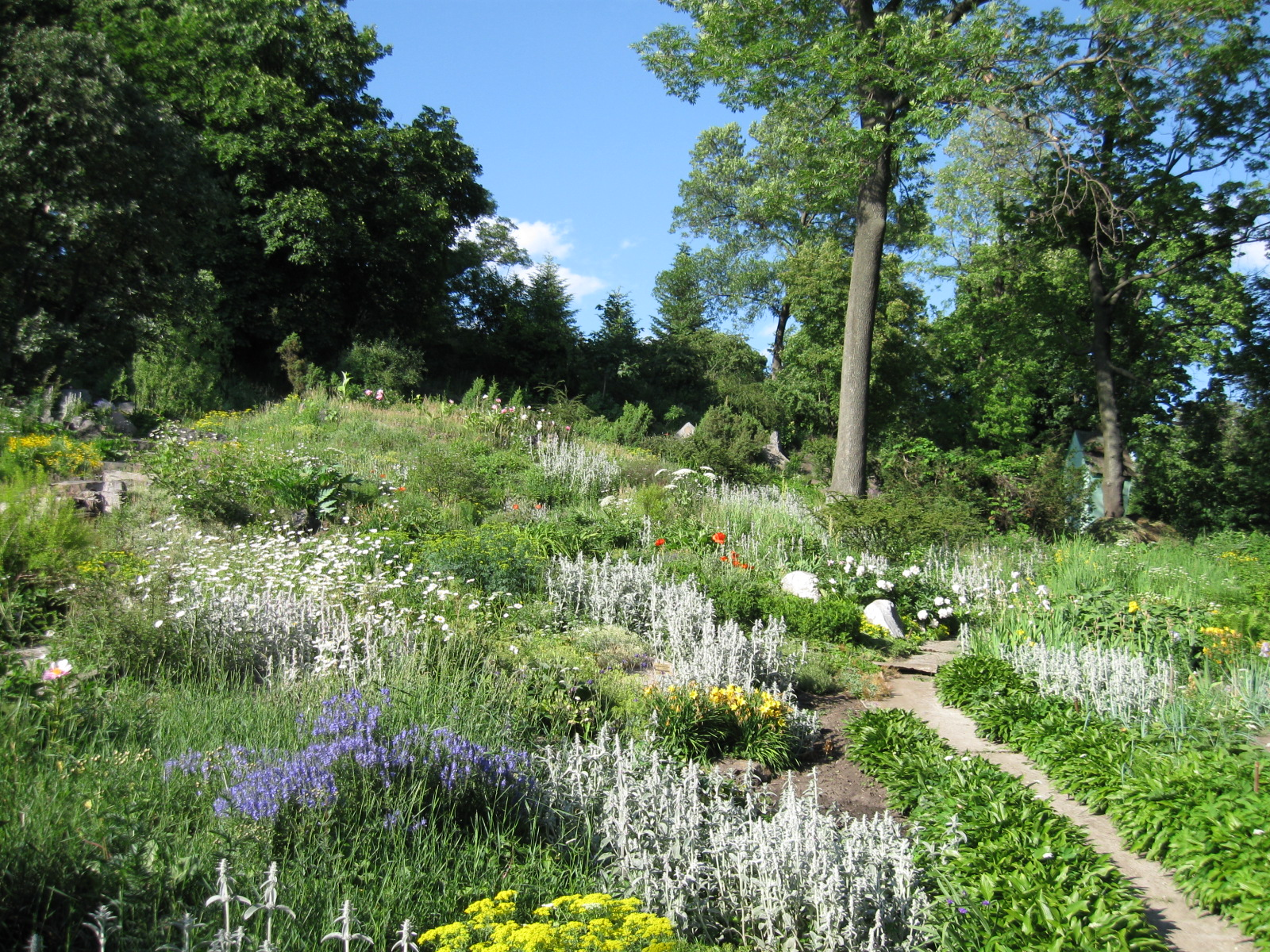
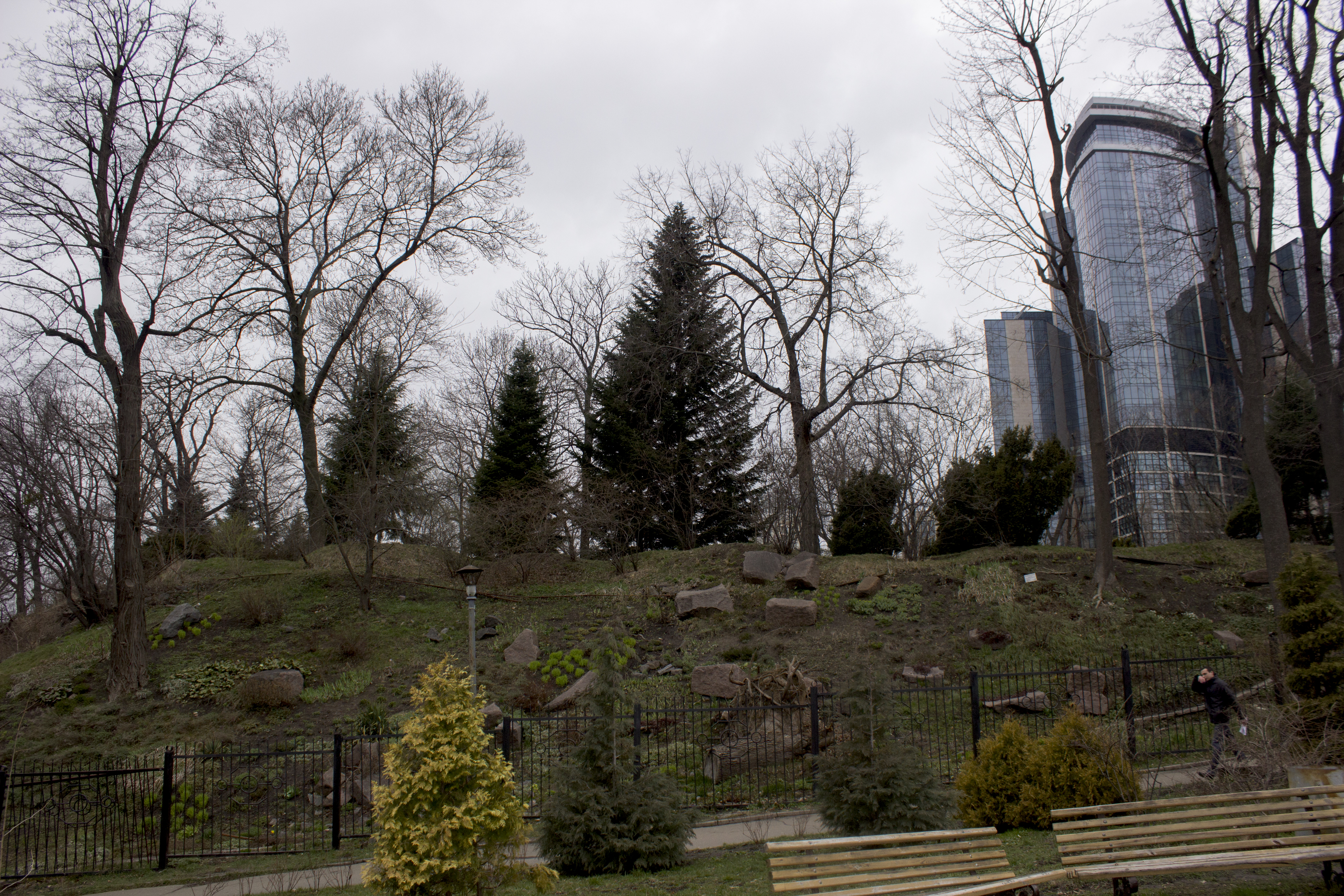
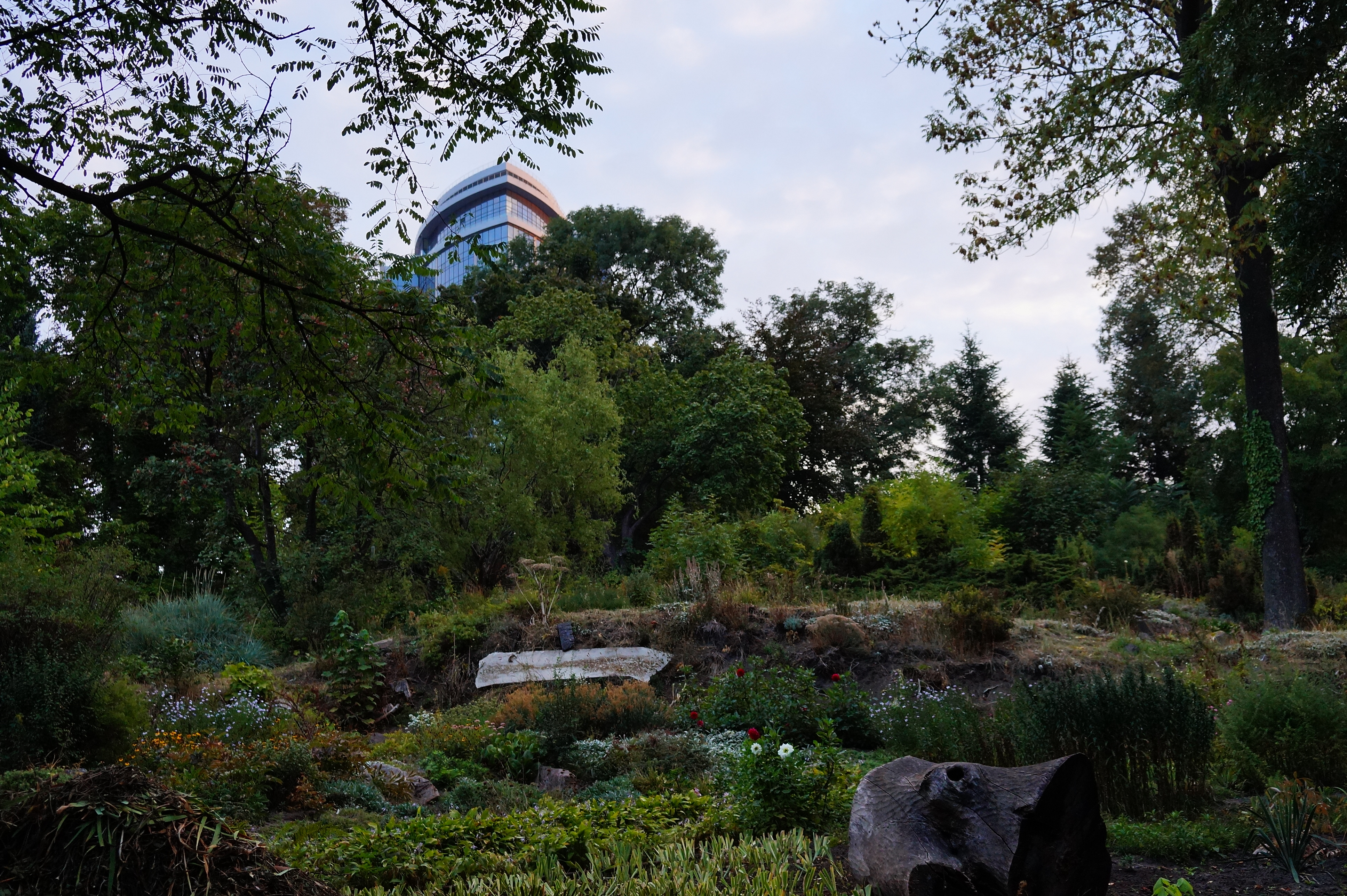

Два тижні потому, 20 липня 2007 року, стало відомо що попри закриття ботанічного саду через тріщину на альпійській гірці, там все одно гралися діти. Попри численні таблички, на яких йдеться про заборону входу до ботанічного саду, які з'явилися після виникнення серйозних тріщин на тамтешній гірці та загрози зсуву ґрунту, люди все одно гуляли парком, а повертаючись з роботи, натовпами пролазили через дірки в парканах, яких з вулиці Льва Толстого нараховувалось кілька, а деякі спритні хлопці взагалі перестрибували через огорожу. За словами заступника директора ботанічного саду з наукової частини Андрія Палагеча, парк налічував двоє охоронців, які нікого не ганяли. На дитячому майданчику гуляли дітлахи, на лавочках сиділи обурені закриттям матері, мовляв, сад перетворили на нічліжку для бомжів, а дітям забороняють заходити. Небезпеки у ботсаду люди не бачили. Повідомлялося, що  сад простоїть "умовно закритим" ще щонайменше місяць. Кабмін виділив гроші для саду (2 мільйони гривень), але укріплювальні роботи потребують часу. Планувалося відреставрувати альпійську гірку: заліпити тріщини глиною, встановити підпірки, підсипати ґрунт. Того ж місяця працівники разом із командою МНС-ників зняли майже половину каміння з гірки. Повідомлялося, що після цього фахівці повинні обміряти її та скласти кошторис на її ремонт-реставрацію. Крім того, планувалося залатати дірки у паркані.
19 грудня 2007 року стало відомо що Київський міський голова Леонід Черновецький підписав розпорядження, у якому наголошується, що під час реконструкції ботанічного саду біля станції метро буде здійснено капітальний ремонт огорожі цього об'єкту. Відповідно до документа, замовниками проєктних робіт з реконструкції визначено Київський національний університет імені Тараса Шевченка. У розпорядженні наголошувалося, що замовник мав визначити генеральну проєктну організацію для виконання робіт з реконструкції, отримати необхідні дозволи на проведення робіт, розробити та погодити в установленому порядку проєктно-кошторисну документацію. Фінансувати роботи планувалося із Державного бюджету України, проте терміни завершення виконання робіт із реконструкції ботанічного саду у розпорядженні були відсутні. За тиждень, 26 грудня 2007 року, повідомлялося що у підписаному Леонідом Черновецьким розпорядженні йшлося про виділення на реконструкцію ботанічних садів Києва 700 тисяч гривень.

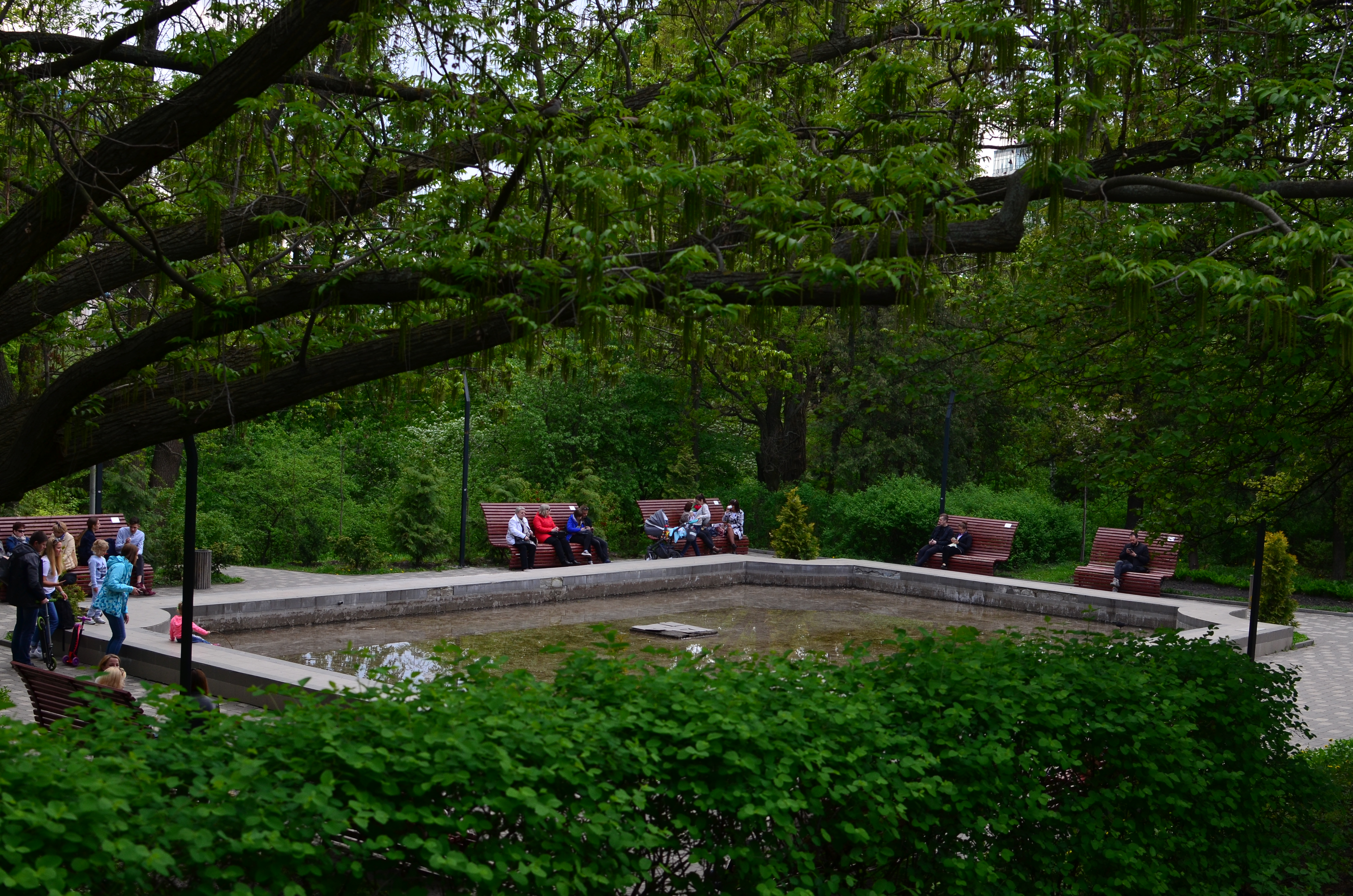
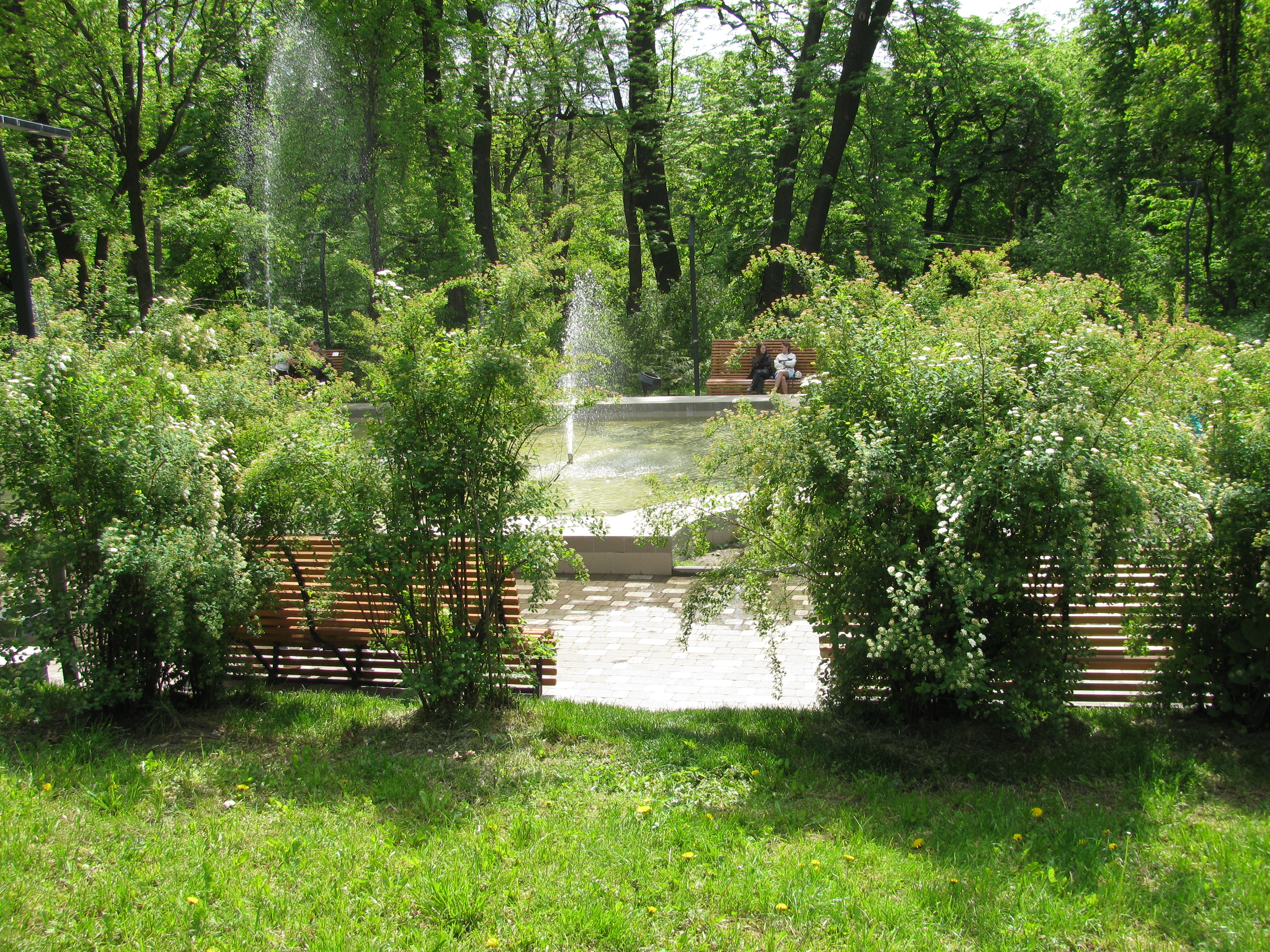
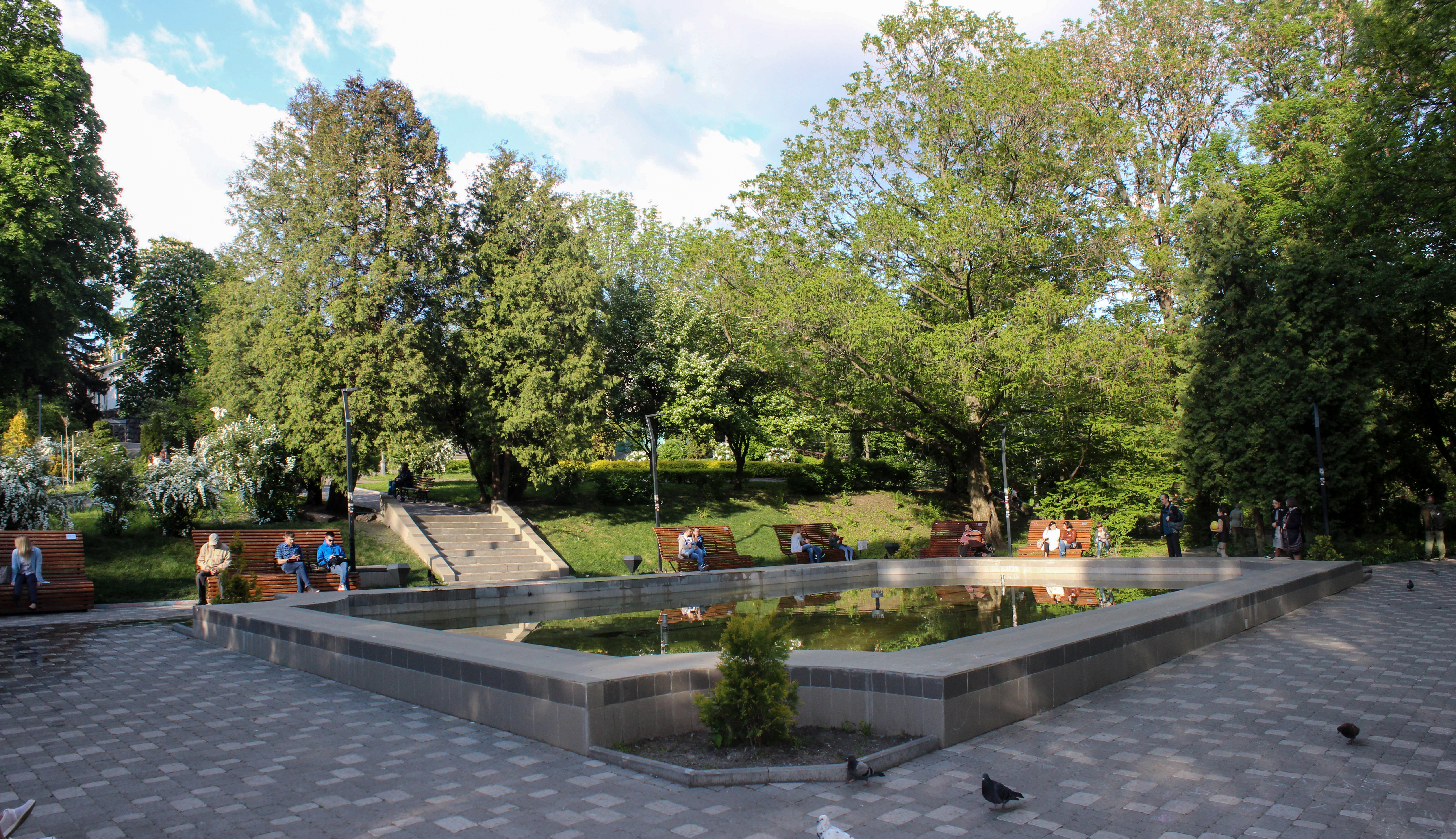

14 жовтня 2014 року директор ботанічного саду Фоміна Олександр Сенчило повідомив що фонтан, який був закритий останні два роки через аварійний стан конструкції, яка не ремонтувалася 40 років, відновили за гроші меценатів, і фонтан запрацював. За словами Сенчила, ремонт фонтану обійшовся в кілька сотень тисяч гривень, проте точний кошторис ще невідомо, але фонтан відмінно працює. У ньому три струмені, вони піднімаються у висоту на 5 і 2,5 метра. Раніше глибина фонтану була 1,5 метра, зараз – всього пів метра. Його чашу вимостили плиткою. З часом планувалося поставити навколо нього 10 лав.
25 жовтня 2014 року Таскомбанк звершив реконструкцію «Шевченкової долини» ботанічного саду, у ході якої банком було облагороджено територію, висаджено магнолії та засіяно газони.
У грудні 2014 року мер Києва Віталій Кличко заявив що міська влада знайшла меценатів для реконструкції огорожі на бульварі Тараса Шевченка уздовж саду, деякі конструкції якої сповзали вниз по схилу. Довжина паркану, якому більше 100 років, близько 600 метрів, а ціна проєкту — 8 мільйонів гривень. Університет не мав коштів на його повну реконструкцію, тож був готовий виділити на цей проєкт близько 1 мільйону гривень. Мер зазначив, що оновлена огорожа не втратить своєї ідентичності та збереже архітектурний стиль, та на паркані будуть встановлені нові ліхтарі. Роботи планували завершити навесні 2015 року.
4 травня 2018 року стало відомо про завершення встановлення 10 автономних ліхтарів на центральній алеї ботанічного саду, обладнаних сонячними панелями, які профінансувала ДТЕК.

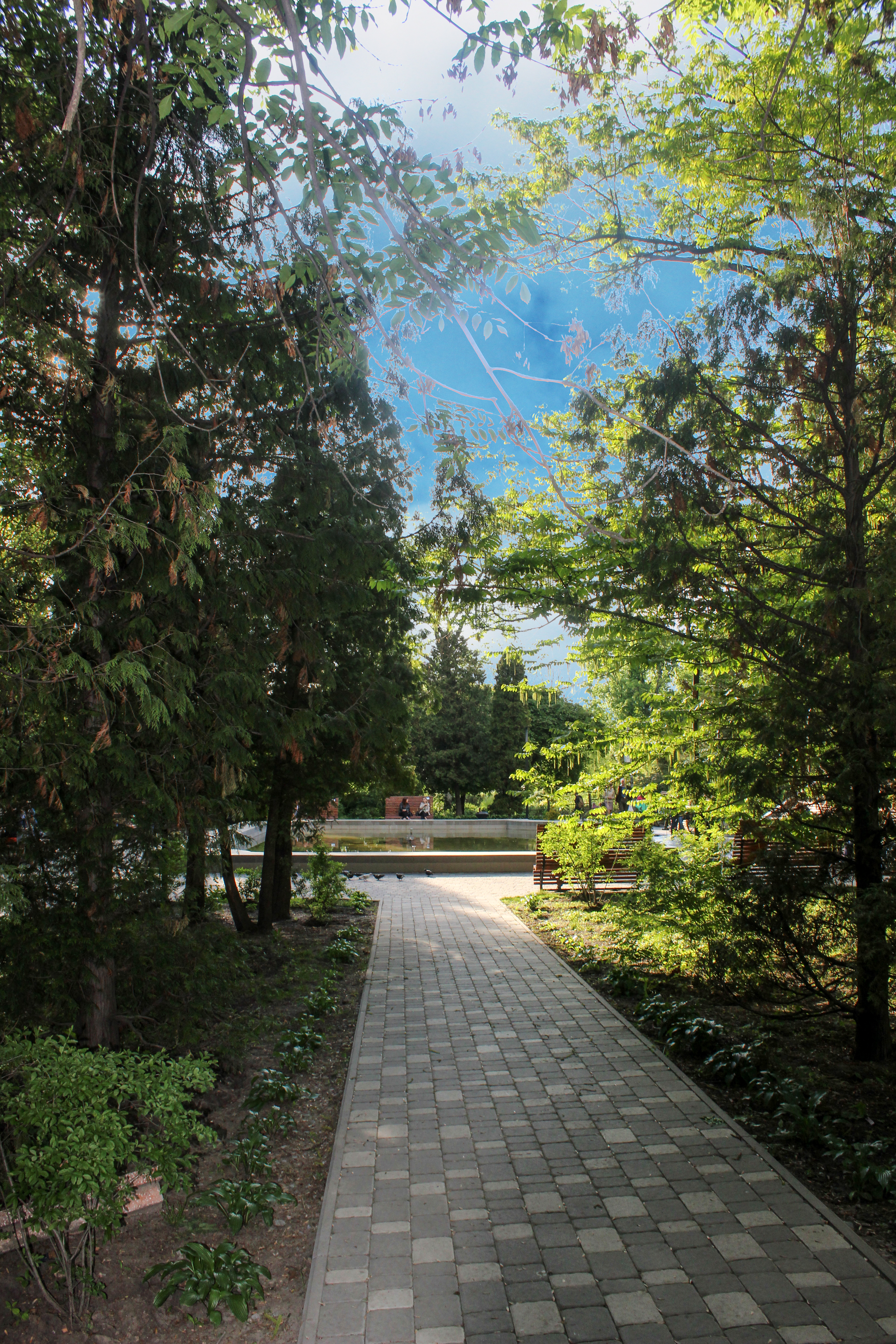
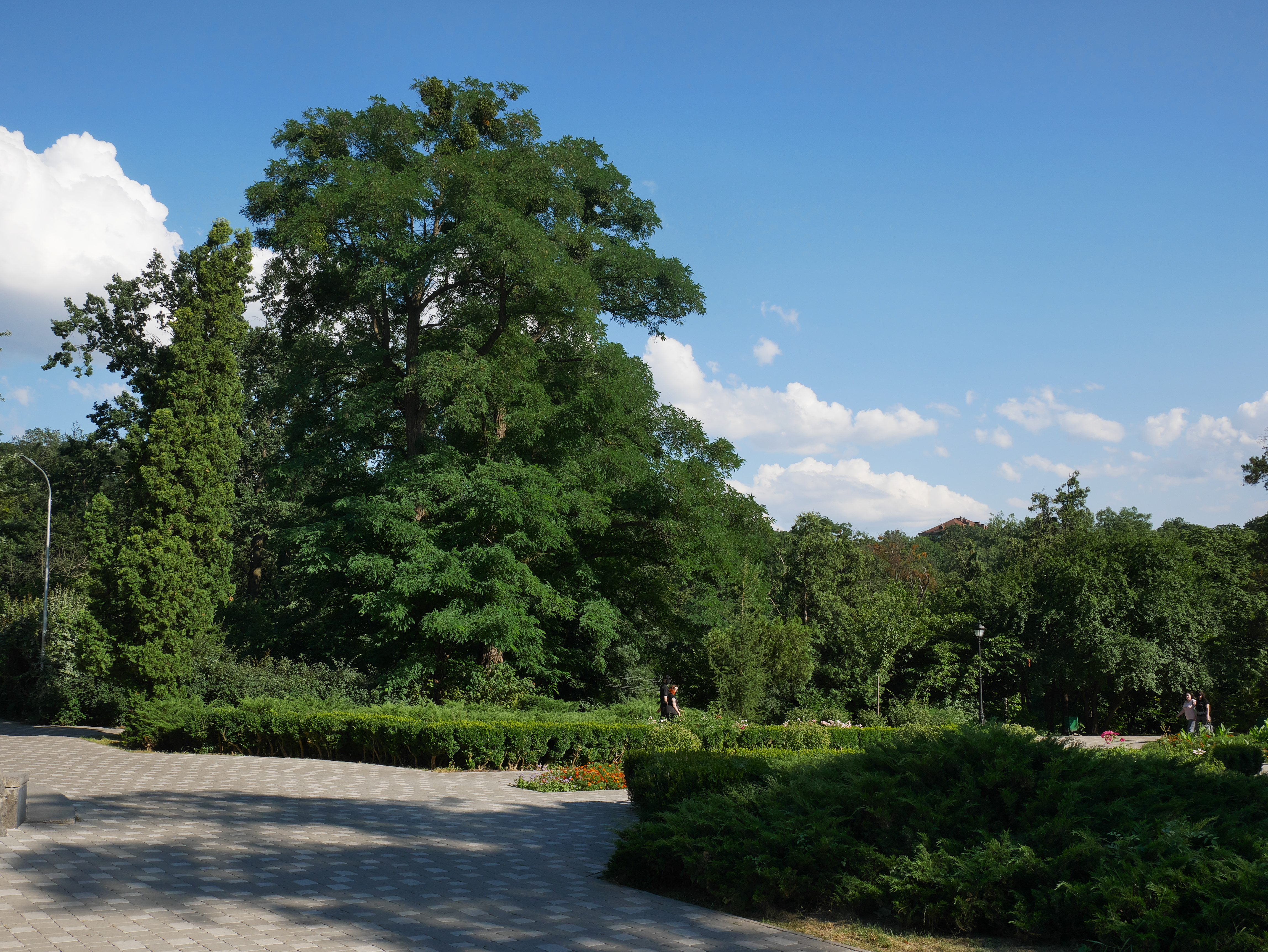
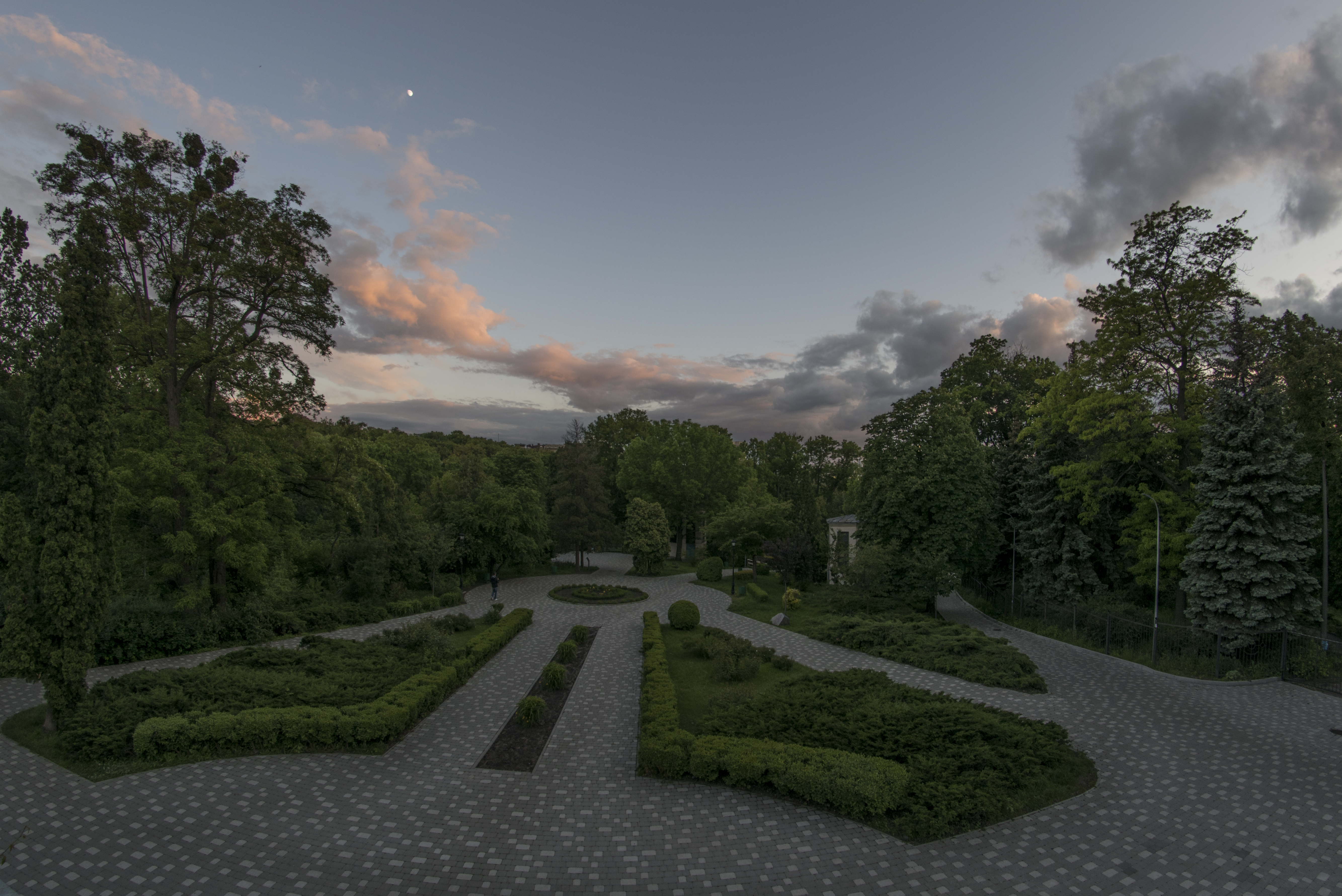
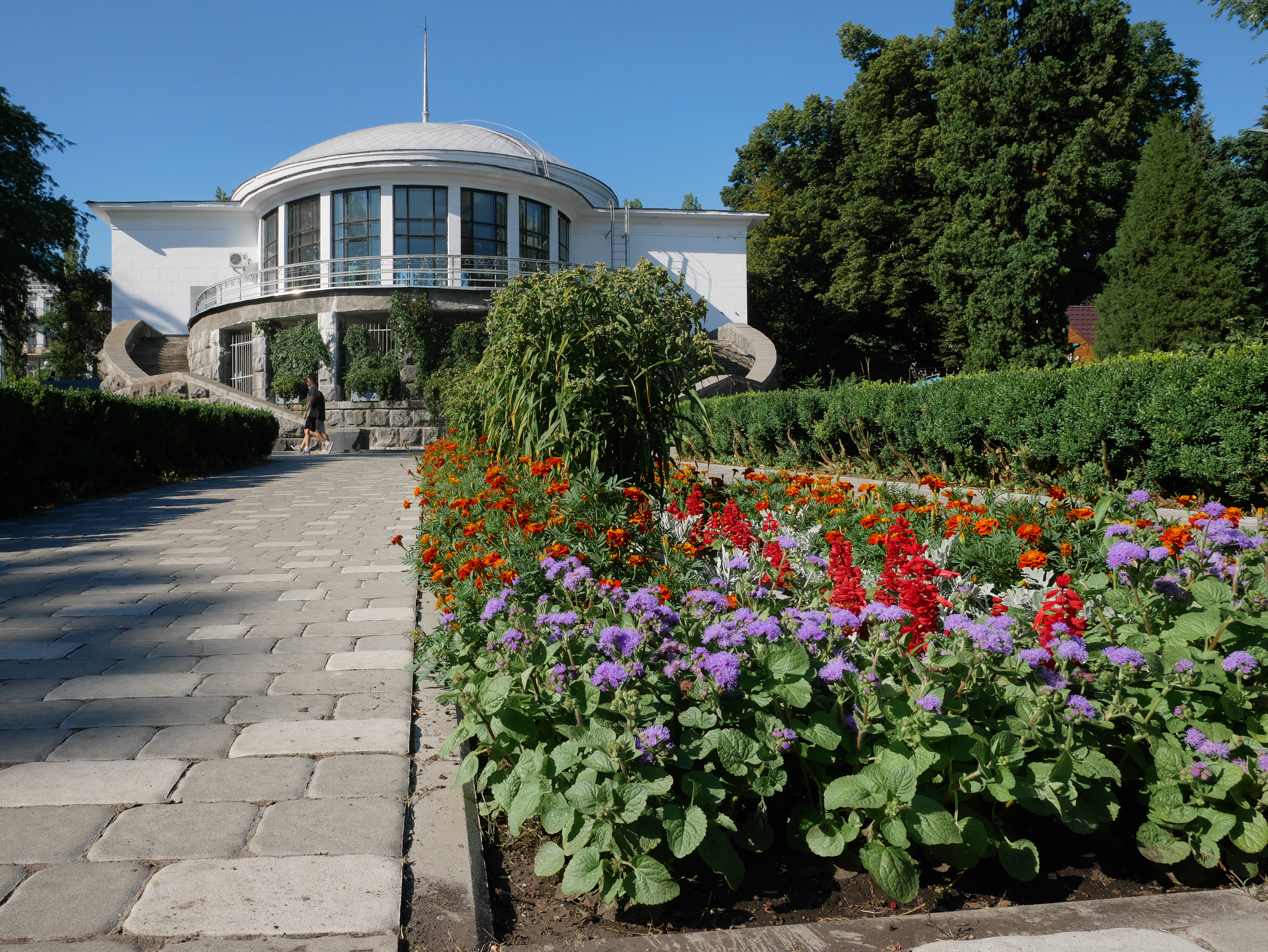

У серпні 2018 року за підтримки компанії MacPaw розпочалася реконструкція відкритої для відвідувачів паркової зони ботанічного саду. Спершу демонтували старе покриття доріжок, бордюри квітників було повністю оновлено. Геометрію доріжок перед яром парку було змінено, щоб забезпечити рівномірне відведення води, було відремонтовано підпірну стіну, що загрожувала зсувами усієї зони партеру. Частина сходів була змінена, з'явилися пандуси для людей з інвалідністю та прогулянок з дитячими візками. Наприкінці березня 2019 року стало відомо що реконструкція парку, підрядником якої був LD Group завершилася.

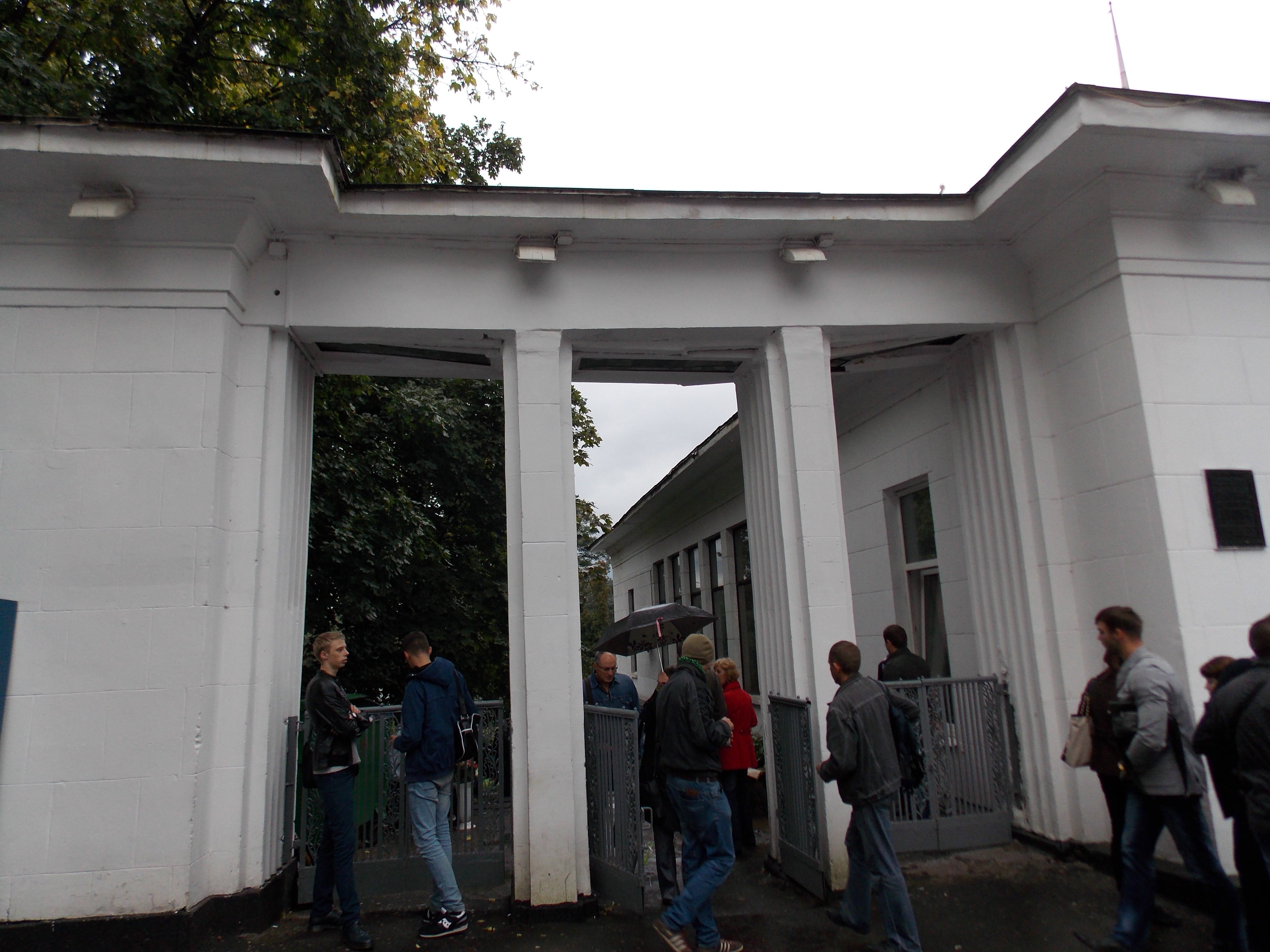
Східна колонада обабіч вестибюлю
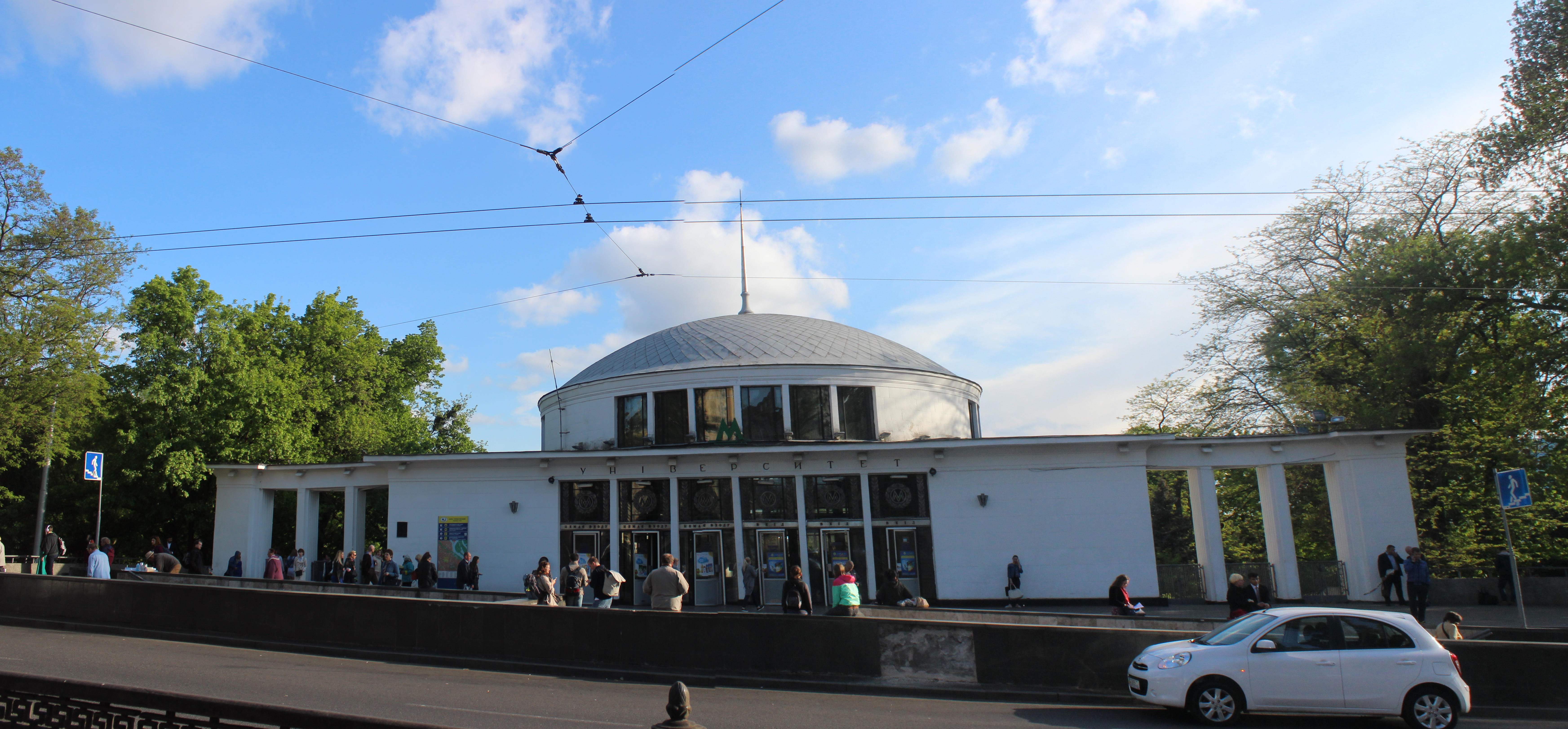
Вестибюль станції Університет з бульвару Тараса Шевченка
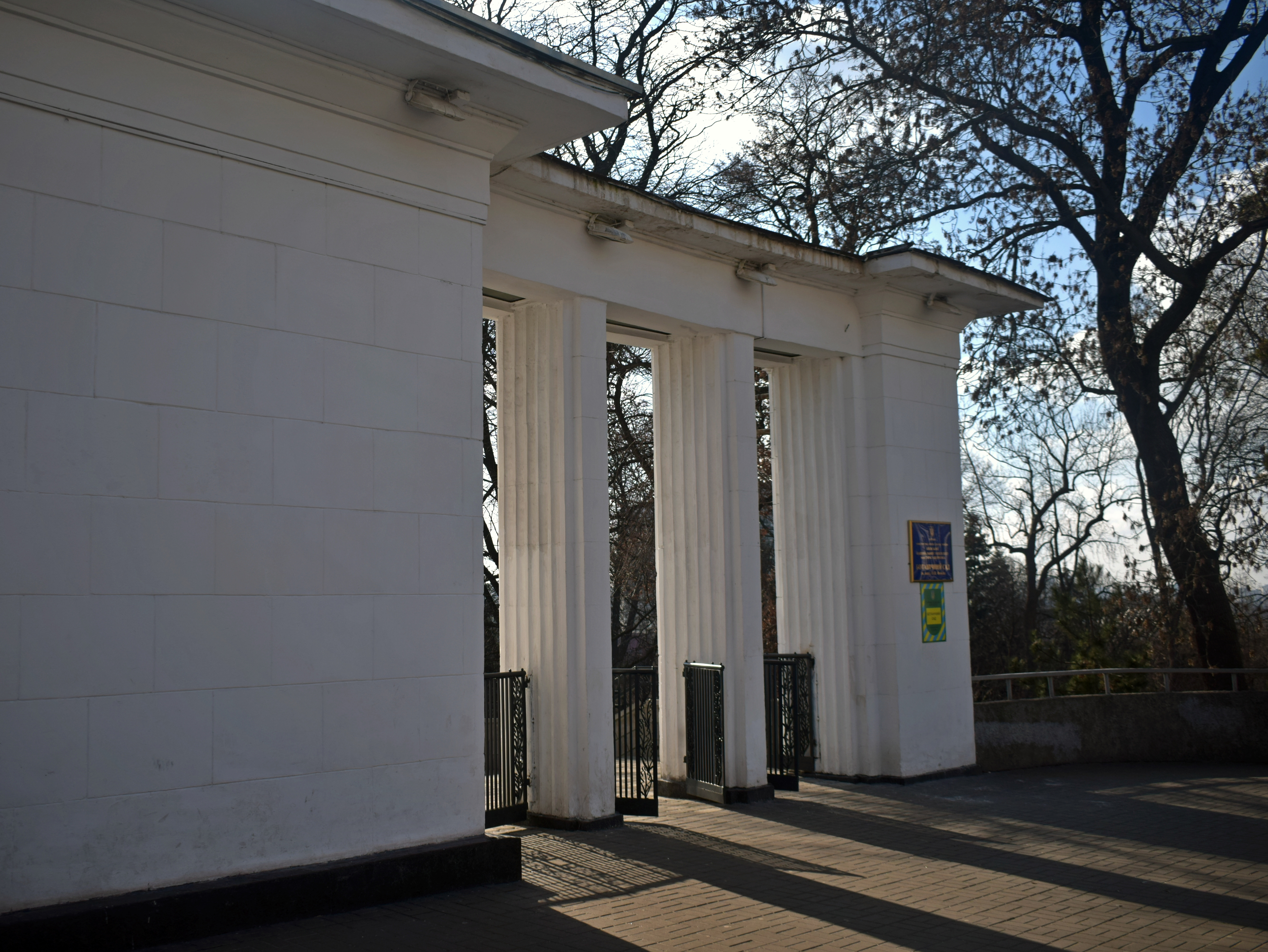
Західна колонада обабіч вестибюлю
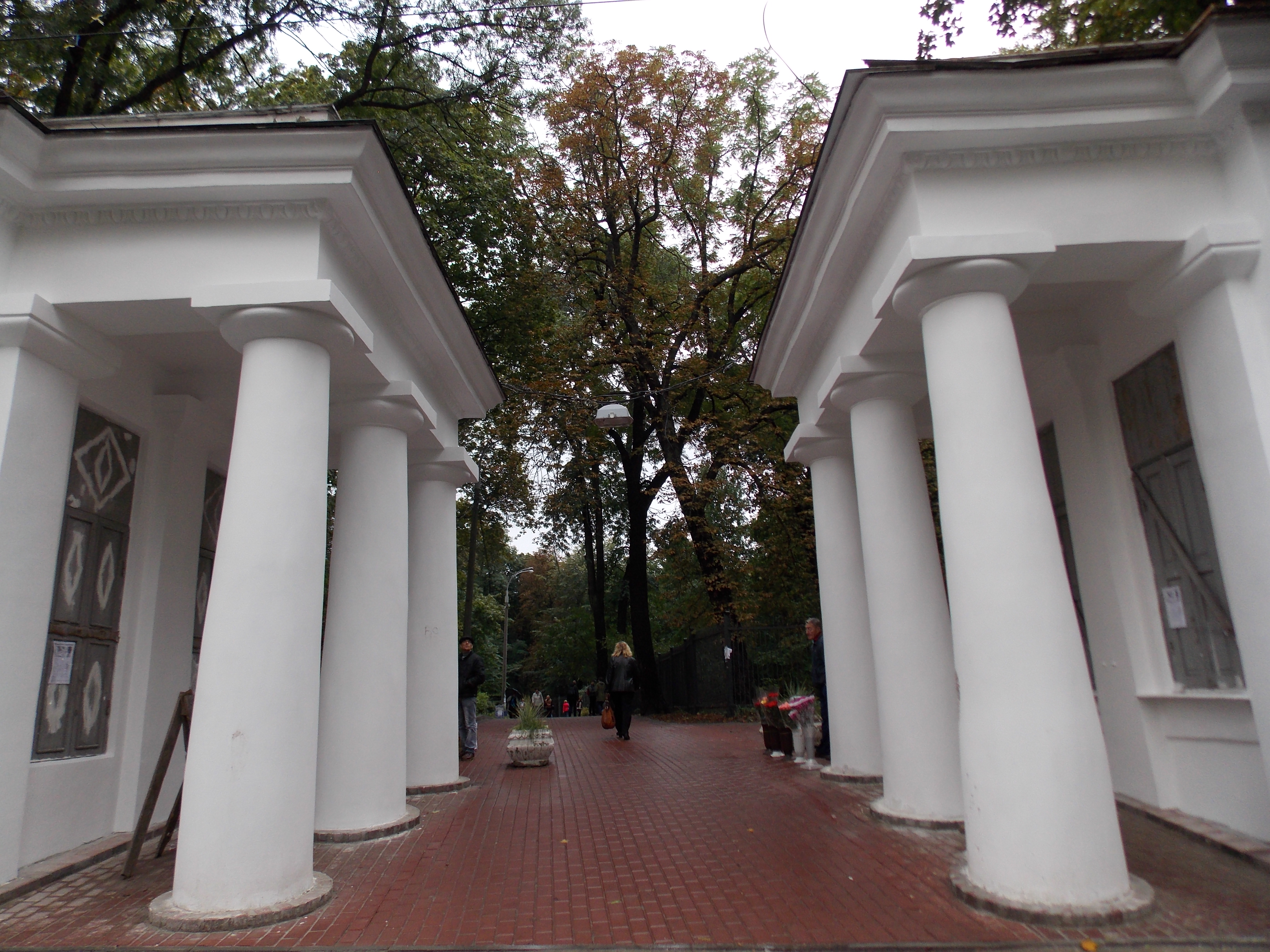
Північна колонада входу до провулку

На початку березня 2019 року за кошти університету розпочали реставрацію вхідних груп. Біля вестибюля станції метро Університет відремонтували щаблі до саду, які багато років були розбиті. Побудовані в кінці XIX століття і відбудовані після Другої світової війни колонади, які 20 років не ремонтували через що конструкції почали руйнуватися, загрожуючи життю перехожих розпочали реставрувати. Для безпечного проходу громадян побудували дерев'яну галерею. На початку квітня того ж року колонаду з боку бульвару Тараса Шевченка вже почали тинькувати, а колони з боку вулиці Льва Толстого очистили від старого тинькування і частково демонтували аварійний аттик. За словами будівельників, конструкція занепала настільки, що деякі ряди цегли довелося перекладати наново. Для відновлення використовувалися виявлені оригінальні цеглини кінця XIX і середини XX століття. На деяких з них навіть збереглися клейма власників знаменитих київських цегельних заводів. Роботи обіцяли закінчити до травня, на них університет виділив 3 мільйони гривень зі свого бюджету.

#### Благодійність
11 травня 2019 року співробітники Таскомбанку зі своїми сім'ями у складі благодійної акції прибрали територію «Шевченкової долини», облаштували доріжки та місця для відпочинку в парку.
У квітні 2021 року волонтери прибрали територію саду від сміття, очистили мийкою високого тиску ставок «Шевченкової долини» та наповнити його чистою водою, прибрали доріжки, що поруч зі ставком і відновили їх покриття, розчистили водостоки від листя, сміття та ґрунту, пофарбували лавки та урни.
Наприкінці липня 2021 року активісти організації «Києве, мий» провели ревіталізацію ставка Шевченкової долини саду. Вони відмили його дно та замінили воду в ставку, яка вже була брудна. Крім цього, активісти «Києве, мий» разом зі співробітниками мережі ресторанів «Євразія» прибирали в ботсаду та пофарбували лавки. 8 серпня того ж року активісти «Києве, мий» відмили мийкою високого тиску бруківку, лави, урни та скульптури від бруду, графіті та посліду птахів. Пофарбували лави та урни, а також прибрали опале листя з центральної композиції галявини, додали відсіву на доріжки. Позбирали сміття, відсортували пластикові та скляні пляшки для переробки. 25 вересня того ж року ГО «Києве, мий» провела акцію прибирання у саду. Під час прибирання зібрали 25 мішків зі сміттям. До толоки приєдналися мешканці міста, співробітники однієї з місцевих компаній та представники молодіжного руху «Твоя країна».

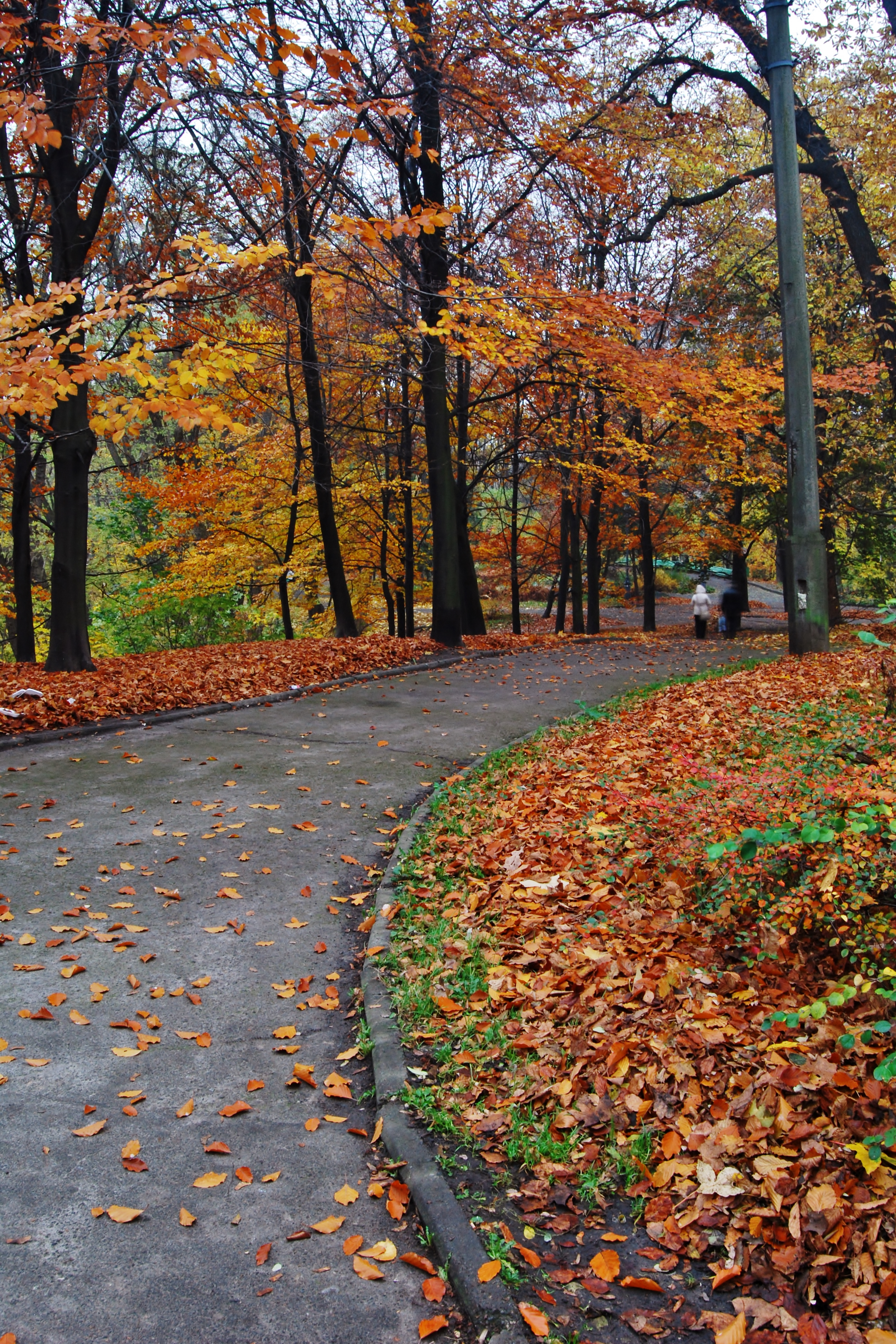
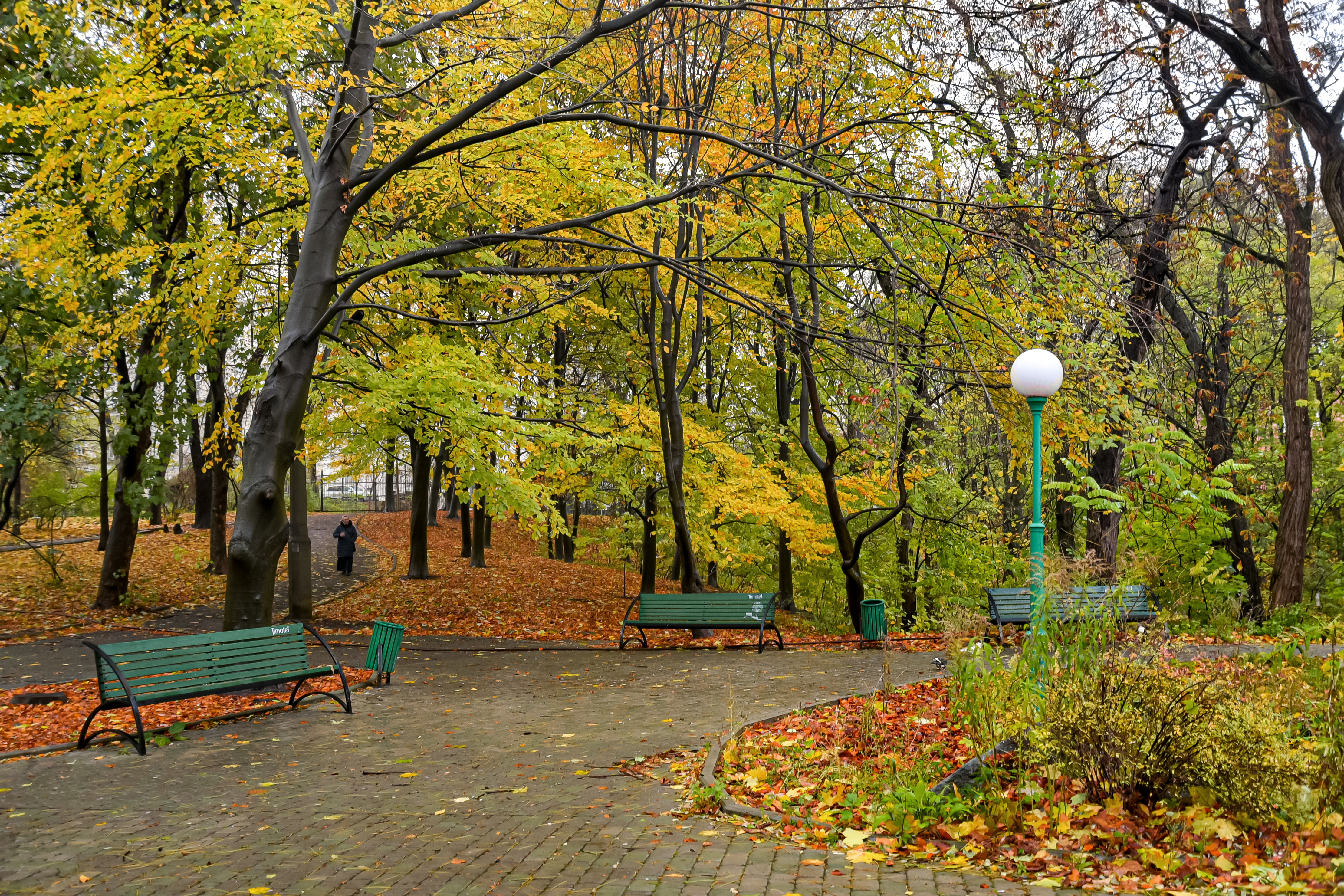
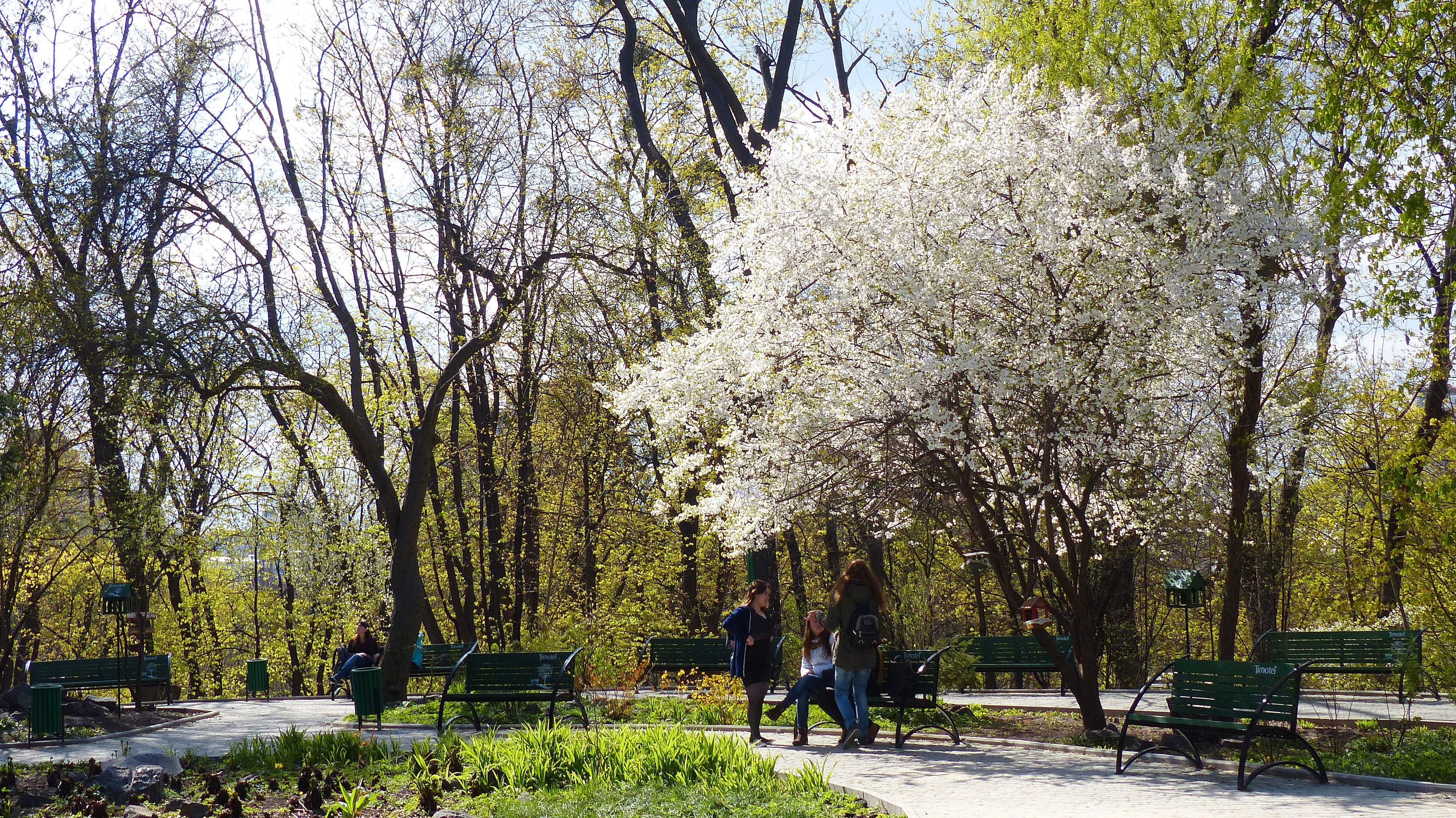
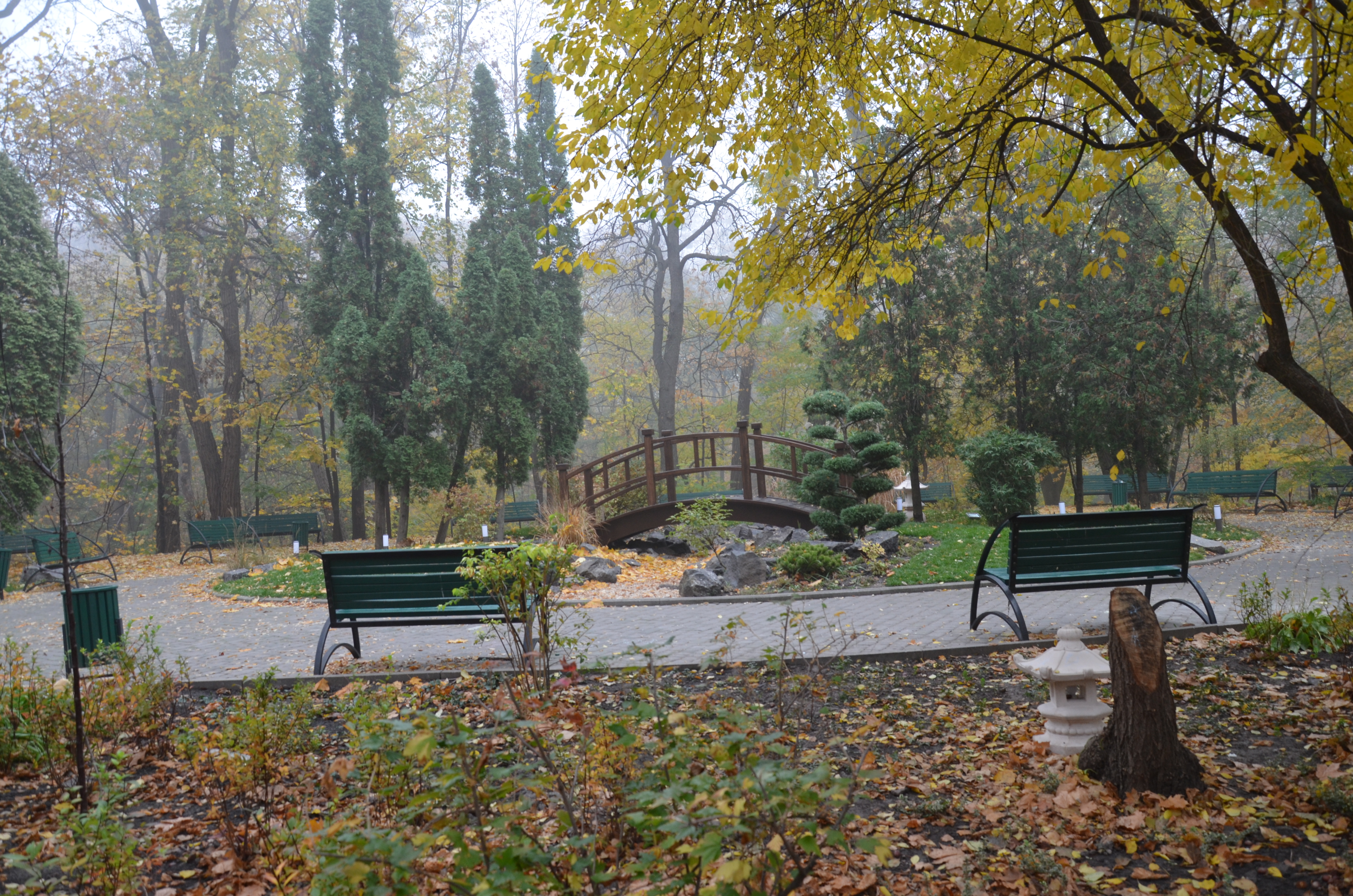

### Критика
6 січня 2020 року стало відомо що всі історичні ліхтарі з маскаронами 1891 року були замінені на звичайні стовпи-труби. Так само вчинили з антикварними лавками та парканами.

## Нотатки
1. ↑  Раніше botanic.kiev.ua.
2. ↑  Офіційно відома як "експозиційна частина", також відома як "паркова частина", до якої вхід вільний цілодобово.
3. ↑  Також відома як "наукова частина", де екскурсії проходять у оремо визначений час.
4. ↑  Щоб помилуватися квітками пальми Лівістона, потрібно пройти вузенькою доріжкою через своєрідні джунглі, загальна площа яких близько тисячі квадратних метрів. Навколо — зелень чагарників, майже немає вільного від рослин місця, а кудись вгору йдуть стовпи пальм, увиті ліанами. Потім потрібно піднятися під саму стелю на верхній ярус 30-метрової оранжереї металевими сходами. Звідти відкривається вид на верхівку пальми, на якій в зимову пору року "сидять" 12-18 суцвіть, у кожному з яких близько 2 тисяч маленьких жовтих квіток, що звисають вниз витонченими гірляндами. Дуже схоже на водоспад із пилку.
5. ↑  У підсумку частину лимонних дерев було перевезено зокрема в оранжереї Вінницької обласної станції юних натуралістів, відкритої в 1954 році. Тоді ж було збудовано лабораторію тепличного господарства, яка нині є одним з найбільших у місті осередків рослин з різних куточків світу[31].
6. ↑  Нині частина ділянки «Поетична галявина»[43]
7. ↑  Колишній посол Республіки Корея в Україні.
8. ↑  Раніше повідомлялося що у квітні 2008 року охоронців саду налічувалося четверо.